# Guerra del Chaco
La guerra del Chaco fue un conflicto bélico entre Bolivia y Paraguay, desarrollado entre el 9 de septiembre de 1932 y el 12 de junio de 1935, en la zona del Chaco Boreal. Considerada la contienda militar de mayor envergadura en América del Sur durante el siglo XX, durante sus tres años de duración Bolivia desplegó un aproximado de 250 000 tropas, mientras que Paraguay movilizó 150 000 combatientes. Los enfrentamientos registraron un saldo significativo de bajas, con aproximadamente 60 000 soldados bolivianos y 30 000 paraguayos fallecidos, además de una elevada cantidad de heridos, mutilados y desaparecidos. Factores extrínsecos al combate directo, como las enfermedades infecciosas y psicofisiológicas derivadas del conflicto, las condiciones ambientales extremas, la falta de agua potable y la insuficiencia nutricional, fueron determinantes en el alto índice de mortalidad y en las secuelas irreversibles en la salud de los sobrevivientes.
El conflicto demandó ingentes recursos económicos por parte de ambas naciones, cuyos sistemas financieros ya se encontraban en condiciones de precariedad estructural. Paraguay, en una estrategia de guerra de aprovechamiento, logró abastecer significativamente a sus fuerzas mediante la captura y reutilización de armamento, pertrechos y equipos bolivianos obtenidos en distintos enfrentamientos. Finalizada la guerra, parte del material bélico excedente fue comercializado a España.
El cese de las hostilidades fue acordado el 14 de junio de 1935, bajo la influencia diplomática de los Estados Unidos, y consolidado mediante un tratado secreto suscrito el 9 de julio de 1938. Posteriormente, el Tratado de Paz, Amistad y Límites fue formalmente firmado el 21 de julio de 1938, estableciendo las bases para la delimitación territorial definitiva, la cual fue ratificada el 27 de abril de 2009.
En la resolución final del litigio, la zona en disputa fue dividida en tres cuartas partes bajo soberanía paraguaya, mientras que Bolivia obtuvo una cuarta parte del territorio, incluyendo una franja estratégica en la ribera del alto río Paraguay, conocida como el Triángulo Dionisio Foianini.

## Descripción de la región en litigio
La región central sudamericana conocida como el Gran Chaco se divide, de norte a sur, en tres regiones: Chaco Boreal ―al norte del río Pilcomayo―, el Chaco Central ―entre ese río y el río Bermejo―, y al sur de este último el Chaco Austral. El área disputada entre Bolivia y Paraguay correspondió exclusivamente al Chaco Boreal.

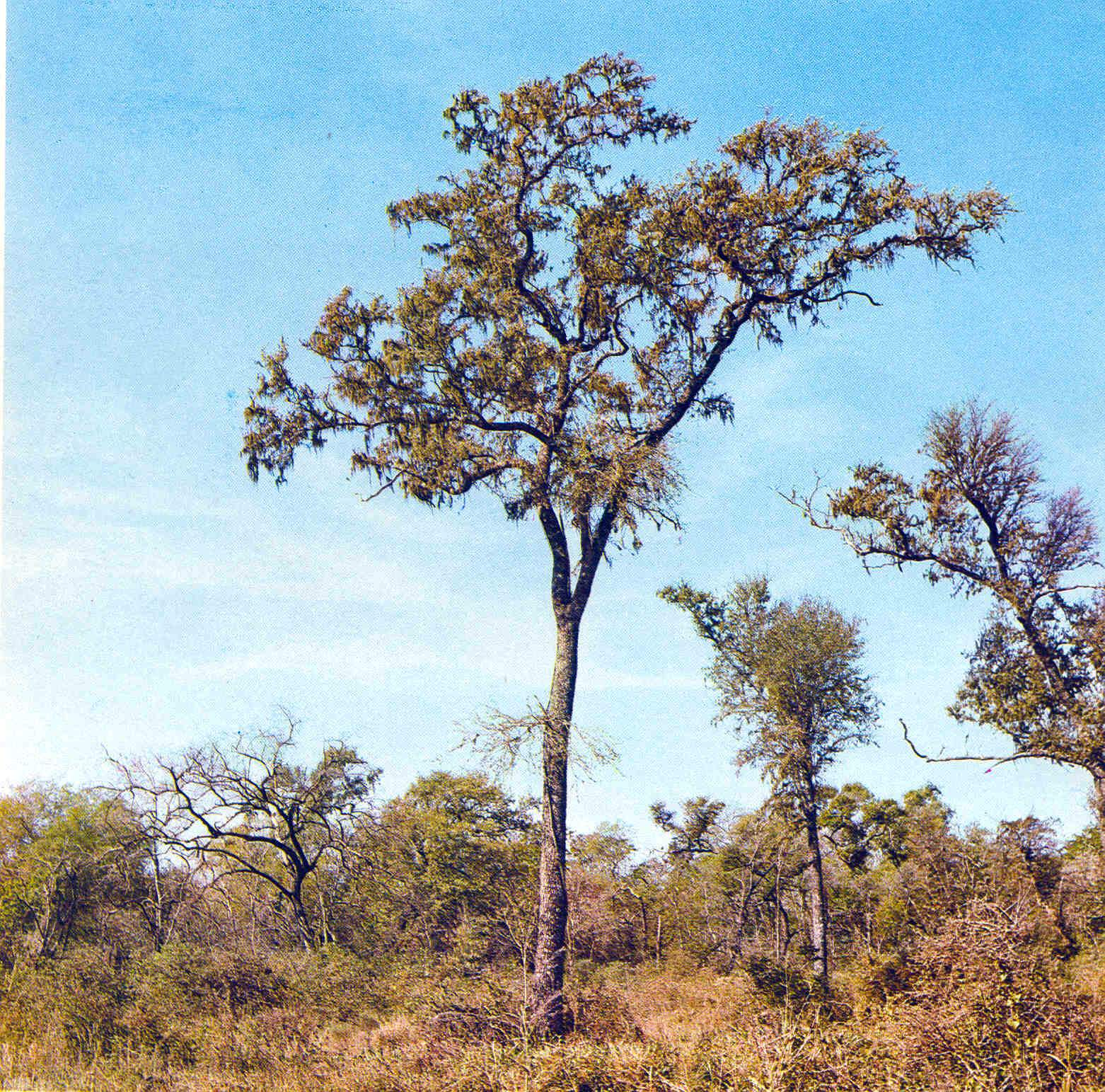
Paisaje del Chaco Boreal, el árbol es el quebracho colorado (Schinopsis balansae).

El Chaco Boreal posee una extensión de aproximadamente 650 000 km² y hasta fines de la década de 1920 estuvo casi despoblado y sin explorar. Sus límites son: al sur el río Pilcomayo y Argentina; al este, el río Paraguay y la región oriental de Paraguay; al noroeste, la precordillera boliviana y al noreste, las regiones selváticas de Brasil y Bolivia.
La región está cubierta por vegetación xerófila, bosques, matorrales espinosos y palmeras. En la franja cercana al río Paraguay, se explotaba el quebracho colorado para la producción del tanino. El desarrollo de la agricultura en esa época era escasa.

El monte [chaqueño] es el absurdo materializado en árboles. Es el terrible mundo de la desorientación. En todas partes es el mismo, bajo, sucio, verde terroso. […] Sus árboles no son árboles, son espantajos de formas torturadas, en cuya corteza rumian su miseria fisiológica espinas y parásitos [que] crecen prendidos a una tierra estéril e infecunda, por eso viven y mueren sin adornar sus ramas con la verde caricia de la hoja ni el milagro luminoso del fruto.
Carlos Arce Salinas, excombatiente y político boliviano;
en (Arce Aguirre, 2009, p. 32)

El clima es de tropical de sabana (Aw) en el sector oriental, y semiárido cálido (BSh) en el sector occidental, ambos predominantemente calurosos, con prácticamente dos estaciones al año: veranos lluviosos e inviernos secos. La temperatura puede llegar a los casi 50 °C en verano, y ser inferior a los 0 °C. en el invierno. Es el hábitat de una gran variedad de serpientes venenosas y de insectos portadores de enfermedades, como la vinchuca y el mosquito. El agua es escasa y salobre en las zonas centrales; los pocos pozos y lagunas existentes tuvieron una importancia vital durante la guerra pero la contaminación de los mismos produjeron muchas bajas por disentería.

Hay un magnífico pozo de agua en Platanillos. Los paraguayos al retirarse le pusieron una bomba. Tiene 40 metros de profundidad y se hacen esfuerzos por rehabilitarlo. Pero su agua es intomable por lo nauseabunda. Se ha extraído ya enorme cantidad de agua, es cristalina pero infecta, hedionda a curtiembre, a cueros podridos. Se espera el resultado de los análisis de Villa Montes.
Luis Fernando Guachalla, pagador del Segundo Cuerpo boliviano, 5 de marzo de 1933;
en (Guachalla, 1978, p. 248)

Durante la temporada de lluvia, de diciembre a mayo, los pocos caminos, que eran senderos polvorientos durante la mayor parte del año, se convertían en fangales intransitables debido a la poca permeabilidad del suelo. Esta inhóspita región fue muchas veces el enemigo principal que enfrentaron ambos contendientes.

## Antecedentes y causas
Los antecedentes y causas de la guerra del Chaco son complejos. Cuando Bolivia y Paraguay se volvieron estados independientes heredaron de la época colonial una vaga determinación de los límites de esa zona inhóspita y despoblada por lo que tuvieron que fijar sus respectivas jurisdicciones de acuerdo con documentos muchas veces contradictorios o mediante el trazado de líneas geodésicas. Los cuatro tratados de límites que se acordaron entre 1879 y 1907 no fueron aceptados definitivamente por ninguna de las partes. Cuando Bolivia perdió la salida al océano Pacífico, como consecuencia de la guerra del Pacífico (1879-1884), esa región adquirió un valor estratégico para ese país: la ocupación del Chaco Boreal fue necesaria para salir al océano Atlántico por el río Paraguay. Ambos países realizaron pocas expediciones al Chaco. Otra causa fue la supuesta existencia de petróleo en el subsuelo chaqueño que la empresa estadounidense Standard Oil ya extraía en sus bordes serranos. Esta empresa había fracasado en su intento de transportar el petróleo boliviano a través de un oleoducto a construir en territorio argentino hasta la refinería que tenía una subsidiaria suya, en Campana, sobre el río Paraná, quedándole como única opción cruzar por el Chaco Boreal hacia el río Paraguay, lo más al sur posible.
Paraguay, unas décadas antes, había sido devastado por la guerra de la Triple Alianza (1865-1870). Una de las consecuencias fue la pérdida de enormes territorios en la zona oriental. Respecto del Chaco Boreal, Argentina pretendió incorporar una parte a su territorio recurriendo al arbitraje del presidente estadounidense Rutherford Hayes en 1879; este falló determinando que la zona comprendida entre el río Pilcomayo y el Verde, al norte, correspondía a Paraguay. Con estos antecedentes, era difícil que ese país pudiera aceptar las pretensiones bolivianas sobre el Chaco Boreal.

## Comandantes en jefe de los ejércitos

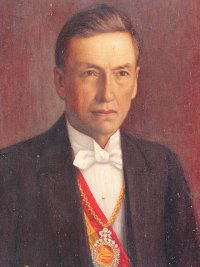
Daniel Salamanca, presidente de Bolivia entre 1931 y 1934.

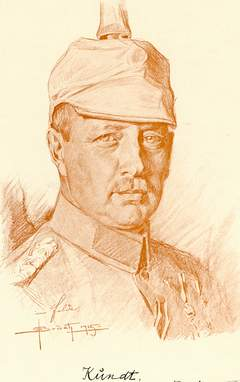
General Hans Kundt.

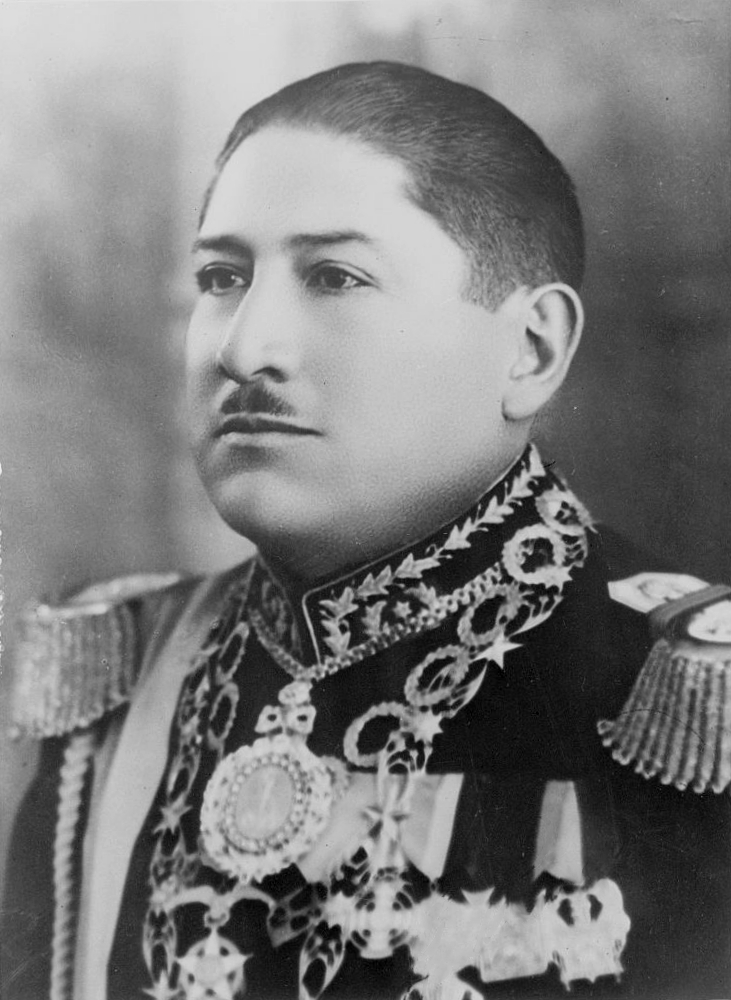
Enrique Peñaranda.

### Comandantes bolivianos
Durante la guerra del Chaco, el ejército boliviano fue dirigido sucesivamente por cuatro generales:
- Filiberto Osorio (entre septiembre y octubre de 1932);
- José Leonardo Lanza (entre octubre y diciembre de 1932);
- Hans Kundt (entre diciembre de 1932 y diciembre de 1933); y
- Enrique Peñaranda Castillo (entre diciembre de 1933 y el fin de la guerra).

Detrás de ellos, tuvieron fuerte influencia el presidente Daniel Salamanca y la oligarquía boliviana. Osorio y Kundt fueron sustituidos por errores de conducción y motivos políticos.
- Hans Kundt fue la principal figura militar en Bolivia en las dos décadas anteriores a la guerra. Llegó al país el 11 de marzo de 1911, con el grado de mayor, encabezando una misión de 18 militares alemanes contratada por el Estado boliviano para reorganizar el ejército. Su buena actuación, exclusivamente técnica, le valió el ascenso a general del ejército boliviano.

En 1914, estando de vacaciones en Alemania, estalló la Primera Guerra Mundial. Participó esencialmente en el frente oriental y luego en el frente occidental. Se retiró del ejército alemán con el grado de general y regresó a Bolivia en 1921 como un civil. Fue nuevamente contratado por el presidente Saavedra, se nacionalizó boliviano en 1921 y asumió la jefatura del Estado Mayor hasta 1926, pero con funciones cada vez más ligadas con la política interna boliviana. A mediados de 1930, intentó orientar a los oficiales bolivianos en cuestiones políticas a favor de la reelección del presidente Hernán Siles. Cuando este fue derrocado, tuvo que exiliarse.
En diciembre de 1932, ya con 63 años, fue llamado por el Gobierno para dirigir al ejército boliviano en campaña. Fue calificado como oficial tropero, por no poseer estudios de Estado Mayor, lo que influyó en la deficiente movilización del ejército boliviano en 1928 con su secuela de saqueos, disturbios, amotinamientos y deserciones. No solo tuvo que enfrentar al ejército paraguayo, sino también a las intrigas de los oficiales del alto mando boliviano. En diciembre de 1933, tras los sucesivos fracasos en Nanawa, Campo Grande y en Alihuatá-Campo Vía, fue destituido por Daniel Salamanca. Abandonó Bolivia y falleció en Suiza seis años después. 
- Enrique Peñaranda Castillo fue elegido por el presidente Salamanca como sucesor de Kundt por haber escapado del cerco de Campo Vía, hecho que no fue cierto y que Peñaranda evitó aclarar.[15]

Participó, antes de la guerra, en el engaño del alto mando boliviano al presidente Salamanca con motivo de la ocupación del fortín paraguayo Carlos A. López, amparándose en la obediencia debida.

Careciendo de un punto de vista estratégico propio, y engañoso casi por omisión en sus relaciones civil-militares, Peñaranda era una misteriosa mezcla de «camaradería de rancho», que le daba acceso a las sugerencias de los subordinados y de intolerancia cuartelera cuando estaba irritado (complicando así sus relaciones con Salamanca).
(Dunkerley, 1987, p. 223)

El general Peñaranda continúa siendo el hombre sin carácter ni iniciativa propia. Esta impresión se ha hecho conciencia en el ejército y nadie la disimula.
Salamanca, en (Querejazu Calvo, 1981)

Si bien presentó su renuncia dos veces antes de la batalla de El Carmen, el presidente Salamanca hizo caso omiso de ellas porque consideró que las distintas fracciones del ejército lo respetaban porque no hacía sombra a nadie.
Salamanca lo responsabilizó por la derrota en El Carmen e intentó sustituirlo. Este hecho motivó que el 27 de noviembre de 1934, Peñaranda encabezara el motín conocido como el Corralito de Villamontes y que por haber sucedido en tiempos de guerra fue calificado como de «traición a la Patria».
Poco tiempo después Peñaranda no pudo evitar el colapso del Segundo Cuerpo boliviano frente a La Faye al no imponer su autoridad al coronel David Toro para que se retirara a un lugar más seguro. A partir de ese momento, y con el ascenso del coronel Toro al cargo de jefe de Estado Mayor, comandó el ejército casi en forma colegiada con él. El historiador Bruce W. Farcau sostiene que está pendiente de evaluación si la conducción de Peñaranda no fue peor que la del denostado Kundt.

### Comandante paraguayo

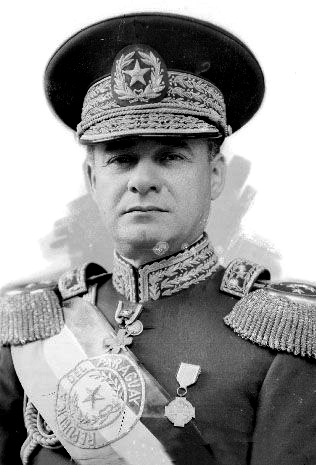
José Félix Estigarribia.

En contraste con los sucesivos comandantes en jefe bolivianos, el ejército paraguayo fue dirigido por José Félix Estigarribia desde el comienzo hasta finalizar la guerra, periodo en el cual nunca abandonó el Chaco.
José Félix Estigarribia era de extracción social humilde, realizó estudios superiores en la Facultad de Agronomía. Luego de obtener el diploma cambió de carrera y en 1910 se alistó en el ejército con el rango de teniente de infantería. De 1911 a 1913, asistió a la Escuela Militar Bernardo O’Higgins, en Chile. En 1917, fue ascendido a capitán. Fue seleccionado para asistir al curso de Estado Mayor en la École Supérieure de Guerre en Francia. Era un estudioso de la guerra de movimiento superadora de las estrategias de la Primera Guerra Mundial. Su primera experiencia militar en el desierto lo hizo en Marruecos, en las operaciones que realizó el ejército francés al mando del mariscal Louis Lyautey. En 1927, culminó el curso de tres años de duración y, en 1928, fue nombrado jefe de Estado Mayor. Cuando la guerra parecía inevitable, el Gobierno decidió que Estigarribia era el hombre más capacitado para dirigir al ejército paraguayo.
En abril de 1931, fue ascendido a teniente coronel y, el 18 de junio, asumió el comando de la 1.ª División con asiento en el puerto Casado, en el Chaco Boreal. Después de la batalla del fortín Boquerón, en septiembre de 1932, fue ascendido a coronel, grado con el cual comandó el ejército paraguayo hasta septiembre de 1933. Tras el exitoso cerco de Campo Grande, fue ascendido a general. Era un hombre tranquilo, serio y austero, en su inconfundible uniforme con las mangas siempre cortas. El buen conocimiento de cada oficial bajo su mando le permitió exigir a cada uno el máximo de esfuerzo que podía dar. Dirigió las operaciones desde muy cerca del frente para agilizar la toma de decisiones y dejó en libertad a sus oficiales para que realizaran las operaciones tácticas que el momento y lugar lo requirieran. Se lo ha criticado por haber sido excesivamente conservador en los primeros meses del conflicto. Su mayor logro estratégico fue conducir la guerra en el desierto chaqueño como si se tratara de una batalla naval.
| Población de los Países de Iberoamérica al comenzar la Guerra del Chaco (1932-1935) | Población de los Países de Iberoamérica al comenzar la Guerra del Chaco (1932-1935) | Población de los Países de Iberoamérica al comenzar la Guerra del Chaco (1932-1935) |
| N.º                                                                                 | Países                                                                              | Habitantes en 1932                                                                  |
| ----------------------------------------------------------------------------------- | ----------------------------------------------------------------------------------- | ----------------------------------------------------------------------------------- |
| 1°                                                                                  | Estados Unidos                                                                      | 121 861 566                                                                         |
| 2°                                                                                  | Brasil                                                                              | 35 212 919                                                                          |
| Sin cambios                                                                         | España                                                                              | 23 893 132                                                                          |
|                                                                                     |                                                                                     |                                                                                     |
| 3°                                                                                  | México                                                                              | 17 242 393                                                                          |
| 4°                                                                                  | Argentina                                                                           | 12 228 636                                                                          |
| 5°                                                                                  | Canadá                                                                              | 10 455 609                                                                          |
|                                                                                     |                                                                                     |                                                                                     |
| 6°                                                                                  | Colombia                                                                            | 8 229 689                                                                           |
| Sin cambios                                                                         | Portugal                                                                            | 6 944 245                                                                           |
| 7°                                                                                  | Perú                                                                                | 5 661 235                                                                           |
|                                                                                     |                                                                                     |                                                                                     |
| 8°                                                                                  | Chile                                                                               | 4 789 213                                                                           |
| 9°                                                                                  | Cuba                                                                                | 4 079 868                                                                           |
| 10°                                                                                 | Venezuela                                                                           | 3 683 506                                                                           |
| 11°                                                                                 | Bolivia                                                                             | 2 709 166                                                                           |
| 12°                                                                                 | Haití                                                                               | 2 596 329                                                                           |
| 13°                                                                                 | Ecuador                                                                             | 2 133 481                                                                           |
|                                                                                     |                                                                                     |                                                                                     |
| 14°                                                                                 | Guatemala                                                                           | 1 927 435                                                                           |
| 15°                                                                                 | Uruguay                                                                             | 1 789 231                                                                           |
| 16°                                                                                 | El Salvador                                                                         | 1 649 019                                                                           |
| 17°                                                                                 | República Dominicana                                                                | 1 348 076                                                                           |
| 18°                                                                                 | Honduras                                                                            | 1 067 998                                                                           |
|                                                                                     |                                                                                     |                                                                                     |
| 19°                                                                                 | Paraguay                                                                            | 941 498                                                                             |
| 20°                                                                                 | Nicaragua                                                                           | 855 722                                                                             |
| 21°                                                                                 | Costa Rica                                                                          | 569 625                                                                             |
| 22°                                                                                 | Panamá                                                                              | 527 892                                                                             |
| Fuente: Our World in Data (Año 1932)                                                |                                                                                     |                                                                                     |

## Estrategias de los ejércitos

### Estrategia boliviana
La estrategia boliviana se apoyó en la indudable superioridad de recursos económicos y de población (3 a 1) que tenía sobre Paraguay. Para el Estado Mayor boliviano la ocupación del Chaco y el acceso al río Paraguay era más un problema diplomático que militar.

El teniente coronel Ángel Rodríguez consideraba que solo había agua suficiente para enviar a cinco mil hombres, y que solo las unidades no más grandes que una compañía podrían maniobrar entre los arbustos, mientras que Kundt seguía firmemente convencido de que tres mil hombres bastarían para tomar Asunción.
(Dunkerley , 1987, p. 207)

No se tuvo en cuenta la historia de ese pequeño país ubicado al sur y a la importancia que le daba a la posesión del Chaco Boreal. En 1928, el doctor Salamanca, para quien Paraguay era «la más miserable de las republiquetas de Sudamérica», decía:

Bolivia tiene una historia de desastres internacionales que debemos contrarrestar con una guerra victoriosa […]. Así como los hombres que han pecado deben ser sometidos a la prueba del fuego para salvar sus almas […] los países como el nuestro, que han cometido errores de política interna y externa, debemos y necesitamos someternos a la prueba del fuego, que no puede ser otra que el conflicto con el Paraguay […] único país al que podemos atacar con seguridades de victoria.
Salamanca, en (Antezana Villagrán, 1982, p. 12/13 v. 2)

Comenzada la guerra, Bolivia no realizó una movilización total, consideró que era suficiente llevar adelante una guerra económica y que no alterara la vida cotidiana de la población.
Por estas razones no se intentó mejorar el abastecimiento hasta el lejano frente chaqueño construyendo una línea férrea hasta Muñoz y el imprescindible puente sobre el río Pilcomayo.
Las tropas fueron transportadas en camión y ferrocarril hasta Villazón, desde allí en camión hasta Tarija y desde ese punto a pie hasta Villamontes, la base principal en el Chaco. Desde allí los soldados tuvieron que marchar hasta 400 km a través del polvo, barro y el calor sofocante del Chaco Boreal. El medio básico de transporte fue el camión, y estos siempre escasearon. El presidente Salamanca preguntó al jefe de Estado Mayor:

Dígame señor general, ¿qué piensan hacer con los 600 camiones y qué han hecho con los últimos 20 que he comprado hace dos meses?
(Dunkerley, 1987, p. 214)

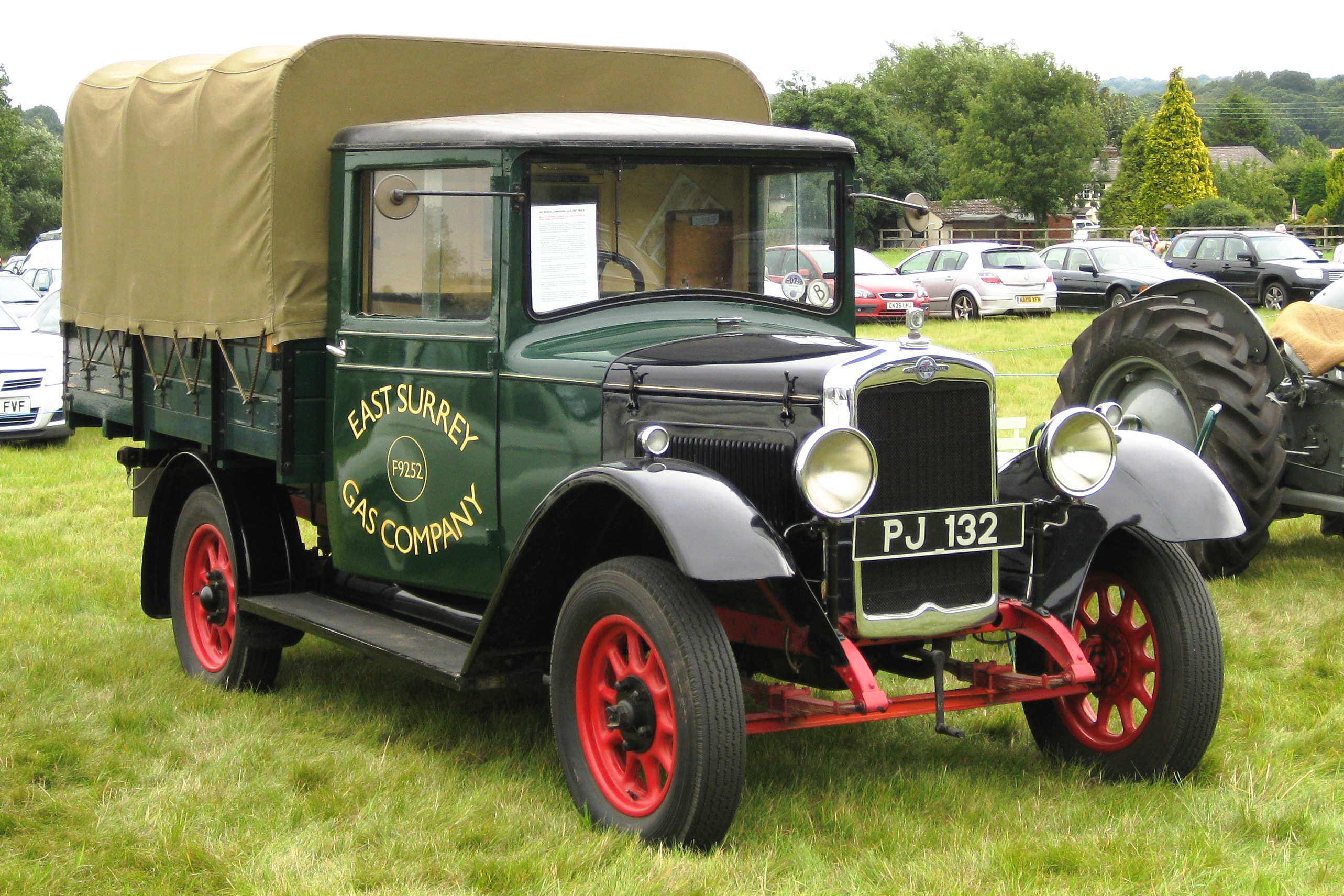
Camión Ford similar a los que usaron Bolivia y Paraguay.

Para cubrir las seis etapas del tramo Villazón-Muñoz se necesitaban 480 camiones. Como solo había unidades para los pertrechos y sobre todo el agua, los soldados tuvieron que movilizarse a pie durante toda la guerra. Los vehículos estuvieron limitados a su vez por los malos caminos, todos de tierra y que las lluvias hacían intransitables.
Bolivia priorizó la ocupación territorial para justificar «de facto» sus derechos (Véase Incidente de laguna Pitiantuta). La pérdida de un fortín fue vivido dramáticamente por el pueblo, el Gobierno y el ejército boliviano hasta el punto de ocultarse la información entre sí.
Los partidos políticos, el regionalismo y la prensa de la oposición no perdieron ninguna oportunidad para criticar al presidente Salamanca y al alto mando con el único objetivo de lograr una mayor cuota de poder.
La preparación de los oficiales y la del mismo Kundt no estaban actualizadas. El Colegio Militar era refugio de estudiantes réprobos y bachilleres fracasados.
Muy pocos recibieron capacitación superior una vez egresados de ese Colegio, dentro o fuera del país.
Los ascensos se digitaron políticamente en negociaciones abiertas. La misión militar española que llegó en febrero de 1931 observó que se enseñaba materias elementales como álgebra a coroneles y topografía a egresados de la Escuela Superior de Guerra.
Primaban las doctrinas de la temprana Primera Guerra Mundial con sus ataques frontales con enorme costo en vidas y que ya estaban siendo superadas por concepciones más modernas. Antes que comenzara la guerra, pese a los años a cargo del ejército boliviano, el general Hans Kundt nunca estuvo en el Chaco.
Para los soldados que venían del altiplano fue difícil adaptarse física y psíquicamente al hábitat chaqueño. La unidad del pueblo frente a la guerra fue débil debido al anacrónico feudalismo agrario boliviano.
En 1927, al norte de Potosí, los llamados «campesinos» se levantaron contra la oligarquía terrateniente boliviana en tres oportunidades; Eduardo Nina Quispe (1930-1933) luchó por una República de Naciones y Pueblos Originarios y en 1935 se masacró a campesinos en Pucarani para obligarlos a ir a la guerra.
El soldado Aymará, que no conocía el castellano, fue ciegamente a la guerra (y a la muerte) sin saber el por qué.
Uno de ellos preguntó a su sargento: «¿Y quién, pues, jefe, es nuestro enemigo? ¿Son los cochabambinos?».

El indio iba a la guerra, pero no le gustaba naturalmente porque no tenía conciencia patriótica ¿cómo era posible tenerlo como soldado al indígena sin forzarlo?
J. Espada Antezana, ministro de Guerra de Bolivia,
en (Arce Aguirre, 1987, p. 258).

¿Los indios son cobardes? No saben a conciencia qué es la Patria, pero se empeñan en fiera lucha contra quienes intuyen que son sus adversarios o, más propiamente, contra los oficiales que los comandan.
Subteniente boliviano Alberto Taborga,
en (Dunkerley, 1987, p. 244)

La relación entre Salamanca y el alto mando y la de estos entre sí fue difícil durante toda la guerra ya que muchos tenían ambiciones políticas y corporativas que afectaban la conducción de las operaciones.

La clase militar había llegado a formar una especie de casta privilegiada, cuidadosamente cerrada a los profanos, de acceso exclusivamente oficial y cuyos componentes progresaban masónicamente en grados y emolumentos por acción del tiempo […] Unidos en estrecha solidaridad de intereses, frente al Gobierno y a la nación toda, […], acabaron por mostrar, al contacto con la guerra, toda la soberbia de que estaban penetrados. […] Desgraciadamente tanta soberbia militar iba acompañada de la incapacidad y de la derrota, con todas sus funestas consecuencias. […] Se crearon en el Chaco un campo propio y cerrado en que ellos pudiesen moverse con entera libertad. Eso sí, pedían soldados, camiones, provisiones, armas y municiones en cantidades crecientes sin atender a las posibilidades financieras que limitaban los esfuerzos del Gobierno (a pesar de su buena voluntad).
Salamanca, en (Guachalla, 1978, p. 90 y 91)

Algunos historiadores, Querejazu Calvo entre ellos, caracterizaron al ejército boliviano de entonces como un «ejército colonial» porque era una fuerza fundamentalmente dirigida a la represión interna, que carecía de apoyo popular, que estaba dividido racialmente y que era utilizado para defender un sistema político que ya estaba en proceso de desintegración.
La compra de armamentos, a fines de la década del 20, fue desproporcionada frente al probable enemigo, el ejército paraguayo. Esto despertó la inquietud de otros países limítrofes: Chile y Perú. Esa compra, unificada mayormente en la firma inglesa Vickers, produjo una serie de problemas en cuanto a la calidad y al cumplimiento de las entregas.
Se compraron tanques pese a la oposición de los técnicos bolivianos que afirmaban que no servirían en el Chaco. Al comienzo de la guerra, un volumen importante de armas todavía estaba sin fabricar ni embarcar en Inglaterra.
En 1932, Bolivia sufrió serias dificultades económicas por la caída del precio y el volumen de las exportaciones del estaño que en 1929 habían sido de 46,9 millones de dólares, reduciéndose a 10 millones de dólares en 1932. Además, careció de crédito internacional por haber entrado en mora en los pagos de su deuda externa. La producción minera concentraba, en 1930, el 95 % de las exportaciones bolivianas absorbiendo mano de obra campesina que impedía el desarrollo de la agricultura y favorecía la dependencia de la importación de alimentos provenientes de los países vecinos, especialmente de Argentina. En 1931, el general Osorio, en un informe al Ministerio de Guerra, advertía sobre esta debilidad estratégica:

[...] en una emergencia bélica con el Paraguay […] existe el peligro que nuestro abastecimiento y aprovisionamiento […] casi total y obligadamente efectuados en los mercados argentinos, quede obstruido con gravísimo perjuicio para nuestros intereses militares.
General Osorio en (Seiferheld, 1983, p. 283)

Si bien existieron problemas, las importaciones de alimentos y otros insumos desde Argentina y otros países vecinos se mantuvieron durante toda la guerra. Hasta productos de Paraguay ingresaron a Bolivia con el visto bueno del gobierno paraguayo.
La producción de petróleo de la empresa estadounidense Standard Oil en Bolivia no pudo satisfacer las necesidades del ejército y durante la guerra fue permanente el reclamo por la falta de gasolina. Bolivia tuvo que importar combustible y lubricantes, a un mayor costo, de una destilería que la Standard Oil tenía en el Perú, o de la que ingresaba ilegalmente desde Argentina cruzando el río Pilcomayo por Puerto Cabo Irigoyen (Argentina) hacia Linares, según Kundt, «a un precio exorbitante».
Después de terminada la guerra se confirmaron las denuncias de que la Standard Oil de Bolivia, desde 1926, venía sacando de contrabando parte de su producción hacia Argentina, a través de un oleoducto clandestino, con el visto bueno de altos funcionarios del Gobierno argentino y boliviano vinculados a esa empresa norteamericana.

### Estrategia paraguaya
El estado mayor paraguayo planeó la defensa del Chaco utilizando las comunicaciones existentes en la zona. Se trasladaron hombres y recursos desde Asunción por el río Paraguay hasta Puerto Casado y desde allí por un ferrocarril de trocha angosta, usado en la explotación de tanino, hasta muy cerca de Isla Poí, la principal base militar en el Chaco. Durante la primera parte de la guerra, esta ventaja compensó, en cierta medida, la superioridad boliviana en recursos.
Sin embargo, la falta de camiones fue crónica y permitió muchas veces que el enemigo, totalmente desarticulado, pudiera escapar. El abastecimiento de agua, por igual motivo, fue otro problema difícil de resolver. El 5 de octubre de 1934, en su visita al frente, el presidente Ayala le manifestó al general Estigarribia que no podía proveerle de los 500 camiones que el ejército necesitaba con prioridad absoluta debido al alargamiento de su línea de abastecimiento. Estigarribia justificó entonces su plan de atacar a los bolivianos en Cañada El Carmen diciendo:

En este caso [...] no se debería perder tiempo esperando mejores perspectivas sino por el contrario actuar pronto y decididamente porque nosotros no podemos movernos [por falta de camiones] pero tampoco podemos quedar donde estamos.
(Vittone, 1986, p. 198).

Las ofensivas paraguayas se realizaron en las estaciones de poca lluvia, cuando el calor era preponderante. Se utilizó la táctica del «cerco y aniquilamiento», el popularmente llamado «corralito»: ruptura o envolvimiento del frente, penetración hacia la retaguardia enemiga, corte del abastecimiento y mando enemigos. Se priorizó el movimiento, rebalsando por los laterales las defensas fijas bolivianas, evitando los ataques frontales de gran intensidad. El objetivo fue el aniquilamiento del ejército enemigo y no la ocupación territorial. En febrero de 1934, un informe del Comando Superior boliviano sobre el modus operandi del ejército paraguayo decía:

La forma sistemática que el enemigo viene empleando en sus ataques consiste en el amarramiento frontal, con grupos de combate y activas exploraciones de fuego para buscar el envolvimiento, con su masa, de una o ambas alas, y la salida de fracciones sucesivas sobre los caminos de retaguardia. Estas maniobras piden serias precauciones para su ejecución; sin embargo, son llevadas [a cabo] por el enemigo con una confianza imprudente, apoyado simplemente en el resultado moral de sus éxitos anteriores.
(Guachalla, 1978, p. 114).

Los oficiales más capaces fueron enviados al extranjero: Argentina, Chile, Francia, Bélgica, Italia, para realizar estudios superiores.
El pueblo paraguayo, con la convicción de estar siendo nuevamente agredido, como había ocurrido 60 años antes por Argentina, Brasil y Uruguay, se unió nuevamente detrás del Gobierno y su ejército en lo que se conoce como Guerra total. Nadie dudaba de que el Chaco debía ser «defendido». El pueblo colaboró con todo tipo de actividades, tanto en el país como en el extranjero, para aumentar la producción de bienes exportables, recaudar fondos y todo tipo de recursos para la guerra. En abril de 1934, los ciudadanos entregaron 800 mesas de madera de sus casas para construir 1200 cajas para 18 000 granadas de mano construidas en los arsenales y que debían enviarse al frente con urgencia.
Había homogeneidad entre oficiales y soldados donde todos tenían las mismas tradiciones, costumbres y hablaban el mismo idioma: el guaraní. En este aspecto el ejército paraguayo tuvo una decisiva ventaja sobre su oponente boliviano donde había distintos grupos étnicos/lingüísticos, pronunciadas diferencias de clase, origen y cultura entre soldados y oficiales, y hasta mercenarios extranjeros en los mandos superiores. Al poeta y excombatiente boliviano Ángel Lara, que observaba a un grupo de prisioneros paraguayos, le sorprendió que los soldados conversaran con sus oficiales «con toda naturalidad».
La perfecta complementación entre dos hombres con características disímiles, el comandante Estigarribia, como máximo responsable militar, y el presidente Eusebio Ayala, en su función política y económica, permitió que Paraguay tuviera una conducción unificada y casi sin fisuras, imprescindibles para lograr los mejores resultados en la campaña militar.
La adquisición de armas tuvo que superar tres problemas fundamentales:
- Tener abiertas las líneas de comunicación que pasaban por Argentina: vías férreas y de navegación.
- La escasez de recursos y de créditos.
- La necesidad del secreto para no provocar una reacción boliviana que acelerara la guerra antes de que las mismas llegaran al Paraguay.

El envío del general Manlio Schenoni, en septiembre de 1926, a recorrer las fábricas de armamento europeas tuvo como objetivo desviar la atención de los espías bolivianos, pues la compra fue realizada por el doctor Eusebio Ayala utilizando secretamente los estudios técnicos que el ejército argentino había realizado para su propio equipamiento y los informes que enviaban los oficiales paraguayos que estudiaban en Europa.

Mientras se observaba a un jefe [Schenoni], las adquisiciones se hacían en otra parte subrepticiamente; se disipaba la alarma de Bolivia mientras realizábamos nuestros planes. Por este motivo decía el Presidente de la República en uno de sus mensajes al Congreso: «Preferimos hacer lo que no parece, a hacer parecer lo que no hacemos».
(Ayala Queirolo, 1985, p. 65)

Las compras se hicieron con gran meticulosidad y secreto, eligiendo las mejores armas, a diversos proveedores. Paraguay empezó y terminó la guerra con los mismos oficiales y soldados. Solo tuvo que reponer los muertos, heridos y enfermos. Esto significó contar, a los pocos meses de continuos combates, con un ejército experimentado para la difícil guerra chaqueña.
Un aspecto importante de la estrategia paraguaya fue contar con el apoyo de Argentina como fuente de suministro de insumos vitales. A tal efecto se utilizaron las históricas relaciones comerciales y las vinculaciones culturales, sociales y migratorias existentes entre ambos países. Desde el punto de vista geopolítico, Argentina consideraba a Paraguay como la primera línea de defensa o la punta de lanza ante una posible expansión brasileña hacia el oeste. Comenzada la guerra, el pueblo argentino apoyó la causa paraguaya con donaciones y voluntarios de todo tipo.

El doctor Luque, redactor jefe de La Prensa, me dijo: «Yo no hablo en mi casa de lo que en el diario se hace, y así jamás hablo de la cuestión paraguayo-boliviana; pero es lo cierto que mi mujer, mis hijos y todo el servicio no pierden ninguna oportunidad para expresar sus simpatías por el Paraguay. Ese es el espíritu de toda la gente».
(Rivarola, 1982, p. 134)

Estos hechos no fueron un secreto para el Gobierno y el estado mayor boliviano, que recibían extensos informes no solo de sus funcionarios radicados en Buenos Aires sino del propio Luis Fernando Guachalla, embajador boliviano en Asunción hasta julio de 1931.

## Ataque al fortín Carlos A. López

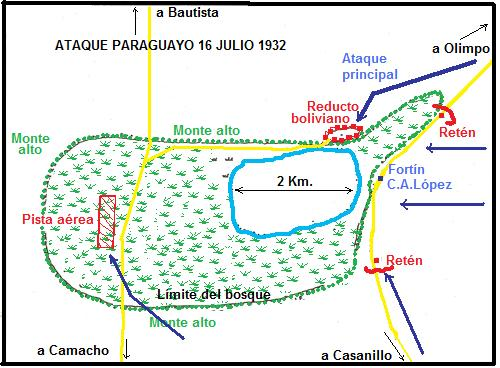
Ataque del capitán paraguayo Abdón Coronel Palacios.
Rojo: defensas bolivianas.
Azul: ataque paraguayo

El 6 de mayo de 1932, el secretario de estado de los Estados Unidos, Francis White, presidente de la Comisión de Neutrales, propuso que el pacto de no agresión entre Bolivia y Paraguay, en curso de negociación, debía partir de los territorios ocupados por las partes en el momento de su firma. El ejército boliviano aceleró su plan de ocupación territorial, especialmente de la importante laguna descubierta accidentalmente por su aviación el 25 de abril de 1932.
En su tercer intento por llegar a ese objetivo, el 15 de junio de 1932, un destacamento boliviano al mando del mayor Óscar Moscoso atacó y destruyó el fortín paraguayo Carlos Antonio López, ubicado al borde de la laguna Pitiantuta (o «laguna Chuquisaca» como fue nombrada después por los bolivianos). Esta sorpresiva acción militar se hizo contrariando órdenes del presidente boliviano Salamanca de evitar todo tipo de provocación en el Chaco dadas las negociaciones que se venía discutiendo en Washington desde noviembre de 1931.
Con esta «operación» de encubrimiento, mentiras y desobediencia y hasta extravío de documentación, realizada por miembros del alto mando a espaldas del presidente, se inició uno de los conflictos que afectarían a Bolivia durante toda la guerra, la de Salamanca contra los responsables del ejército y que culminaría, años más tarde, con su destitución. Un mes después, el 15 de julio, el destacamento paraguayo Coronel Palacios recuperó la zona después de una pequeña refriega. Este hecho fue presentado al pueblo boliviano como un artero ataque de Paraguay a Bolivia y se lo condimentó además con falsos actos de barbarie cometidos por los soldados paraguayos. El 19 de julio de 1932, desde los balcones del Palacio Quemado, Salamanca se dirigió al pueblo que se había congregado para escucharlo:

Ciudadanos, hijos de Bolivia, en un momento de verdadera angustia nacional, al presentarse una nueva agresión a la dignidad nacional, se ha producido esta magnífica reacción que manifiesta la vida y el vigor del patriotismo boliviano. Si una nación no reaccionara ante los ultrajes que le infieren no merecería ser una nación.
(Querejazu Calvo, 1990, p. 29)

Miles de bolivianos aplaudieron esas palabras sin sospechar del engaño y de que irían a la muerte poco tiempo después en la desconocida y árida planicie chaqueña.

### Escalada boliviana
La recuperación paraguaya de la laguna Pitiantuta, que volvió las cosas a su estado anterior, no lo fue para Salamanca. Como si se tratara de una afrenta al honor nacional pidió al general Osorio el enjuiciamiento de los responsables. Poco después, debilitado políticamente y empujado por un clima guerrerista que él mismo había incentivado, ordenó al general Quintanilla que en represalia se apoderara de los fortines paraguayos Corrales, Toledo (del 27 al 28 de julio) y Boquerón (el 31 de julio de 1932).

Ejecute bien la orden, si hay en ello algún mérito, sería suyo; si surgen responsabilidades, serán mías.
 (Dunkerley, 1987, p. 219)

En el frente diplomático, ante la protesta paraguaya como país agredido, Salamanca se mostró firme en no devolver los tres fortines y exigió que fueran incorporados a una «zona en litigio». Previamente, el 22 de julio de 1932, ordenó que la delegación boliviana abandonara la Comisión de Neutrales, que actuaba de mediador entre ambos países. Ante el pedido paraguayo de que se investigara lo sucedido en Pitiantuta, Julio A. Gutiérrez, ministro de Relaciones Exteriores de Bolivia, descolocado por la acción militar realizada por el alto mando, intentó defender lo indefendible mediante un lenguaje cada vez más agresivo:

Después del ataque [se refiere a la recuperación paraguaya del fortín Carlos A. López] [el Paraguay] se presenta nuevamente en Washington alardeando pacifismo. Esto es un sarcasmo de la realidad de los hechos, una burla, no solo para nosotros, sino para los mismos neutrales.
(Paraguay. Ministerio de Relaciones Exteriores, 1933, p. 188)

Finalmente el canciller Gutiérrez, en una arrogante nota del 1.º de agosto, agregó: «No nos interesan las investigaciones que no definen la cuestión fundamental».
El 7 de agosto fuerzas bolivianas ocuparon el fortín paraguayo Carayá, bautizándolo como Huijay.
Con esta excesiva reacción sin razones valederas, el Gobierno de Salamanca avanzó desde una política de desmilitarizar el Chaco a una guerra con miles de muertos y heridos. Pero el ejército boliviano, a fines de julio de 1932, no estaba preparado para una operación militar en gran escala en el Chaco. El 30 de agosto de 1932, a solo 9 días del ataque de todo el ejército paraguayo sobre Boquerón e inicio de la guerra, el general Osorio envió el Memorando 507/32 al presidente Salamanca. Con un tono casi altanero e irrespetuoso, expuso que el alto mando no tenía directivas precisas ni existía un Plan de Operaciones que guiara al ejército boliviano en el Chaco. En el mismo memorando propuso un plan que consistía en avanzar por el norte, en el alto Paraguay, zona diametralmente opuesta al que se estaba realizando en el sur.
El plan de Osorio tenía como objetivo ocupar la costa del río Paraguay frente a un país neutral (Brasil), fácil de aprovisionar y mantener indefinidamente. Al mismo tiempo, en la zona sur, el general Carlos Quintanilla, jefe de las fuerzas bolivianas en el Chaco, pidió autorización para ocupar dos fortines más: Nanawa al sur y Rojas Silva al este. Este último fortín fue ocupado el 6 de septiembre de 1932.

Así Quintanilla, el General de las Represalias, movido un tanto por la orden presidencial y más por sus ansias locas por popularizarse [...] obteniendo triunfos baratos sobre el Paraguay, indirectamente cooperó [...] para precipitar al inerme pueblo boliviano a la vorágine del Chaco.
(Tabera, 1979, p. 154)

En julio de 1932, el ejército boliviano contaba en el Chaco con el Primer Cuerpo, unos 4000 hombres, en la parte sudoeste, más dos divisiones, unos 2000 hombres, en el noroeste. Durante el mes de agosto aproximadamente 6000 soldados comenzaron a ser trasladados lentamente al Chaco debido a serias complicaciones logísticas.

### Reacción paraguaya

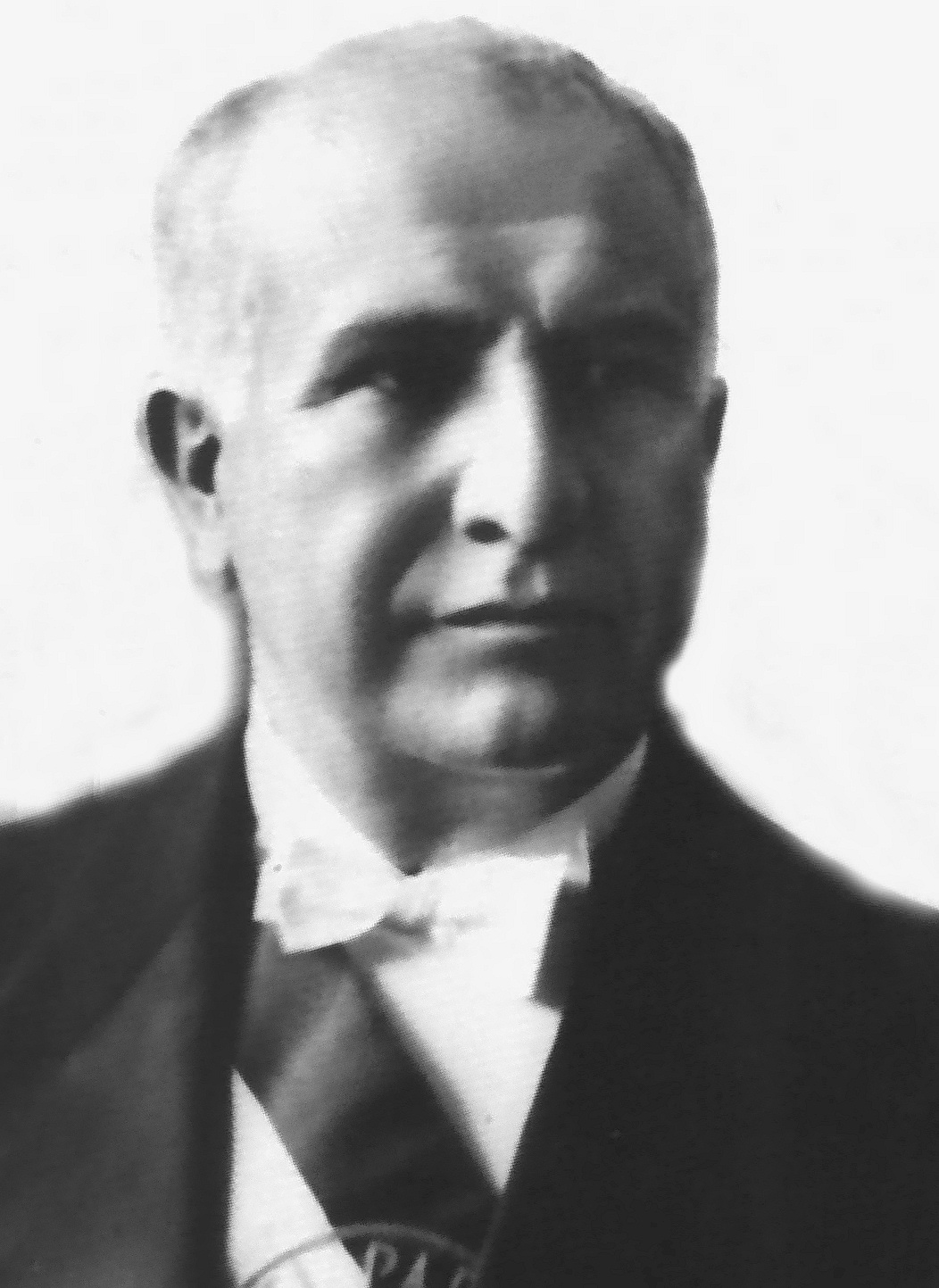
Eusebio Ayala, presidente del Paraguay entre 1932 y 1936.

La captura y destrucción del fortín Carlos A. López que la cancillería boliviana seguía negando, la ocupación «en represalia» de tres fortines paraguayos que se negaba a devolver y la actitud intransigente y belicista del gobierno boliviano, convencieron al gobierno paraguayo de que la solución militar era la única salida a los problemas chaqueños. El presidente Eusebio Ayala decretó la movilización general para lanzar al Paraguay a una guerra a gran escala. Durante el mes de agosto de 1932 se concentraron 8000 soldados en la base de operaciones de Isla Poí; 1500 en el fortín Nanawa y 3000 se ubicaron en el alto río Paraguay. Otros 3000 refuerzos fueron enviados a Isla Poí a fines de agosto. Estas fuerzas estaban al mando de 8 tenientes coroneles, menores de 50 años, que en su mayoría habían realizado altos cursos de perfeccionamiento en Europa y 12 mayores, que tenían menos de 40 años y que también habían realizado estudios en el extranjero.
En Isla Poí se construyó una pista de aterrizaje y se trasladó toda la fuerza aérea. Se requisaron camiones y barcos privados, los primeros para el transporte de tropas y recursos en el Chaco y los segundos para reforzar la logística que se hacía desde Asunción hasta el puerto Casado por el río Paraguay.
El teniente coronel Juan B. Ayala, del Estado Mayor, el oficial que había recibido la mayor capacitación en Francia y que había analizado las causas del fracaso de la movilización del año 1928 que impidió que la guerra de iniciara aquel año, logró ahora triplicar planificadamente, en solo 30 días, las fuerzas del ejército en tiempos de paz. El teniente coronel Estigarribia estimaba que el ejército boliviano recién podría completar su movilización masiva, y alcanzar la inevitable superioridad en hombres y recursos, en 90 días, tiempo suficiente para llevar adelante, con esa ventaja estratégica, la primera ofensiva paraguaya en el Chaco.
El 29 de agosto, la Comisión de Neutrales propuso una tregua incondicional de 60 días que Bolivia aceptó si se reducía a 30 días pero que el doctor Justo Pastor Benítez, ministro de relaciones exteriores de Paraguay, con toda la maquinaria bélica en pleno movimiento, la rechazó aduciendo: «Nos toca velar por nuestra propia seguridad que consideramos seriamente amenazada».

## Primera ofensiva paraguaya (septiembre-diciembre de 1932)

### Batalla de Boquerón

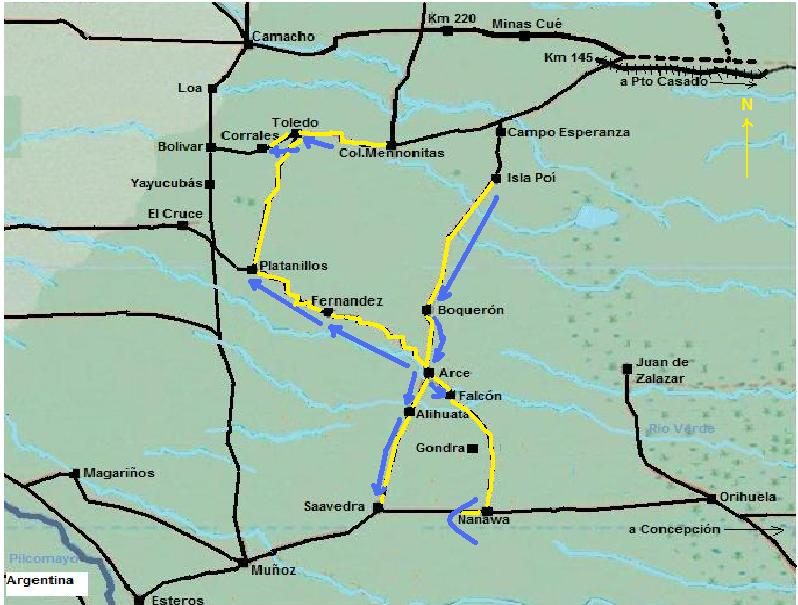
Primera ofensiva paraguaya (septiembre a diciembre de 1932).

El 8 de septiembre, aviones bolivianos detectaron la aproximación de las fuerzas paraguayas en el camino hacia Boquerón y bombardearon y ametrallaron la columna, ocasionando bajas entre hombres y caballos.
El teniente coronel Manuel Marzana asumió el mando de las fuerzas que ocuparon Boquerón el 31 de julio de 1932 a causa del fallecimiento del teniente coronel Luis Emilio Aguirre (junto con otros oficiales y soldados), en la emboscada preparada con antelación por las fuerzas paraguayas que defendían el fortín.
Este competente oficial fue el responsable de sostener el cerco de Boquerón resistiendo los embates del grueso del ejército paraguayo que, desde el 9 al 29 de septiembre de 1932, lo atacaría sin cesar.
Los paraguayos atacaron desaprensivamente a Boquerón el 9 de septiembre. Cuando los voluntariosos ataques directos no tuvieron éxito, las unidades se desplegaron en los alrededores para emboscar a las fuerzas que pudieran acudir en ayuda del fortín. El 10, una columna boliviana que avanzaba hacia Boquerón cayó en una emboscada sufriendo fuertes bajas. En estos primeros días pudo observarse muchas deficiencias en el ejército paraguayo, principalmente en el abastecimiento del agua. Acuciados por la sed, los soldados abandonaban las líneas para buscar agua en la retaguardia. También hubo falencias en la sincronización de los movimientos entre las unidades.
La aviación boliviana trató de neutralizar la «artillería» que bombardeaba Boquerón y que era la que más bajas producía sin poder ubicarla. Se trataba de los modernos morteros Stokes-Brandt que hasta Marzana creía que eran cañones de largo alcance. Los combates iniciales sirvieron para que los paraguayos ganaran en experiencia a costa de muchas bajas. El ingreso de ayuda al fortín cercado realizado por el ejército boliviano con pequeñas unidades, algunas con éxito y otras no, fue con gran costo en bajas ya que esas fuerzas debían salir nuevamente del fortín por la falta de recursos en el lugar.

Empezamos nuestro retíro […] Paso por medio de una lluvia de balas. Sigue la masacre. Aumenta peligrosamente el número de muertos, […]. Por fin logramos pasar toda la zona donde se encontraba el enemigo y llegamos al Comando. Todos pedíamos pan y agua. Ya no éramos los muchachos entusiastas y fuertes que salimos de Oruro. No éramos más que espectros. Todos queríamos irnos. Diario del teniente boliviano Germán Busch. (Brockmann, 2007, p. 218)

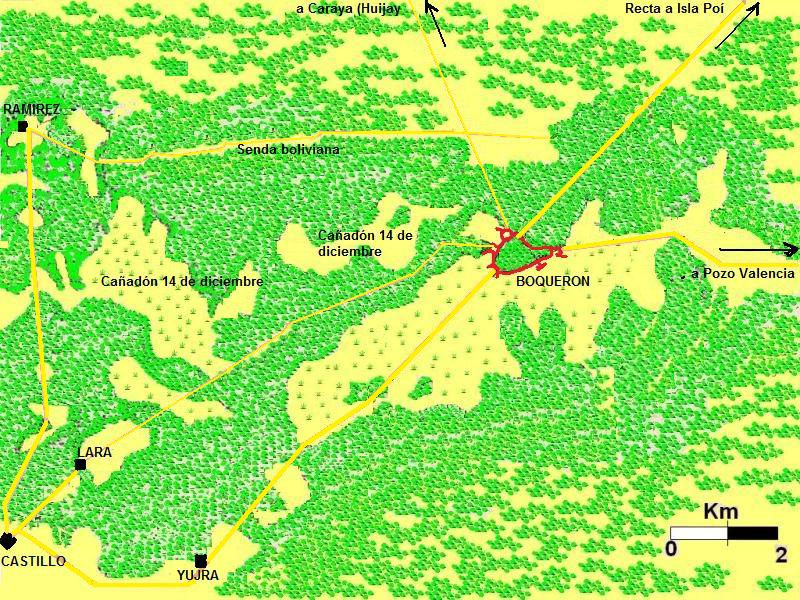
Teatro de operaciones batalla de Boquerón y alrededores

La aviación lanzó municiones, alimentos y medicinas sobre Boqueron pero debido al fuego antiaéreo paraguayo y la necesidad de conservar los aviones se hizo desde gran altura por lo que se destruyeron en la caída o cayeron en poder del enemigo.
En el campo diplomático Bolivia aceptó la propuesta de la Comisión de Neutrales de suspender las hostilidades creando un cinturón de neutralización de dos km alrededor de Boquerón. Paraguay no lo aceptó y mantuvo la posición inicial de que previamente Bolivia debía devolver los fortines capturados en el mes de julio.
El 21 de septiembre, 8 días antes de la caída de Boquerón y de la retirada general boliviana, el presidente Salamanca respondió al general Osorio su impertinente memorando del 30 de agosto diciendo que mientras el ejército había seguido sus instrucciones se había logrado la captura de Toledo, Corrales y Boquerón y por no haberlo hecho se había perdido la laguna Chuquisaca. Rebatió el plan de atacar por el norte y sostuvo:

A mi juicio, una guerra con el Paraguay debe librarse en el Sudeste concentrándose allí las fuerzas posibles para descargar golpes decisivos que nos permitan imponer un tratado de paz en Asunción. Nota del presidente Salamanca al general Osorio. (Vergara Vicuña, 1944, p. 39 v. 2)

El alto mando convenció finalmente a Salamanca sobre la necesidad de abandonar Boquerón. Se realizó en Muñoz, sede del comando boliviano en el Chaco, una tormentosa reunión de varios generales, que casi termina a los tiros.
Esto motivó que el general Quintanilla, el día 27, pidiera a Marzana que soportara diez días más mientras organizaba un contraataque. Ninguna de las dos cosas era posible por el agotamiento de las fuerzas bolivianas y la superioridad en hombres y recursos del enemigo. El alto mando boliviano se negaba a reconocer que no había previsto la sorpresiva estrategia paraguaya de atacar con todo su ejército. Cuando el mayor Julio Aguirre, el 10 de septiembre, informó al coronel Francisco Peña que los paraguayos debían ser varios miles, porque eran más de 400 soldados solo en el camino Yujra-Boquerón, este le contestó: «Miró usted visiones... El enemigo es cobarde y no pasa de unos mil hombres».
Pocos días después Peña cambió de opinión e informó al general Quintanilla:

En estos momentos mi división atraviesa una situación muy delicada. Todos los informes que recibo me hacen saber que las tropas se encuentran totalmente desmoralizadas y agotadas. Hemos intentado tres ofensivas con fuerzas frescas, llenas de entusiasmo a objetivos bien definidos, ninguna ha podido ser culminada por la superioridad aplastante del adversario, tanto material como de especial instrucción de combate en el bosque; cualquier nueva ofensiva con los elementos que dispongo seria de resultados negativos, llevando a nuestro personal a un sacrificio estéril. Me permito sugerir buscar una defensa sólida en Arce y una momentánea intervención diplomática para salvar al destacamento Marzana en Boquerón y completar nuestra preparación. Informe de Peña a Quintanilla. (Arze Quiroga, 1952, p. 159 v. 2)

El Gobierno boliviano se enteró de la caída de Boquerón por las noticias provenientes de Paraguay y Argentina. Esto lo obligó a retacear la información al pueblo boliviano. Salamanca destituyó a Filiberto Osorio y lo reemplazó por el general José L. Lanza en medio de manifestaciones populares, principalmente en La Paz, que acusaban al Gobierno y especialmente al alto mando por la derrota pidiendo el retorno del general Hans Kundt. El 8 de octubre de 1932, Salamanca recibió una nota de «protesta» (supuestamente en nombre de oficiales de la 4.ª y 7.ª División) donde el general Quintanilla y su jefe de Estado Mayor, el teniente coronel David Toro, al borde de la insubordinación, hacían responsable al presidente del fracaso militar y se manifestaban ofendidos por la remoción de Osorio.
En Boquerón, y en los desiguales combates que tuvieron lugar en los alrededores, Bolivia perdió 1500 hombres, entre muertos y prisioneros entre los que se encontraban los oficiales y soldados con más experiencia en el teatro de operaciones chaqueño.
En mérito a los logros obtenidos José Félix Estigarribia fue ascendido a coronel, rango con el cual conduciría a todo el ejército paraguayo hasta septiembre del año 1933.

### Caída del fortín Arce y retirada hacia Saavedra
Después de la captura de Boquerón, el ejército paraguayo con 15 000 hombres continuó su avance en dirección al fortín Arce. Estigarribia reorganizó sus fuerzas creando la 4.ª División al mando del teniente coronel Nicolás Delgado, oficial que acababa de llegar de Francia donde había completado sus estudios en la Escuela de Guerra de ese país.
Por su parte, las tropas del Destacamento Peñaranda y fuerzas auxiliares, agotadas y desmoralizadas, se replegaron hacia Arce ofreciendo ligera resistencia a unos 11 km de ese fortín. La presión paraguaya provocó que tres regimientos bolivianos abandonaran sus posiciones sin combatir:

En la tarde de hoy [30 de septiembre de 1932] se nota movimiento entre los soldados y se ve alejarse varios grupos con dirección al camino. Nosotros hacemos lo mismo y en el tropel abandonamos nuestras posiciones. Es un acto vergonzoso. Se deserta en conjunto frente al enemigo. Pero en estos momentos nadie piensa. Llegamos a Arce [que dista] 5 leguas. Diario del teniente boliviano Germán Busch. (Brockmann, 2007, p. 222)

Estigarribia, con mucha cautela, envió una división por el camino Yujra-Arce mientras que una segunda avanzó por la derecha para ganar la espalda del enemigo. La tercera quedó como reserva asumiendo que tomar Arce sería más difícil que Boquerón donde había sufrido unas 2000 bajas, entre muertos, heridos y enfermos. En el avance, una patrulla paraguaya capturó al teniente coronel Humberto Cárdenas (comandante del RI-35 boliviano) que con 5 camiones quedó empantanado en el camino Arce-Yujra.
Frente a Yujra, una fracción del regimiento boliviano Loa fue rodeada por el RI-1 Dos de Mayo y el RI-3 Corrales y en el curso de una confusa capitulación fueron capturados el mayor boliviano Francisco Arias, 7 oficiales y 80 soldados.
El ejército paraguayo ocupó los fortines Ramírez y Castillo (8 de octubre), Lara (11 de octubre) y Yujra (12 de octubre). El 22 de octubre, al amanecer, comenzó el ataque al fortín Arce y para el mediodía los regimientos paraguayos rodearon las líneas bolivianas saliendo a su retaguardia. Al notar esta maniobra, cuatro regimientos bolivianos abandonaron sus posiciones completamente desmoralizados. El coronel Peñaranda, temiendo ser rodeado, ordenó la retirada.

El ministro de Guerra, Joaquín Espada Antezana, que se encontraba en Arce, intentó poner algún orden en el torrente humano que se dirigía al camino al sur. Fue inevitable ordenar un nuevo repliegue hacia Alihuatá. De todos modos la multitud se arrojó hacia el camino y las sendas, e incluso rompió monte a machetazos, abandonando por todas partes su armamento. La sed y el agotamiento fueron aniquilando a muchos y las rutas de retirada se marcaron con los cadáveres en actitudes grotescas. (Brockmann, 2007, p. 213)

En el descontrol general, el alto mando boliviano envió al fortín Arce, dentro de cajas con botellas de whisky, dos frascos conteniendo Vibrión Colérico, para contaminar las lagunas que se abandonaban al enemigo y desatar una epidemia de cólera en el ejército paraguayo. Peñaranda entregó los frascos y la orden pertinente al doctor Gabriel Arze Quiroga, quien felizmente, por razones morales y sanitarias, desobedeció la orden y enterró el material que hubiera afectado incluso a las tropas bolivianas.
El 23 de octubre, a las 13:30, las fuerzas paraguayas entraron en el fortín Arce (renombrado como fortín Francia) encontrándolo vacío y en ruinas a causa del incendio de sus instalaciones, equipos y armamentos abandonados. Los 4000 defensores se habían retirado a Alihuatá y Saavedra.
La captura paraguaya del fortín Arce, base del comando de la 4.ª División boliviana, implicó una gran ventaja estratégica pues tenía un gran reservorio de agua y era nudo de caminos que se dirigían hacia el sur y el oeste. Desde allí, el ejército paraguayo ocupó el fortín Falcón (Rojas Silva) el día 25; Alihuatá el día 26 y Fernández (Herrera) el 30 de octubre. Aunque resulte paradójico, esta retirada general era lo mejor que podía hacer el ejército boliviano ante un enemigo superior, ganando de esa manera un tiempo valioso hasta que pudiera movilizar sus recursos. Estigarribia hubiera deseado que presentaran batalla para poder aniquilarlos.
El ejército boliviano recién pudo resistir el avance paraguayo a 7 km del fortín Saavedra, al borde de un largo y ancho pajonal que los paraguayos debían atravesar si querían llegar a Muñoz. Allí se posicionó la 4.ª División al mando del teniente coronel Bernardino Bilbao Rioja, que reemplazó a Peñaranda por motivos de salud. Mientras tanto arreciaban las críticas contra el presidente Salamanca y el alto mando pidiendo la vuelta de Kundt. El general Quintanilla contestó con amargura diciendo que ni el general Kundt ni nadie podrían remediar la falta de efectivos, armamentos y deficiencias orgánicas que caracterizaban la situación del ejército boliviano en el Chaco. Quintanilla abandonó el mando el 11 de octubre de 1932 para sufrir posteriormente persecuciones, hostilidad y confinamiento.
A fines de diciembre de 1932, el ejército boliviano, al mando de su flamante comandante, el general boliviano-alemán Hans Kundt, completó su movilización. Ante esta circunstancia, más el comienzo de la época lluviosa, el alargamiento de la logística en 200 km, la falta de camiones y el agotamiento físico de los soldados luego de 3 meses de ofensiva, el coronel Estigarribia decidió pasar estratégicamente a la «defensa activa» para enfrentar a la totalidad del ejército boliviano.

Una visita hecha a las distintas enfermerías del regimiento, póneme en condiciones de afirmar que persistiendo en causas pauperizantes anotadas en informes anteriores (ración insuficiente, vigilias, cansancio, desnudez, etc.) los soldados van desmejorando ostensiblemente día a día. [...] desde hace días van tomando incremento alarmante un mal cuyas manifestaciones aparentes son: edema generalizada, laxitud muscular y ligamentosa, y disturbios digestivos que atribuimos a la ración insuficiente en vitaminas. Informe del doctor Cañete, de la sanidad paraguaya. (Fernández,  1955, p. 330 v. 2)

El 4 de diciembre de 1932, sobre las trincheras de "km 7", el capitán de la aviación boliviana Rafael Pabón, piloteando un Vickers Scout type 143, se enfrentó al teniente Trifón Benítez Vera que piloteaba un Potez 25 A2, n.º 6, que llevaba de observador al capitán Ramón Ávalos Sánchez, y que terminó con la destrucción del aparato paraguayo y la muerte de sus dos ocupantes.

## Ofensiva boliviana (diciembre de 1932-agosto de 1933)

### Nombramiento del general Hans Kundt
El ejército boliviano era obra de Hans Kundt, era el ejército que desfilaba en formaciones perfectas los días de recordación cívica, era el ejército que realizó maniobras en el altiplano provocando inquietud en los Gobiernos de Chile y Perú, y era también el ejército que nunca había sido preparado para una campaña en clima tropical y terreno boscoso.
(Querejazu Calvo, 1990, p. 55)

Salamanca convocó a Kundt presionado por la creencia generalizada de que podía conducir a las fuerzas bolivianas a la victoria y porque le permitiría controlar a los altos oficiales del ejército y a los partidos políticos de la oposición que a partir de los resultados de Boquerón le negaron sistemáticamente su apoyo. Esta elección no fue fácil porque Kundt, durante los anteriores Gobiernos de Saavedra y Siles, se había hecho de importantes enemigos en los partidos políticos y en el ejército. Estaban frescos los pedidos de su enjuiciamiento por delitos, reales o supuestos, de recibir dinero por la compra de armas, vender códigos secretos a los paraguayos, querer ofrecer sus servicios a los chilenos, dividir al ejército o instigar golpes de estado.
Kundt solicitó a Salamanca solo una fuerza de 25 000 hombres porque «más soldados [...] le estorbarían y no quería imponerle al país más gastos».
Su llegada como salvador levantó la moral y el ánimo de los ciudadanos que pedían su vuelta a Bolivia después de los tres primeros meses de fracasos lo que molestó a los oficiales del alto mando boliviano que sentían menoscabadas su capacidad por el anciano oficial alemán. Muchos le temían y ya sea por esa razón o por cálculo escondían la verdad lo que motivó que en situaciones tácticamente peligrosas le comunicaran que no tenían problemas.

Sus colaboradores inmediatos siempre eran muy parcos en su presencia y ocultaban su pensamiento para luego despotricar a sus espaldas, en público o en el círculo de sus camarillas, llamándolo «chocho», «inútil» y «vengativo». Teniente coronel boliviano Félix Tabera. (Tabera, 1979, p. 145)

Estaba el caso del teniente coronel Ángel Rodríguez que había sido expulsado del ejército en 1925 por haber dicho que Kundt «no servía ni para cabo de escuadra» y que luego dio lugar a un juicio por parte de este y a la publicación de un libro lleno de acusaciones por parte de aquel. Esta situación de tirantez entre Kundt y sus subordinados se mantuvo hasta el día de su destitución.

No tuve un amigo en los comando para transmitirle mis inquietudes y quejas; parecía que todos formaban un bloque, solo para aplastarme personalmente, y hacerme fracasar en la campaña. General Hans Kundt. (Dunkerley, 1987, p. 220)

### Primer ataque a Nanawa

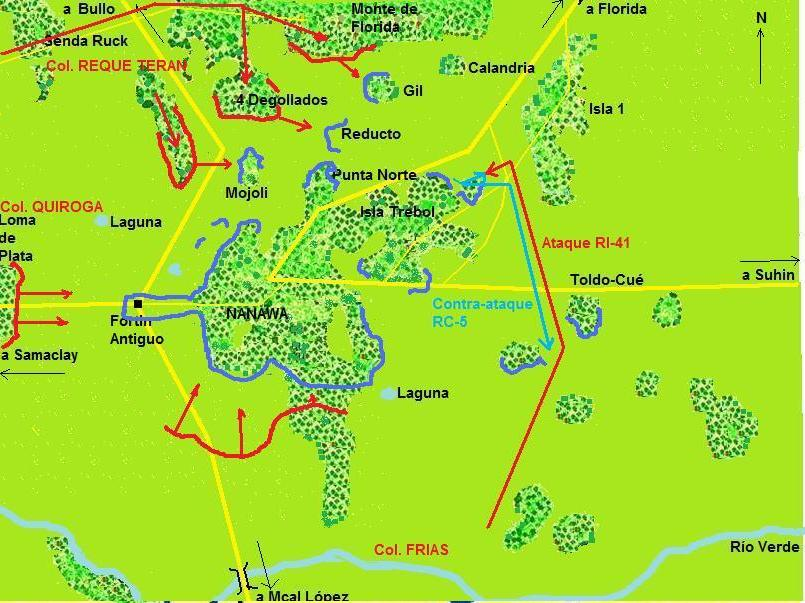
Primer ataque boliviano a Nanawa. Situación entre el 20 y 24 de enero de 1933.
Rojo: fuerzas bolivianas.
Azul: fuerzas paraguayas.

La orden inicial de Kundt fue que el Segundo Cuerpo (8.ª y 3.ª División) capturara los fortines Corrales, Toledo y Fernández, mientras el Primer Cuerpo (7.ª División formado por las fuerzas que defendían las regiones de Agua Rica, Murguía y Cuatro Vientos más algunos regimientos de la 4.ª División) tomara Nanawa.
El fortín Nanawa era importante porque abría varias posibilidades estratégicas: avanzar hacia el norte para alcanzar Arce-Isla Poí, centro de operaciones paraguayo; o dirigirse al este y salir al río Paraguay frente a la ciudad de Concepción.
Después de una minuciosa preparación, el 20 de enero de 1933, se libró la primera batalla de Nanawa. Era tal la confianza de Kundt en su plan y en la capacidad de sus tropas que se aventuró a pronosticar la hora en que caería el fortín. La 7.ª División, al mando del coronel Gerardo Rodríguez, una de las mejores del ejército boliviano, con fuerte apoyo de artillería y la colaboración de doce aviones, se dividió en tres columnas con la idea de rodear el fortín y ocuparlo mediante ataques frontales. El fortín estaba defendido por la 5.ª División paraguaya al mando del teniente coronel Luis Irrazábal que acababa de terminar su curso de perfeccionamiento en Bélgica.
En el ala norte, los atacantes cerraron prematuramente su avance y chocaron con el flanco derecho de las fortificaciones. Tampoco prosperó el ataque sobre el ala sur. En un momento de la batalla, la 5.ª División paraguaya comenzó a quedarse sin municiones debido a las lluvias que dificultaba el abastecimiento y al alto consumo para frenar el ataque enemigo. Se construyó una pista de aterrizaje para que los aviones pudieran reaprovisionar el fortín mediante un puente aéreo. Después de sufrir fuertes bajas en su calidad de atacante, las fuerzas bolivianas se consolidaron en un agresivo semicírculo alrededor de Nanawa. Desde febrero a junio de 1933, este frente se estabilizó con combates menores y duelos de artillería, período en el cual ambas partes mejoraron sus respectivas posiciones.
El historiador estadounidense Zook atribuyó el fracaso del ataque boliviano a cuatro factores:
- Insuficiencia en la coordinación.
- Falta de información necesaria antes de la acción.
- Violación del principio de economía de las fuerzas.
- Subestimar al adversario.[65]

### Primera batalla de Fernández (Herrera)
La 8.ª División boliviana, al mando del coronel Roberto Schnor, desalojó fácilmente al regimiento RC-1 paraguayo del fortín Platanillos, nudo de las comunicaciones entre los fortines bolivianos antes de la guerra. Desde allí, el 14 de enero, avanzó contra el fortín Fernández (Herrera) con solo 575 soldados asumiendo que los defensores serían unos 200 soldados.
Sin embargo, el fortín estaba defendido por el regimiento RI-1 Dos de Mayo al mando del mayor Paulino Antola que contaba con unos 1000 hombres. Recién el día 21, las fuerzas bolivianas atacaron el fortín pero la falta de coordinación, el ataque frontal, la ausencia de reservas y la sorpresiva resistencia de los defensores que quintuplicaban lo esperado produjeron unas 300 bajas. Dos días después, ya con 2400 hombres y el apoyo de 4 cañones, el coronel Schnor reinició las operaciones.
Los defensores paraguayos rechazaron el ataque causando bajas que llegaron al 25 % de las fuerzas bolivianas. El regimiento boliviano Colorados resultó prácticamente diezmado.
El 26 de enero de 1933, Schnor suspendió el ataque y se retiró a Platanillos. El general Kundt reemplazó a Schnor y a su jefe de Estado Mayor, el mayor Raúl Barrientos, por el coronel Rafael Morant y el mayor Alfredo Sánchez, respectivamente.

### Batallas de Corrales y Toledo

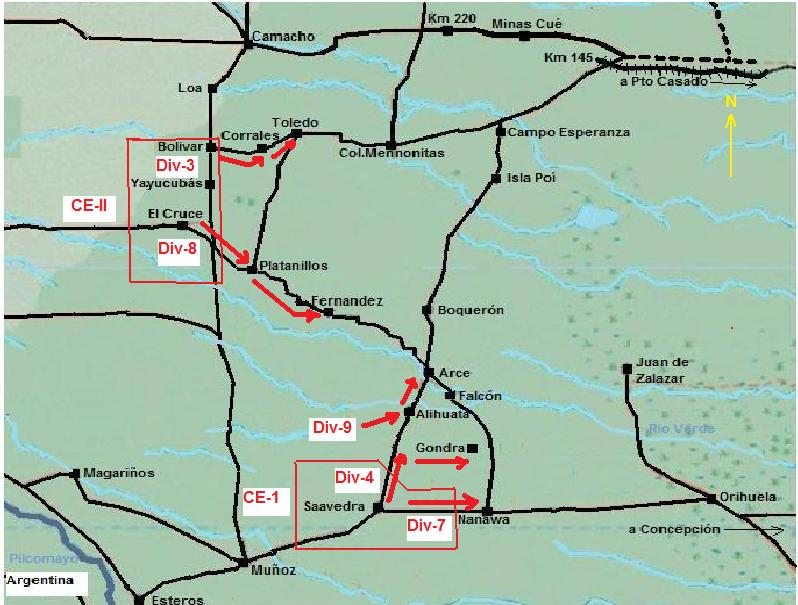
Ofensiva boliviana de enero a marzo de 1933.

- Ataque y contraataque en Corrales

El 1.º de enero de 1933, cumpliendo con la Directiva N.º 2 (del 27 de diciembre de 1932) del general Kundt, la 3.ª División, al mando del coronel Gamarra, atacó el fortín Corrales. A las 12:00, el capitán paraguayo Aguirre, ante el peligro de ser cercado, abandonó el fortín rumbo a Toledo, abriéndose paso a la fuerza.
Ante esta incursión boliviana, el 20 de enero, Estigarribia, informado erróneamente sobre el número de fuerzas enemigas, ordenó al teniente coronel Ayala, estacionado en Toledo, que atacara el sector Corrales-Platanillos para aliviar la presión boliviana sobre Nanawa y Fernández (Herrera). Ayala, al mando del Segundo Cuerpo de Ejército (en formación), integrado por dos divisiones, atacó Corrales desde el 27 al 30 de enero pero, dándose cuenta del error, agravado por problemas en el abastecimiento de agua y combustible que ponía en peligro a sus hombres, decidió cancelar el ataque y retirarse nuevamente a Toledo.
- Ataque al fortín Toledo

Kundt, ante esta inusitada retirada y la insistencia del teniente coronel Toro, su jefe de operaciones, ordenó a la 3.ª División reforzada con partes de la 8.ª División que ocupara Toledo y amenazara la Colonia Menonita y la ruta de toda la logística paraguaya.
Después de una lenta marcha de 22 días por culpa de la lluvia y el barro, el 25 de febrero, la 3.ª División boliviana, al mando del teniente coronel Luis Gamarra, atacó, sin ningún tipo de sorpresa, a las fuerzas del coronel Ayala en Toledo. La unidad paraguaya contaba con tropas sin experiencia en combate, carecía de los armamentos reglamentarios o los que tenía eran obsoletos. Una peste de disentería y tifoidea afectaba a muchos soldados. Por esa razón y para aumentar el control, Ayala organizó la defensa no en líneas continuas sino en centros de resistencia que, como erizos, apuntaban para todos lados y dejaban espacios abiertos que servían de verdaderas trampas.
Pese al apoyo de la artillería y de 10 aviones que bombardearon y ametrallaron toda la zona, el vigoroso ataque frontal de la 3.ª División boliviana no logró su objetivo sufriendo una gran cantidad de bajas.
El apoyo de la aviación boliviana fue deficiente porque el objetivo estaba cubierto por densos bosques que facilitaban el ocultamiento del enemigo, por los 150 km que debían recorrer los aviones desde Muñoz hasta Toledo y el complicado enlace entre el comando del Segundo Cuerpo situado Yayucubas y el comando de la fuerza aérea ubicado en Muñoz.
Cundió la desmoralización en diversos regimientos bolivianos tras los infructuosos ataques realizados en los días siguientes. Para descomprimir la situación Kundt ordenó a la 8,ª División:

De Muñoz. 6-III-33. Hora 15:00. C II. CE. Cif. 86/300. Día 9 en la madrugada Octava División debe realizar un ataque demostrativo a Fernández [Herrera]. General Kundt al general Osorio. (Vergara Vicuña, 1944, p. 34 v. 4)

Cuando el 10 de marzo Ayala ordenó el contraataque, algunos regimientos bolivianos, totalmente agotados por el esfuerzo realizado, se amotinaron y huyeron sin sus oficiales, llegando incluso a disparar contra las propias fuerzas que trataban de contenerlos.
La batalla finalizó el 11 de marzo con la retirada de la diezmada 3.ª División boliviana hasta 15 km antes de Corrales donde estableció una línea defensiva.
Nuevamente el alto mando boliviano no concentró en la zona una fuerza de ataque importante para lograr un objetivo que hubiera creado serias preocupaciones al comando paraguayo.
Kundt destituyó al teniente coronel Gamarra y a su jefe de Estado Mayor, el mayor Luis Añez y nombró en su lugar al coronel José M. Quintela y provisoriamente al teniente Armando Pereyra. Este último, un excelente oficial, se suicidaría cuatro meses después afectado psicológicamente por la ferocidad de los combates frente a Toledo.

### Primera batalla de Alihuatá
La ofensiva boliviana quedó paralizada en sus extremos norte y sur, la 3.ª División entre Corrales y Toledo y la 7.ª División delante de Nanawa. Las otras dos divisiones tampoco progresaron hacia sus objetivos.
Entre la 4.ª División, que seguía en Kilómetro Siete y la 8.ª y 3.ª Divisiones, que actuaban en el ala izquierda, existía un vacío de más de 50 km, sin solución de continuidad. Kundt planeó atacar por ese sector para aliviar a la 4.ª División que seguía combatiendo en Kilómetro Siete. Con la recientemente creada División de Reserva (9.ª División) salió sorpresivamente en el flanco derecho paraguayo capturando el 13 de marzo el fortín Alihuatá.
Este ataque, pese a estar bien organizado, tuvo errores de ejecución lo que produjo bajas desproporcionadas al objetivo y los pocos soldados paraguayos que defendían ese fortín de tránsito logístico.

### Retirada paraguaya de Campo Jordán
La captura de Alihuatá fue un contratiempo para el coronel Estigarribia que no esperaba una penetración tan audaz. El regimiento boliviano Campos cortó al camino Alihuatá-Saavedra, ruta de abastecimiento de la 1.ª División paraguaya, al mando del teniente coronel Fernández, que combatía en Kilómetro Siete, Kilómetro Doce y Campo Jordán. A su vez, la 4.ª División boliviana, con 3000 hombres, aumentó la presión sobre esa división.
Estigarribia trató de sacar provecho concentrando fuerzas en Arce para envolver a su vez a la 9.ª División y le pidió a Fernández que tratara de sostenerse en su posición hasta el 20 de marzo. Fernández, pese al pedido de su jefe, viendo que la situación logística era cada vez más delicada tomó la decisión de abandonar su posición. La retirada de la 1.ª División paraguaya hacia la zona de Gondra fue perfectamente planificada por un camino abierto al tránsito de camiones, sin pérdida de hombres ni material pesado.

[...] en previsión de nuestro desprendimiento, dispuse ya desde el día 15 que desde el atardecer la artillería bombardeara las posiciones enemigas [...] y que las tropas efectuasen fuego de hostigamiento en forma decreciente hasta la media noche acortando su duración en una hora [...] Cada noche ese grandioso crepitar de todas las armas terminaba más temprano, de tal modo que en la noche del 17 de marzo de 1933, al cesar el fuego a eso de las 19:00, el enemigo no se dio cuenta en absoluto de que la primera línea era evacuada casi íntegramente. Teniente coronel Carlos Fernández.

### Segunda batalla de Fernández (Herrera)
Luego de la captura de Alihuatá, la 9.ª División boliviana atacó Arce (Francia) llegando a 5 km del fortín. Tres regimientos bolivianos intentaron quebrar las defensas sufriendo fuertes bajas equivalentes al 33 % de sus efectivos. Cuando Kundt se dio cuenta de que esas líneas defensivas ni siquiera eran las principales ordenó suspender el ataque.
Decidió entonces atacar nuevamente Fernández (Herrera) para luego volver sobre Arce desde dos direcciones, sur y noroeste.
El 10 de marzo de 1933, la 8.ª División boliviana, al mando del coronel Rafael Morant, avanzó hacia Fernández (Herrera). Esta fuerza estaba compuesta por 5 regimientos y 2 grupos de artillería: 61 oficiales, 1900 soldados, 52 ametralladoras, 7 cañones y apoyo de la aviación.
El coronel Morant envió al coronel Luis Saavedra con dos regimientos para que rodeara el fortín y cortara el camino que lo unía con Arce. La columna Saavedra se desorientó en el monte. Sin saber donde estaba el grupo Saavedra, Morant inició sucesivos y sangrientos ataques frontales que fueron repelidos por los defensores paraguayos. Cuando Saavedra llegó finalmente a su objetivo fue atacado por fuerzas que venían de Arce y tuvo que volver a su base de partida.
El 27 de marzo de 1933, después de varios días de ataques, las fuerzas bolivianas se retiraron hacia Platanillos. Las importantes bajas afectaron la moral de los combatientes bolivianos.
Cuando se ordenó la suspensión del ataque y la retirada la situación de los soldados no era buena:

Parecían seres resignados a morir, absolutamente carentes de sentimientos y totalmente insensibles. Se empleó con ellos la persuasión, el ruego y la amenaza, sin resultado alguno. Les aseguramos que los paraguayos acostumbraban a castrar a sus prisioneros, pero seguían inconmovibles […] como último recurso, tomé una medida desesperada. Di orden a los oficiales que cortaran varas de los árboles y arrearan a palos a aquellos soldados que se negaban a marchar.
Oficial boliviano Ovidio Quiroga Ochoa,
en (Dunkerley, 1987, p. 251)

El general Kundt criticó la actuación del comandante de la 8.ª División lo que provocó malestar por ser injustas y desconsideradas.
En seis meses de ofensiva, el general Kundt solo había logrado tomar Corrales, Alihuatá y corregir la penetración paraguaya en Kilómetro Siete y Doce. Entonces volvió a su plan original: capturar el estratégico fortín Nanawa, al sur.

### Actividad diplomática y declaración de guerra
El 15 de diciembre de 1932, cuando el ejército boliviano había alcanzado su máximo poderío en el Chaco y se detenía la ofensiva paraguaya, la Comisión de Neutrales propuso el cese de hostilidades y el retiro y desmovilización de los ejércitos. El ejército paraguayo debía replegarse al río Paraguay y el boliviano detrás de una línea que iba de Ballivian a Vitriones. Esta postura fue reforzada con la sucesiva adhesión de 13 países americanos más los 5 que figuraban en la Comisión. Paraguay rechazó la misma por no ser «ni satisfactorias ni justas» pues dejaba a su ejército fuera del Chaco mientras el ejército boliviano permanecía en el medio del mismo. Sostenía además que para «restablecer el imperio del derecho era menester una severa investigación que señale al culpable de esta guerra inicua».
En los meses de diciembre de 1932 y enero de 1933 fracasaron dos intentos de mediación llevados adelante por Argentina y Chile separadamente, en cuanto integrantes del grupo ABCP (Argentina, Brasil, Chile y Perú) o sea países limítrofes de Bolivia y Paraguay. Los mediadores solicitaban:
- La suspensión de las hostilidades.
- Retirar los ejércitos de la zona de operaciones.
- Someter la cuestión litigiosa a la Corte Permanente de Justicia Internacional.
- La desmovilización y la devolución de prisioneros.

El 25 de enero de 1933, Argentina y Chile (ahora en forma conjunta), con el acuerdo del Brasil, enviaron a los Gobiernos de Bolivia y Paraguay, en forma confidencial, una nueva propuesta que luego se denominó Acta de Mendoza, la cual fue entregada oficialmente un mes después, el 24 de febrero. El 27 de febrero, Bolivia y Paraguay aceptaron el Acta con una serie de objeciones. El ministro paraguayo Vicente Rivarola, destacado en Buenos Aires, anticipó a su Gobierno que Bolivia no iba a aceptar la propuesta del grupo ABCP teniendo en cuenta la postura que venía sosteniendo desde siempre. Sugirió que Paraguay debería declarar oficialmente la guerra a Bolivia para aislarla de todo apoyo externo y dar a sus dirigentes una justificación que les permitiera cambiar su postura:

Bolivia, si ha de ser vencida en el terreno militar o en el campo de la diplomacia, necesitará serlo, no por el Paraguay, ni siquiera aparentemente, sino por causas extrañas al Chaco: por las injusticias de los vecinos, por inconvenientes geográficos, por fenómenos naturales, pues, dentro de su idiosincrasia, necesitará siempre presentarse como víctima de los más fuertes y continuar llorando por los errores de la geografía y por las injusticias de su destino.
Carta de Vicente Rivarola al presidente Eusebio Ayala, marzo de 1933,
en (Rivarola, 1982, p. 166)

Durante el mes de marzo y buena parte de abril las negociaciones se estancaron. Por esa razón, el 21 y 22 de abril, el grupo ABCP insistió a las partes para que suspendieran las hostilidades. El 23 de abril, el Gobierno paraguayo retiró sus objeciones para facilitar las negociaciones pero Bolivia, tres días después, objetó la presión que supuestamente recibía del grupo ABCP. El 8 de mayo los gobiernos de Chile y Argentina acusaron a Bolivia de hacer fracasar la negociación.
El Gobierno paraguayo, reconociendo que Bolivia solo intentaba demorar las propuestas mientras mantenía la ofensiva desatada desde diciembre de 1932, con la cual pretendía ganar la guerra o, por lo menos, una posición más favorable para negociar, decidió declarar formalmente la guerra a Bolivia el 10 de mayo de 1933. El objetivo, además de complicar el abastecimiento de armas y suministros a su oponente, fue eliminar la mediación de la Comisión de Neutrales, liderada por los Estados Unidos, que Paraguay presumía favorable a Bolivia. Así, dicha Comisión, debido a sus sistemáticos fracasos desde antes de la guerra, cesó en su actividad de mediador el 27 de junio de 1933.

### Segundo ataque a Nanawa

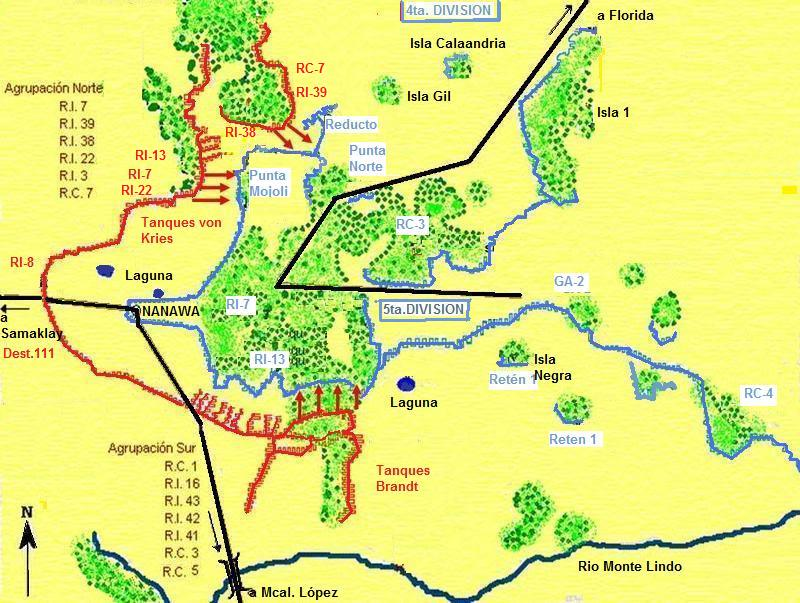
Segundo ataque boliviano a Nanawa: el mayor ataque frontal de toda la guerra. Situación inicial correspondiente al 4 de julio de 1933.
Rojo: fuerzas bolivianas.
Azul: fuerzas paraguayas.

Los informes de inteligencia paraguayos indicaron que Kundt estaba concentrando grandes fuerzas frente a Nanawa. La preocupación de Estigarribia se centró en dilucidar si el enemigo pensaba atacar el fortín o seguir de largo y haciendo un rodeo salir en la punta del riel de Casado, en la retaguardia de todo el ejército paraguayo o avanzar hacia el este, hacia el río Paraguay y salir casi frente a la ciudad de Concepción. Cuando Kundt inició el ataque frontal contra el fortín, Estigarribia comprendió el error de su adversario y ordenó al teniente coronel Irrazábal que resistiera hasta el último hombre para lograr el mayor desgaste posible del ejército boliviano.
Meses antes, Salamanca había advertido a Kundt:

Permítame ahora expresarle inquietud Gobierno respecto ataque Nanawa, donde seguramente enemigo ha concentrado sus elementos y hará máximo esfuerzo [...] si sufrimos un rechazo, nuestra situación en el Chaco quedará perdida, o poco menos.
Presidente Salamanca al general Kundt,
en (Cuadros Sánchez, 2003, p. 195)

Teniendo en cuenta la importancia política, militar y personal que significaba la captura de Nanawa, Kundt concentró todo lo que tenía para lograr ese objetivo. En julio de 1933 terminó la preparación para el ataque. Tenía superioridad en hombres, aviones y artillería. Contaba con dos grupos de tanques Vickers y los novedosos lanzallamas pero carecía de buenos conductores. El coronel Gerardo Rodríguez, comandante de la 7.ª División, encargado del ataque, había inspeccionado la primera línea solo tres veces en los meses anteriores y nunca en forma completa. Kundt le exigió que lo hiciera con más frecuencia:

A pesar de estas medidas no han figurado muchas. Se cita este asunto vergonzoso para dejar constancia de cómo la colaboración de los comandos subalternos no siempre estuvo a la altura de las operaciones ni fue tan activa como los intereses de Bolivia y el Ejército lo exigían.
General Hans Kundt,
enKundt (1961, p. 90-91)

Las posiciones paraguayas de Nanawa se mejoraron substancialmente en los meses posteriores al primer ataque. Los bolivianos utilizaron la fuerza aérea y tanques como apoyo cercano y contaron, además, con una enorme superioridad en artillería, pero los ataques frontales carecieron de una coordinación precisa entre aviones, artillería, tanques y la infantería.

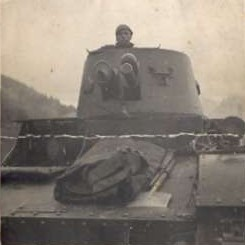
Tanque Vickers Mark E, tipo B, de 6 toneladas, destruido en Nanawa.

Los atacantes lograron penetrar, con gran heroísmo y derroche de bajas, en varios sectores del sistema defensivo paraguayo pero, agotados y diezmados por el esfuerzo realizado, fueron rechazados por el contraataque de las reservas.
El ataque produjo más de 2000 bajas bolivianas en comparación con las 189 muertos y 447 heridos paraguayos, proporción esperable en un ataque de este tipo. Fue la primera derrota importante de Kundt y le permitió a Salamanca insistir en que las operaciones debían hacerse economizando hombres. Ya desde junio de 1933, Kundt quería dejar su cargo a causa de las intrigas de los oficiales bajo su mando pero recién en septiembre puso su renuncia a disposición de Salamanca, la que no fue aceptada.
El teniente coronel Luis Irrazábal fue ascendido a coronel por su desempeño en la defensa de Nanawa.

### Cerco en Gondra
Aprovechando la concentración de fuerzas frente a Nanawa y el posterior fracaso del ataque boliviano, el teniente coronel paraguayo Rafael Franco planeó la destrucción de la 4.ª División boliviana al mando del coronel Peñaranda.
Fiel a su estilo de conducción y contrariando los manuales militares, Franco abrió por el flanco sur una picada hacia la retaguardia enemiga y envió un regimiento a más de 20 km de su base buscando compensar ese riesgo con los efectos multiplicadores de la sorpresa. El 11 de julio de 1933, el regimiento paraguayo RI-4 más un batallón de refuerzo avanzó por esa picada y al día siguiente cortó el único camino de aprovisionamiento enemigo casi en el puesto de mando de Peñaranda y su artillería divisionaria. Toda la sanidad de la 4.ª División fue capturada, especialmente un importante parque de medicamentos. Aprovechando la confusión en la retaguardia, Franco lanzó un ataque frontal que penetró en las posiciones bolivianas. Kundt comentó:

El comando de la 4.ª División, que durante la noche había dado parte de un gran triunfo obtenido (en estos partes nunca faltan la indicación de que el campo está cubierto de cadáveres [enemigos]), se ve a la luz del próximo día completamente cortado y amenazado por el ataque de fuerzas superiores desde su retaguardia. El desarrollo es muy típico. No hay reservas disponibles. No obstante todas las indicaciones del Comando Superior, las picadas a retaguardia están completamente abandonadas.
General Hans Kundt,
enKundt (1961, p. 114)

Sin embargo, tres factores jugaron en contra de esta ambiciosa operación:
- La masa de maniobra paraguaya en la retaguardia boliviana resultó ser demasiado débil para lograr rápidamente la desarticulación de las fuerzas enemigas.
- La rápida decisión de Peñaranda y Moscoso (a cargo del Estado Mayor) de ordenar la retirada de la 4.ª División hacia Alihuatá abriendo una picada hacia el noroeste llamada Picada de Salvación.
- El clima frío que permitió que las fuerzas bolivianas subsistieran más tiempo con las reservas de agua disponibles al momento del ataque enemigo.

Cuando el 15 de julio de 1933 las fuerzas paraguayas cortaron finalmente la ruta de escape hacia Alihuatá, la 4.ª División se había escurrido totalmente del cerco.

### Ataque al fortín Rojas Silva (Falcón)
El ataque al fortín Rojas Silva (Falcón) planeado por Kundt tenía como objetivo cortar la ruta de abastecimiento de la 1.ª División paraguaya que defendía Gondra y al mismo tiempo aliviar la comprometida situación de la 4.ª División boliviana. También tenía un objetivo psicológico y político: después del fracaso en Nanawa y la retirada de la 4.ª División de Gondra, Kundt quería tomar Rojas Silva (Falcón) haciéndolo coincidir con el 6 de agosto de 1933, día de la independencia de Bolivia, para borrar la impresión del fracaso de su ofensiva y la pérdida de la iniciativa. Sin esperar los refuerzos para reconstruir sus mermadas y cansadas unidades, Kundt inició un ataque demostrativo general en todo el frente para ocultar su intención de ocupar los caminos Gondra-Pirizal y Pirizal-Falcón, llegando, en este último caso, el 4 de agosto, a Campo Aceval, a 15 km de Falcón.
En forma independiente, el 3 de agosto de 1933, dos regimientos de la 9.ª División, el RI-18 Junín (al mando del mayor Condarco) y el RI-36 (al mando del mayor Jorge Rodríguez), comandados por este último, salieron de Alihuatá y, abriendo una picada angosta para no ser detectados, salieron sorpresivamente el 5 frente al fortín Falcón tras dos días de marcha agotadora. El ataque debía coincidir con otro en la zona de Campo Aceval. Producido ese ataque distractivo, el regimiento paraguayo Batallón 40 salió hacia el sur dejando un claro en la defensa del fortín por donde se infiltró la columna de Rodríguez, que salió de noche en la retaguardia de un escuadrón del RC-9 Capitán Bado y llegó hasta el puesto de mando de su jefe, el capitán Nicolás Goldsmith que se salvó milagrosamente pues fue ametrallado mientras dormía. Iniciado el combate, las fuerzas bolivianas, que habían capturado las primeras líneas con facilidad, atacaron la segunda línea y pese al cansancio intentaron tomarla. Pero, perdida la sorpresa y enfrentando fuerzas que acudían de todas partes, el mayor Rodríguez, casi sin municiones y con sus fuerzas diezmadas, tuvo que retirarse a los montes cercanos donde, después de un breve descanso, dejó muertos y heridos y se retiró de vuelta hacia Alihuatá.
Kundt repitió el error de enviar fuerzas insuficientes a gran distancia, sin apoyo de reservas y con pocas posibilidades de lograr un resultado favorable pese a que en esta circunstancia había logrado una sorpresa total.

## Segunda ofensiva paraguaya (septiembre-diciembre de 1933)

### El cerco de Campo Grande

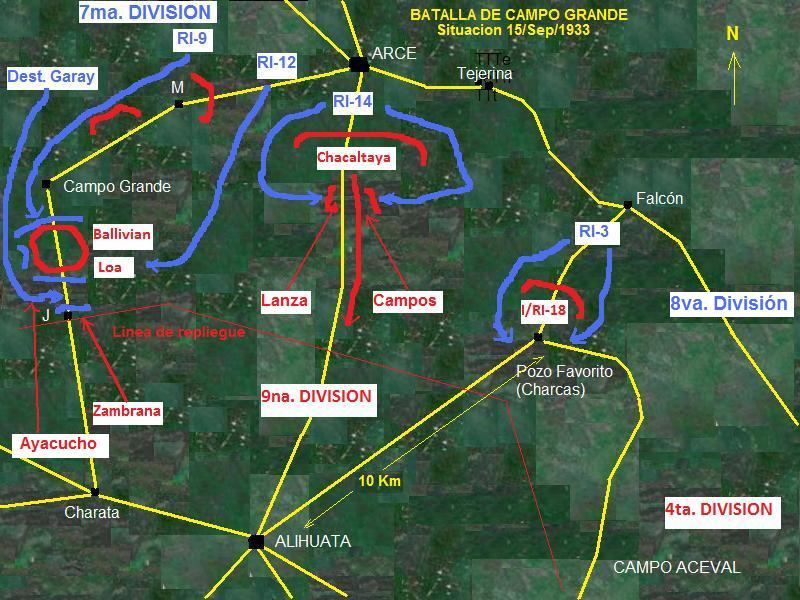
Campo Grande: situación al 15 de septiembre de 1933.
Rojo: fuerzas bolivianas.
Azul: fuerzas paraguayas.

El traslado de fuerzas bolivianas para sostener los ataques y contraataques en la zona Bullo-Gondra debilitaron el sector avanzado del fortín Alihuatá defendido por tres unidades bolivianas: el regimiento RC-2 Ballivián, en Campo Grande, a la izquierda de Alihuatá; el regimiento RI-27 Chacaltaya, en el centro, sobre el camino Alihuatá-Arce; y una pequeña compañía del regimiento RI-18 Junín, en Pozo Favorito.
La 7.ª División paraguaya, al mando del teniente coronel Ortiz, al comprobar el débil enlace entre ellas, planeó tres cercos separados siendo el principal el que realizó contra el regimiento Ballivián.
Los regimientos RI-4 Loa y RI-8 Ayacucho, fueron trasladados desde el sur para ayudar, pero el regimiento Loa también cayó en el cerco y el ataque del Ayacucho no pudo romper el envolvimiento paraguayo. Tanto el general Kundt como su jefe de operaciones, el teniente coronel Toro, apreciaron erróneamente la intención, magnitud y la dirección principal del ataque paraguayo lo que produjo una mala distribución de las fuerzas bolivianas.
Debido a la falta de agua y al creciente hostigamiento enemigo, el 15 de septiembre de 1933, los regimientos Ballivián y Loa capitularon. Un total de 509 soldados, con 2 jefes, 11 oficiales, 3 médicos y 10 suboficiales se rindieron. La compañía del regimiento Junín, cercada en Pozo Favorito, también se rindió. En el centro, el regimiento Chacaltaya pudo salvarse gracias a los regimientos RC-5 Lanza y RI-22 Campos, que después de duros combates, abrieron una brecha por donde pudo escapar.
«No sé qué hacer. Pienso en suicidarme, entregarme al enemigo o pasar a Argentina», dijo Kundt. Pero el teniente coronel Toro lo tranquilizó: «No se aflija mi general, ya veremos la forma de redactar el informativo».
Kundt ocultó los resultados al presidente Salamanca: no mencionó la captura de la compañía Junín (I/RI-18) en Pozo Favorito, recalcó la liberación del Chacaltaya y con respecto a Campo Grande comentó:

Ocurrió un hecho absolutamente insospechado e inexplicable. Después de combate victorioso, considerables fracciones de regimientos Loa y Ballivían se dejaron [sic] rodear completamente. General Hans Kundt. (Querejazu Calvo, 1990, p. 86)

El coronel Estigarribia aprovechó que el ejército boliviano estaba atacando en la zona de Pirizal y Gondra para golpear al norte de Alihuatá, desde Campo Grande a Pozo Favorito. Este ataque, totalmente inesperado por el lugar y la velocidad de su ejecución, puso a Kundt en la disyuntiva de continuar el ataque o reconocer que había perdido la iniciativa y debía defenderse. Sin contar con la información necesaria o no dando importancia a la que recibía de sus subalternos, Kundt asumió que el ataque paraguayo era meramente «distractivo». Por eso, de mala gana, movió las reservas destinadas a su ofensiva trayéndolas desde Pirizal, Bullo, Gondra e incluso desde Nanawa para romper los cercos paraguayos cuando estos ya se habían consolidado y era demasiado tarde.
La batalla de Campo Grande fue el primer síntoma de un cambio en la estrategia del ejército paraguayo y un ensayo en miniatura de lo que vendría después. En mérito a su realización Estigarribia fue ascendido al rango de general de brigada.

### Segunda batalla de Alihuatá
No puedo evitar ocultar a usted el angustioso dolor que me causa el pensar en el derramamiento de sangre en el Chaco. Confío en que usted sepa economizar nuestro cruel desgaste en cuanto sea posible sin comprometer el éxito final de la campaña. Presidente Salamanca al general Kundt. (Querejazu Calvo, 1990, p. 89)

Salamanca recomendó a Kundt no repetir los ataques como el de Nanawa, sugiriendo una estrategia defensiva, con el menor costo posible en vidas y materiales, que desgastase al enemigo hasta obligarlo a llegar a un tratado de paz razonable. Ya no pensaba, como un año antes, firmar en Asunción, la capital paraguaya, el final de la guerra.
El mayor boliviano Oscar Moscoso le manifestó al general Kundt el deplorable estado y la inferioridad de las fuerzas bolivianas luego de los combates de julio a septiembre y sugirió una retirada estratégica de 150 km, a la línea Magariños-Platanillos, hacer descansar allí a los soldados y concentrar previamente una fuerza de 80 000 hombres antes de retomar la iniciativa. Kundt objetó que eso significaría ceder muchos fortines y que Bolivia no tenía los recursos para crear y sobre todo mantener una fuerza tan grande en el Chaco. Moscoso señaló que entonces existía el peligro de perder los fortines, los hombres y las armas.
El presidente paraguayo Ayala viajó al Chaco el 3 de octubre para ascender a Estigarribia al rango de General. En esa reunión aprobó el Plan de Operaciones, donde el ejército paraguayo retomaba la actitud ofensiva contra su par boliviano, y se comprometió a enviar el máximo de recursos para llevarla a cabo con éxito.
El 10 de octubre de 1933, en su visita a La Paz, Kundt afirmó ante Salamanca y su gabinete: «No existe absolutamente posibilidad de derrota [...] podemos esperar con toda tranquilidad en nuestras posiciones fortificadas [...] con la seguridad de no perder terreno».
Aprovechando esta ausencia, Toro envió a Roberto Bilbao La Vieja a los comandos de las grandes unidades para reunir opiniones desfavorables sobre Kundt para lograr su remoción.
El 11 de octubre de 1933, los representantes de Argentina y Brasil firmaron el Acta de Río de Janeiro en la que declararon que el conflicto del Chaco podía ser resuelto por medio del arbitraje. Paraguay aceptó la propuesta pero Bolivia la rechazó.
El 23 de octubre de 1933, luego de reunir importantes fuerzas y recursos, Estigarribia inició la primera fase del plan que consistía en una serie de ataques de aferramiento contra la 9.ª División boliviana al mando del coronel Carlos Banzer para empujarla a sus líneas principales. Una vez fijadas las posiciones de los defensores, que opusieron una tenaz resistencia, pasó a la segunda fase: rodear por el oeste su flanco izquierdo. Esta maniobra la encabezó la 7.ª División paraguaya.
Durante todo el mes de noviembre las fuerzas paraguayas avanzaron sobre el ala izquierda de la 9.ª División desbordándola permanentemente pese a los refuerzos que enviaba Kundt que no se percataba de la enorme superioridad enemiga en ese sector.

La iniciativa está en manos del coronel [paraguayo] Ayala que hace uso de ella con enérgica decisión. El ejército boliviano combate sometido a la voluntad implacable de su adversario. Los regimientos paraguayos atacan, aferran, se infiltran, asaltan en todos los sectores del amplio frente de batalla. (Antezana Villagrán, 1982, p. 209 v. 2)

El 3 de diciembre de 1933, aprovechando una fuerte tormenta que dificultaba la logística y las comunicaciones radiales, la vanguardia de esta poderosa masa de maniobra paraguaya llegó hasta Campo 31 y cortó el camino Saavedra-Alihuatá colocando a la 9.ª División en peligro de ser copada. Ese día, el general Estigarribia asumió personalmente la dirección táctica de las operaciones en reemplazo del dubitativo coronel Ayala. Otras fuerzas paraguayas cortaron una segunda ruta que por Pozo Negro también iba hacia Saavedra. Viendo que no iba a recibir una ayuda masiva para contener el cerco en ciernes, Banzer decidió, el 7 de diciembre de 1933, replegar su división por una tercera ruta que todavía quedaba libre. El fortín Alihuatá fue evacuado e incendiado, noticia que el Gobierno ocultó al pueblo boliviano. Los 7000 hombres de la 9.ª División abandonaron silenciosamente las trincheras y exponiéndose al asedio enemigo y a la sed se dirigieron penosamente en dirección sureste, hacia la 4.ª División que combatía en la zona de Gondra.
En ese mismo momento, en la lejana Muñoz, sede del alto mando, las comunicaciones cifradas de algunos oficiales bolivianos mostraban otras preocupaciones:

De Muñoz. 5/12/33. 11:40. Para Villamontes. Cifrado 1/150. Favor aumentar a pedido 10 botellas de Cinzano. Para mí otras 10. Un tarro de cerveza para el coronel Vázquez. Dígale a Acosta que me preste el dinero que falte. Cifrado de Muñoz a Villamontes. (Querejazu Calvo, 1995, p. 191)

Lo que Banzer no pudo prever fue que el mismo 7 de diciembre de 1933, a las 4:35, el frente de Gondra a cargo de la 4.ª División boliviana colapsó por el sorpresivo ataque nocturno, que por propia iniciativa, realizó el teniente coronel Rafael Franco al mando de la 1.ª División paraguaya. La división boliviana, rebasada en varios sectores, no tuvo otra opción que replegarse hacia la misma zona donde convergía la 9.ª División. Esta imprevista ruptura sorprendió incluso al general Estigarribia, que pidió varias veces la confirmación de que efectivamente Franco estaba avanzando por el sur cerrando las vías de escape de dos divisiones bolivianas.

### Rendición en Campo Vía
La 9.ª y 4.ª División bolivianas se encontraron en la zona llamada Campo Vía donde quedaron inmovilizadas por los dos brazos de la tenaza paraguaya.

Millares de hombres de color tierra circulaban sobre el pequeño campo esperando la orden de partida. Trípodes, morteros, cajas de municiones, cañones de repuesto, granadas, ametralladoras y fusiles, amen del equipo, se transportaban en los hombros no en la espalda [...] [En un camino] de cinco metro de ancho a través del bosque [...] descansaba nuestra columna de camiones [...] cargados con piezas de artillería y municiones para las diversas armas, ora con tanques destinados al aprovisionamiento de agua y gasolina, ora, en fin, cargados de víveres, carpas y equipos. Una mayor parte de las tropas de la 4.ª y 9.ª. División que se encontraban detenidas en su marcha, cubrían cuanto espacio libre quedaba sobre la ruta y sobre todo, a lo largo de la columna de automóviles […]. Así, embotelladas [...] en la picada, reducidas a un estrecho radio de acción, [...] toda maniobra más que difícil se hacía imposible [...] Tal era nuestra situación el nueve [de diciembre] en la tarde, grave en extremo y más aún si se toma en cuenta el agotamiento físico y la consiguiente depresión moral.
Capitán de artillería boliviano Torres Ortiz de la 4.ª División,
en (Brockmann, 2007, p. 344)

Mortero tipo Stokes Brandt.

El 10 de diciembre de 1933 se completó el anillo. Kundt consideró alarmistas e incorrectos los informes de los pilotos y de Banzer ya que estaba convencido de que el ejército enemigo no estaba capacitado para llevar a cabo operaciones coordinadas con una gran cantidad de unidades (5 divisiones) en un frente tan amplio. Kundt recriminó a Peñaranda porque se había retirado inexplicablemente desde Kilómetro Veintiuno hacia Saavedra, al sur, y le ordenó que volviera a esa posición para ayudar a las dos divisiones cercadas. Por su parte Banzer intentó abrir una picada para poder escapar pero la presión paraguaya, la espesura del monte, el calor y el cansancio de los zapadores bolivianos impidieron su concreción.
El 10 de diciembre de 1933, a las 17:00, los bolivianos intentaron romper el cerco pero por error la aviación boliviana bombardeó a fuerzas del regimiento RI-50 Murgia al mando del capitán Antezana Villagrán, hecho que a posteriori algunos historiadores bolivianos trataron de ocultar.
Solo el regimiento Lanza, en una lucha feroz y con grandes pérdidas, logró abrirse paso pero muy pocos soldados lograron escapar. El 11 de diciembre de 1933, las dos divisiones cercadas, sin ninguna opción, tuvieron que rendirse.
Las pérdidas bolivianas fueron importantes: murieron 2600 soldados y aproximadamente 7500 cayeron prisioneros (18 jefes, 170 oficiales, 7271 soldados).
De un solo golpe, más de dos tercios del ejército boliviano fue destruido. Solo escaparon 1500 hombres, que en su mayoría pertenecían a las fuerzas de Peñaranda que no estuvieron dentro del cerco. Cuando se comunicó a La Paz que se había salvado Peñaranda, este nunca aclaró la situación y la cosechó en su favor como si fuera el héroe de la jornada, razón por la cual Salamanca lo promovió en lugar de Kundt.
Cuando el 11 de diciembre de 1933 los ministros y Toro llegaron a Muñoz para destituir al general Kundt, este los recibió en su puesto de mando:

Ya no estaba en el rol del dios Thor, que molería sus míseras existencias de funcionarios en un yunque con su martillo de trueno. Más bien deslizó con amargura que se sentía enfermo y agobiado no solo por las preocupaciones de la campaña y sus últimos resultados sino por la situación de su familia y sus negocios.
Brockmann (2007, p. 323)

La rendición en Campo Vía proporcionó al Paraguay gran cantidad de armas y equipos: 8000 fusiles, 536 ametralladoras, 25 morteros, 20 piezas de artillería, 2 tanques Vickers, muchos camiones y una gran cantidad de municiones. El resto del ejército boliviano se retiró hacia Magariños.
En Muñoz, centro del comando boliviano en el sur, el 14 de diciembre de 1933, a las 10:00, en medio del trajin para desalojar el fortín y destruir sus instalaciones, el destituido general Kundt subió a un trimotor Junkers 52 del Lloyd Aéreo Boliviano y partió del Chaco para siempre. A la tarde, el Servicio de Escucha paraguayo descifró el siguiente parte:

De Muñoz, n.º 319, diciembre 14, 1933, 18:00. Para Director Etapas. Villamontes. Cifrado 724/171. Si no hay carga urgente para trimotor, puede traer mañana cigarrillos, coca, alcohol, unas botellas de pisco y pastillas agridulces para tropa que llega en malas condiciones físicas.
Cifrado 724/171,
en (Querejazu Calvo, 1995, p. 191)

Ese mismo día, a 50 km al este, con la presencia del general Estigarribia, la bandera paraguaya reemplazó a la boliviana en el mástil del fortín Saavedra donde había ondeado desde su fundación, en el año 1924.
El fortín Muñoz comenzó a arder al atardecer del 19 de diciembre de 1933. Al día siguiente, luego de un ligero bombardeo de la artillería paraguaya, ingresaron lentamente los soldados del RC-7 San Martín.
El 24 de diciembre de 1933, en el fortín Ballivián, nueva sede del comando boliviano, a 200 km al noroeste de Campo Vía, se reunieron para festejar la Navidad los oficiales bolivianos: Enrique Peñaranda, Ángel Rodríguez, Óscar Moscoso, David Toro y su protegido Germán Busch.

Los nuevos jefes se reunieron alrededor de una larga mesa para celebrar su encumbramiento. El desastre de Campo Vía quedó olvidado. El principal culpable [Kundt] estaba confinado […] sus espíritus retozaban de libertad y alegría. Ellos eran ahora los dueños de la situación y sabrían demostrar al país y al mundo que podían bastarse a sí mismos, conduciendo la campaña como no lo pudieron hacer ni Quintanilla, ni Guillén, ni Lanza, ni Kundt. El licor corrió sin tasa. Era la primera de las parrandas con que los integrantes de esos comandos, con contadas excepciones, iban a sumar, a su fracaso como estrategas, la fama de intemperantes. Historiador boliviano Querejazu Calvo. (Brockmann, 2007, p. 362)

## Armisticio y creación del segundo ejército boliviano
Con la derrota sufrida en Alihuatá y Campo Vía al ejército boliviano solo le quedó la 7.ª División la que tuvo que retirarse de la zona de Nanawa hacia Magariños. La propuesta del teniente coronel Franco de utilizar todos los camiones disponibles para avanzar rápidamente hacia Ballivián-Villamontes y acabar con el resto del ejército boliviano no prosperó. El presidente Ayala creyó que había ganado la guerra y que Bolivia, sin ejército, no tenía otra opción que capitular y solicitar la paz y, para dar tiempo a la diplomacia, propuso un armisticio que el Gobierno boliviano aceptó de inmediato.
El armisticio de veinte días, del 19 de diciembre de 1933 al 6 de enero de 1934, favoreció enteramente a Bolivia. Este país aceptó el armisticio para ganar tiempo y formar un nuevo ejército. Durante el primer año y medio de guerra, Bolivia había movilizado 77 000 hombres de los cuales solo quedaban 7000 combatientes en el Chaco (la 7.ª División) y 8000  hombres que prestaban diversos tipos de servicios. Del resto: 14 000 habían muerto, 32 000 fueron evacuados por heridas o enfermedades, 10 000 cayeron prisioneros, 6000 desertaron.
Cuando el armisticio caducó, el nuevo ejército boliviano tenía un total de 18 regimientos cuyos efectivos eran superiores al que había comandado Kundt un año antes.
Pero este nuevo ejército tenía tres inconvenientes:
- Miles de campesinos cuyas tierras eran expropiadas por los terratenientes bolivianos, dando lugar a varios levantamientos, fueron reclutados como soldados para luchar en un desierto inhóspito y estéril. Los soldados carecían de buena preparación y experiencia en combate; su moral y motivación eran bajas. En muchos casos se reclutaron soldados no aptos físicamente para soportar las exigencias del teatro de operaciones chaqueño.[95]

Se quejaban de la mala y escasa comida, del temor a la selva chaqueña y de los fusilamientos de desertores que estaban obligados a presenciar.
A principios de 1934, el alto mando boliviano reconoció que para la defensa de posiciones se necesitaban 2 soldados recién reclutados por cada soldado paraguayo, siempre que estuvieran bien alimentados y con el apoyo de ametralladoras y artillería. Para atacar esta relación subía a 4 reclutas bolivianos por cada soldado paraguayo.
Esto complicaba la logística, problema que Kundt ya había analizado el año anterior, especialmente en el consumo de alimentos, agua y municiones que los reclutas solían derrochar:

Si hoy come la tropa 600 gramos, aumentando el efectivo del ejército, se tendría que racionar por 300 gramos por soldado [...] Se ha citado a mi comando por no haber pedido más gente. Las razones se encuentran en este informe. Hubieran muerto de hambre.
General Kundt al presidente Salamanca;
en (Dunkerley, 1987, p. 248)

- El cuadro de oficiales estaba muy raleado. El mando de los regimientos se dio a capitanes o mayores con poca experiencia y se contrató oficiales mercenarios extranjeros, especialmente chilenos, que en número de 105 ingresaron desde abril y hasta fines de 1934.[99][100]

Para sorpresa de muchos, los oficiales chilenos pudieron superar las barreras de la nacionalidad, raza, color, clase y lenguaje que los separaba de sus soldados. A diferencia de los oficiales bolivianos, que preferían mantenerse en la retaguardia y huir al primer problema, los oficiales chilenos permanecían con sus hombres en el combate, la retirada o cuando se rendían.
De la Pedraja Tomán (2006, p. 468, nota 10)

Pese a que esto motivó roces diplomáticos entre el Paraguay y Chile, los mercenarios chilenos fueron tratados por el ejército paraguayo bajo los mismos derechos que la Convención de Ginebra amparaba a los combatientes y prisioneros bolivianos y no bajo la figura jurídica de «combatientes ilegales» (con penas de prisión y fusilamiento).
Mientras el ejército paraguayo preparaba a los estudiantes para oficiales, su par boliviano los alistaba como soldados, y suele atribuirse la poca capacitación y cantidad de oficiales a la estructura de la sociedad boliviana, al elitismo y al racismo.
Los amigos y parientes de los políticos y los jóvenes de la burquesía en todas sus capas ocuparon puestos burocráticos en la retaguardia eludiendo así ir al frente de batalla.
Según el general Peñaranda, esta carencia de oficiales y clases transformó al ejército boliviano en un «cuerpo sin alma».
- La derrota de Alihuatá-Campo Vía no mejoró la unidad del alto mando del ejército con el Gobierno sino todo lo contrario. Las camarillas se fracturaron aún más. Cuando el nuevo comandante en jefe quiso nombrar al coronel David Toro como jefe de Estado Mayor, se opusieron varios altos oficiales, por lo que Peñaranda recibió una severa advertencia de Salamanca:

Está usted al borde de una rebelión militar frente al enemigo extranjero. Reflexione bien y deténgase a tiempo [...] Su deber es cumplir la orden que le he reiterado ya cuatro veces y que ahora le reitero por quinta vez.
Presidente Salamanca al general Peñaranda,
en (Dunkerley, 1987, p. 224)

Como solución, Toro fue nombrado comandante del Primer Cuerpo de Ejército. Este nombró a su vez, como jefe de Estado Mayor de esa unidad a Germán Busch, un joven oficial de 29 años sin ninguna capacitación ni experiencia en esa función ni en el mando de grandes unidades, que a partir de entonces figuró como su «protegido» en la corte que Toro organizó a su alrededor con oficiales jóvenes, socialistas, bufones y poetas donde reinaban los placeres de la buena mesa, las bebidas y las mujeres.
Como síntoma de este clima de insubordinación dentro del ejército contra el presidente Salamanca, el 5 de abril de 1934 se amotinaron los cadetes del Colegio Militar y apoyados por la policía salieran de su cuartel y ocuparon gran parte de la ciudad de La Paz. Este motín fracasó por la falta de apoyo popular y del sector militar que lideraba Peñaranda.
El presidente Salamanca, dudando cada vez más de la eficacia de los militares bolivianos, intentó penetrar de dos maneras en el «feudo» que estos habían construido en el Chaco:
- En primer lugar, a fines de abril de 1934, intentó crear el cargo de inspector general del ejército con la función de enlace entre el presidente y el alto mando. Propuso para el cargo a un civil, el doctor Joaquín Espada. La oposición del general Peñaranda y la inmediata e indisciplinada reacción del teniente coronel Moscoso hizo que Salamanca le pidiera inmediatamente su renuncia a Moscoso como jefe de Estado Mayor, la que se hizo efectiva pese a los ruegos en contrario de Peñaranda.
- En segundo lugar, en el mes de mayo de 1934 llegó la misión militar checa contratada por Salamanca compuesta de cinco oficiales de alta graduación, todos a cargo del general Vilem Placek para que asesorara al Gobierno en sectores claves del ejército. Esta medida también despertó el total desacuerdo de los jefes de Cuerpo y de División bolivianos.[105]

## Tercera ofensiva paraguaya (enero-diciembre de 1934)
El ejército paraguayo, luego de este descanso, continuó su avance capturando los fortines Platanillos, Loa, Esteros, Jayucubás, mientras el ejército boliviano, en actitud defensiva, intentó crear diversas líneas de contención.
A partir de Campo Vía el ejército paraguayo comenzó a sufrir el mismo problema que había aquejado a su oponente desde el comienzo de la guerra: el alargamiento de su línea logística. Con un parque de camiones siempre escaso, con cubiertas y motores desgastados por el uso intensivo, en condiciones de extremado calor, y la necesidad de derivar más hombres para cuidar y sostener la fluidez de esas líneas de aprovisionamiento, Estigarribia tuvo que sujetar sus decisiones estratégicas a estas limitaciones logísticas. La captura de gran cantidad de soldados enemigos en las distintas batallas y cercos, a los cuales había que trasladar a la retaguardia, alimentar y sobre todo proveer de agua, dificultó también la persecución de las fuerzas bolivianas en retirada.

### Caída del fortín Magariños y batalla de Cañada Tarija

#### Magariños
Tras la derrota de Campo Vía, el alto mando boliviano decidió retirarse hasta la línea Magariños-La China. Allí el Primer Cuerpo boliviano construyó el sistema defensivo mejor realizado de toda la guerra.
A comienzos de febrero de 1934 el ejército paraguayo avanzó sobre el sector de La China y constató que los bolivianos trasladaban tropas desde Magariños para aumentar la defensa. Para cortar ese movimiento, el 10 de febrero, se planeó un ataque demostrativo sobre la zona de Magariños para fijar allí la mayor cantidad de fuerzas bolivianas. El día 11, para sorpresa del comando paraguayo, el ataque logró abrir una brecha de 300 m en esa poderosa línea defensiva por donde los paraguayos penetraron 7 km hacia la retaguardia enemiga. Al día siguiente, los defensores abandonaron las fortificaciones sin combatir. Los bolivianos tuvieron 60 bajas entre muertos y heridos, los paraguayos 10 muertos y 27 heridos. El fortín Magariños fue abandonado y destruido por los bolivianos.

#### Cañada Tarija
En febrero de 1934 la nueva 9.ª División boliviana fue puesta al mando del coronel Francisco Peña. Su misión era defender la desértica zona de Picuiba a cuyo efecto desplazó al RI-18 Montes, con 1500 hombres, al mando del teniente coronel Bavía hacia Garrapatal con rumbo a Cañada Tarija. Peña ubicó su puesto de mando en Carandaitý, fuera del desierto y a 250 km de Garrapatal.
El alto mando paraguayo supuso que estas fuerzas podían afectar sus operaciones frente al fortín Ballivián y decidió atacarlas.
El 20 de marzo de 1934, la 6.ª División paraguaya, al mando del teniente coronel Federico W. Smith, interceptó en Cañada Tarija al RI-18 Montes. El mayor boliviano Juan Belmonte, ubicado en Picuiba, fue el encargado de actuar de enlace entre Bavía y el lejano comandante Peña. Esto lo obligó al uso intensivo de los medios radiotelegráficos, que fueron interceptados y descifrados por los paraguayos, lo que permitía anticipar sus movimientos. Por esta razón esta batalla se conoce también como «batalla de los Criptógrafos».
El comandante paraguayo rodeó a dos batallones bolivianos capturando todo el parque de municiones del regimiento. Belmonte trató de salvar a los cercados pero tuvo que retirarse hacia Garrapatal.
El regimiento boliviano se rindió perdiendo más de 1000 hombres entre muertos, prisioneros, heridos y extraviados, y todo su armamento. Su jefe, Ángel Bavía, intentó suicidarse y fue trasladado a un hospital paraguayo donde falleció el 5 de abril de 1934.
Fueron capturados los nuevos códigos bolivianos, importantes mapas e informes sobre la inexistencia de pozos de agua en todo el desierto hasta Carandaitý.
El 28 de marzo de 1934, las fuerzas paraguayas ocuparon Garrapatal y establecieron posiciones defensivas más allá del fortín. El resultado de esta batalla afectó seriamente a la opinión pública boliviana ya que demostraba que el nuevo ejército no estaba aún a la altura de las exigencias de las operaciones.
Lo que el pueblo boliviano desconocía eran las bacanales del coronel Peña y sus subalternos en Carandaitý con mujeres traídas desde Villamontes y que fueran denunciadas por el diputado Roberto Ballivián Yanguas que en la reunión secreta del Congreso del 20 de agosto de 1934. Allí dijo: 

«Acumuladas como fueron todas las provisiones destinadas para la orgía se llevó una banda del ejército para que las amenizara [...] danzaban los jefes y oficiales [de la 9.ª División] desaforadamente con las daifas [...] descuidado de la manera más criminal sus deberes militares».

### Batalla de Cañada Strongest
La nueva línea boliviana tenía una gran debilidad: el espacio abierto entre los dos Cuerpos de ejército que defendían Ballivián. El comando paraguayo decidió penetrar por ella hasta alcanzar el río Pilcomayo y aislar al Primer Cuerpo boliviano que defendía Ballivián. Pero la aviación boliviana descubrió la picada oculta que abrían los paraguayos en el monte y en la que se trabajaba por las noches.

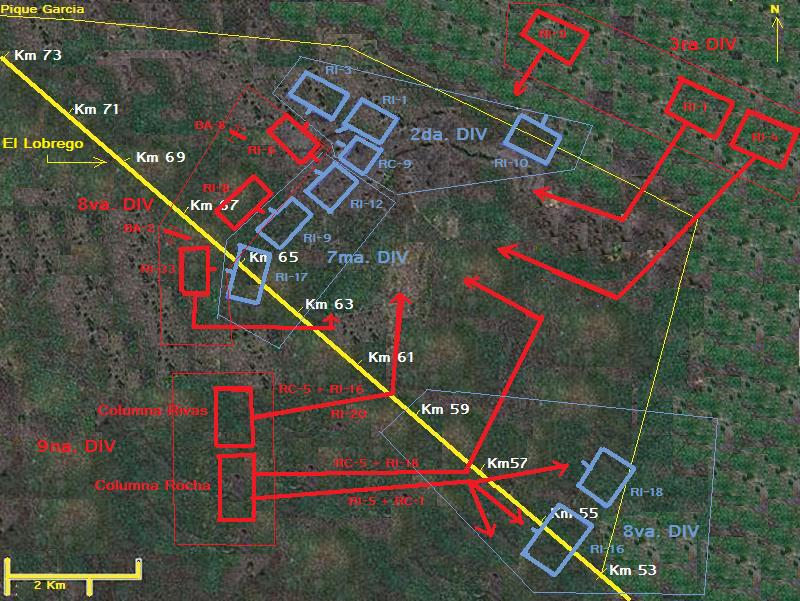
Plan estratégico del Ejército boliviano.
Rojo: fuerzas bolivianas.
Azul: fuerzas paraguayas.

El coronel Ángel Rodríguez, del Estado Mayor boliviano, resolvió dejar que los paraguayos avanzaran hasta cierto límite, para poder encerrarlos mediante una maniobra concéntrica que juntase a sus espaldas a regimientos del Primer y Segundo Cuerpo.
El 10 de mayo de 1934, los 9 regimientos y la artillería que componían el Primer Cuerpo paraguayo avanzaron por el claro existente entre los dos Cuerpos bolivianos sin sospechar que se metían en una trampa. La poderosa 9.ª División boliviana con 14 000 hombres, trasladada secretamente desde el norte, y dividida en dos columnas, cortó el camino El Lóbrego en la retaguardia de los 5500 hombres de la 7.ª y 2.ª División paraguaya y en su avance encerró a un batallón paraguayo de 200 soldados del RI-16 Mariscal López ―al mando del capitán Joel Estigarribia―, que circunstancialmente quedó en el medio de las dos columnas.
Sin ninguna necesidad táctica, los bolivianos se empecinaron en aniquilarlo rodeándolo con un triple cerco perdiendo así el objetivo central de la maniobra y un tiempo valioso por la obstinada resistencia que ofreció esa pequeña unidad paraguaya. Debido a esta demora fracasó también el envolvimiento que debían realizar los regimientos bolivianos Jordán y Loa del Segundo Cuerpo, brazo norte del cerco, que llegaron al límite de su radio de maniobra y al no poder unirse a la 9.ª División, quedaron con su retaguardia y flanco expuestos a las fuerzas enemigas que intentaran escapar.
Pasada la sorpresa inicial y gracias a la demora en cerrar las dos tenazas, los regimientos paraguayos lograron salir por sendas construidas al efecto o aún no controladas, o se abrieron paso a la fuerza. Varios batallones de la 2.ª División paraguaya que se desorientaron en el monte durante la retirada no tuvieron otra opción que rendirse.
El combate tuvo lugar del 18 hasta el 25 de mayo de 1934. El ejército boliviano logró capturar a 67 oficiales y 1389 soldados, más de la mitad de los que capturarían en toda la guerra. Pertenecían a los regimientos Sauce, Capitán Bado, Dos de Mayo y Mariscal López de la 2.ª División que primero dudó en retirarse y al hacerlo se desorientó en el monte con el consiguiente agotamiento del personal. Además de los prisioneros se capturaron armas livianas y diez camiones. Toda la artillería divisionaria paraguaya logró evadir el cerco.

Los prisioneros paraguayos muestran un semblante alegre, casi jovial. Apenas se ve alguna cara triste. Conversan con sus oficiales con toda naturalidad; ríen, parecen satisfechos de su situación, a pesar de que traen las manos amarradas con cuerdas [...] Los prisioneros paraguayos se han caracterizado siempre por su hinchada altivez y ante todo por su fe absoluta en el triunfo de su ejército en esta guerra. [...] «Nosotros somos del Dos de Mayo ―me informa un prisionero, blanco, barbudo, que debe frisar en los 40 años―. Éramos los mejores del ejército, gente escogida».
Ángel Lara, excombatiente y poeta boliviano enLara (1972, p. 58-59)

La batalla de Cañada Strongest no tuvo el resultado esperado por la excelente planificación estratégica del Estado Mayor boliviano: la aniquilación de todo un Cuerpo de Ejército paraguayo. No obstante su resultado parcial tonificó la moral del comando, combatientes y población del país. Por su parte, el comando paraguayo aprendió a no menospreciar la capacidad de su oponente y volvió a ajustar todos los recaudos de seguridad que se habían violado al principio de esta batalla: patrullajes cercanos y lejanos, inteligencia sobre el enemigo (el Estado Mayor paraguayo no sabía que la 9.ª División se había trasladado desde el norte) y la necesidad de la sorpresa para sus acciones ofensivas.

### Estancamiento de las operaciones

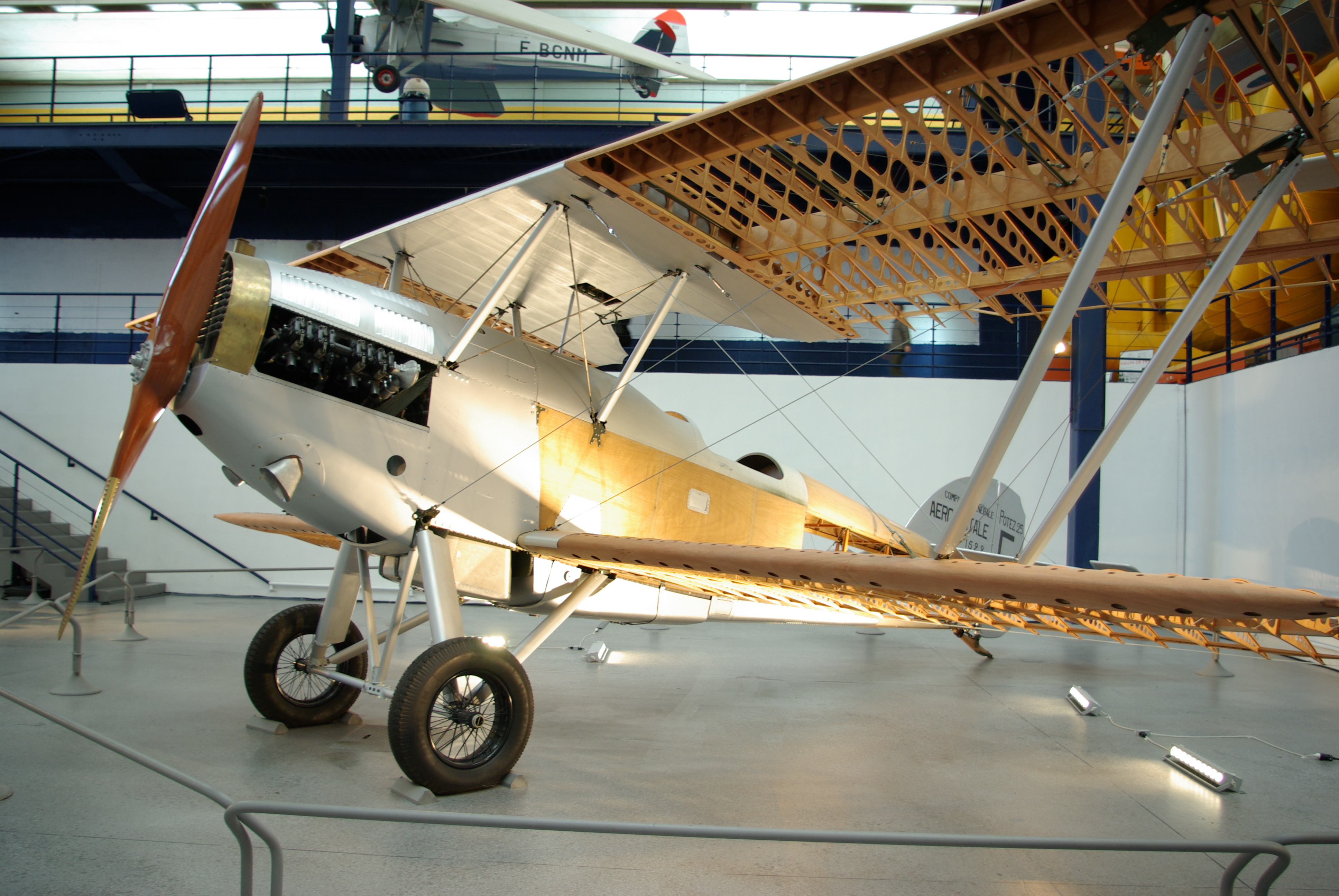
Avión Potez 25.

Pese al traspié en Cañada Strongest, el comando paraguayo insistió en ocupar Ballivián. Desde junio a la primera quincena de agosto de 1934 se sucedieron intensos ataques y contraataques llevando la peor parte las fuerzas bolivianas. El historiador y excombatiente boliviano Hugo René Pol menciona el estado físico y mental en que se encontraban las unidades bolivianas después de meses de combates:

Será menester apuntar que la fatiga y otros factores [...] quebró en más de una vez la moral de nuestras aguerridas unidades, como en los casos de la ruptura de la línea fortificada del denodado regimiento Pérez (R-3) en la madrugada del 18 de junio [en Ballivián]. Se creyó o arguyó que esta ruptura se debía a un descuido [...] Sin embargo [...] el 8 de julio, el regimiento Manchego (R-12), a pesar de las medidas de precaución tomadas la noche anterior, a la primera presión del enemigo dejó sus posiciones [...] dos días después, el desarrollo de una operación tendiente a envolver al enemigo en sus posiciones nos fue malogrado por el desbande del regimiento Colorados (R-41), uno de los mejores del 1er Cuerpo de Ejército.
Oficial boliviano Hugo René Pol,
enPol (1945, p. 91)

Estos comentarios denuncian la afección psicológica que años después se llamó «fatiga de combate», y que por entonces se la confundía equivocadamente con cobardía.

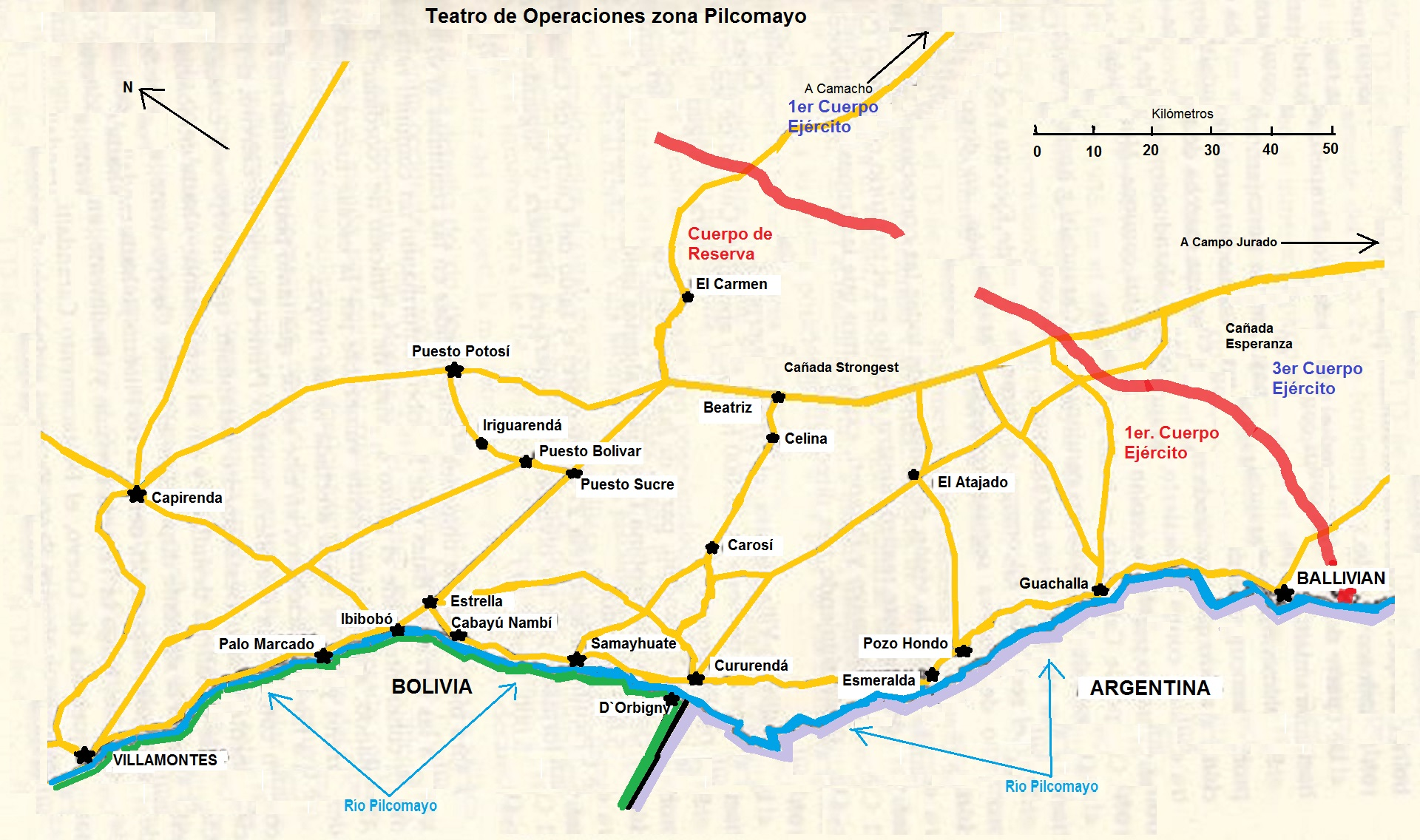
Teatro de Operaciones zona Ballivian-El Carmen.
Rojo: fuerzas bolivianas.
Azul: fuerzas paraguayas.

La guerra llegó a una situación de equilibrio: el ejército boliviano, al no abandonar Ballivián, carecía de la superioridad necesaria para lanzar una ofensiva en otro sector. En ese fortín estaban inmovilizados 18 000 soldados, 20 cañones, 600 ametralladoras pesadas, 200 camiones, 5 millones de proyectiles de fusil y 5000 granadas de cañón y mortero.
El ejército paraguayo tampoco tenía la superioridad necesaria para capturar Ballivián lo que no impidió que realizara un ataque aéreo con 4 aviones Potez 25 el 8 de julio de 1934, que dañó en suelo 5 aviones Curtiss-Wright Osprey bolivianos, camiones, tanques de combustibles de aviación y la pista aérea.
De los tres aviones bolivianos que salieron en persecución de los atacantes uno fue derribado falleciendo el mayor boliviano Nery y su copiloto el teniente Dorado.
Ante esta situación, el presidente Salamanca consideró que existían condiciones para una acción diplomática y que se podían fijar los límites sobre las líneas alcanzadas por ambos ejércitos. Previamente, y para compensar los malos resultados de la guerra, pensó que se podía ocupar una zona en el alto río Paraguay, sin presencia paraguaya, para un futuro puerto hacia el Atlántico. Salamanca suponía que esto no afectaría en nada al Paraguay ni a las negociaciones diplomáticas y para Bolivia justificaría, en el frente interno, la guerra y su resultado. A tal efecto comenzó a formar el Tercer Cuerpo de Ejército, al mando del general Lanza, pese a la oposición del alto mando que consideraba este plan, propuesto por el general Osorio en agosto de 1932, como una distracción de recursos.
Debido a la demora en la ejecución, el 16 de junio de 1934, Salamanca reclamó al general Peñaranda:

Su cifrado 60 me lleva a insistir a ese comando en el proyecto de preparar la campaña en el norte para salir al río Paraguay. […] Nuestra presencia en el río Paraguay sería un golpe mortal para el enemigo y la victoria para nosotros. Juzgo que lo más práctico sería preparar ya una campaña o un golpe de sorpresa sobre Bahía Negra. Como solo la estación seca es aprovechable conviene no perder tiempo.
Cifrado del presidente Salamanca al general Peñaranda, en (Guachalla, 1978, p. 37)

### Avance relámpago hacia Carandaitý
Cuando el general Estigarribia fue informado de que el nuevo Cuerpo de Ejército boliviano tenía como objetivo el alto río Paraguay, lo que podía afectar al puerto Casado desde donde se abastecía todo el ejército paraguayo, ordenó la inmediata exploración aérea de todo ese sector. El 31 de julio avanzó su puesto de mando al fortín Camacho, primer síntoma de que pensaba modificar el teatro principal de operaciones llevándolo a la zona más desértica del Chaco.

Y este es el momento épico de la estrategia del general Estigarribia, pues mediante pacientes fintas y gran serenidad de espíritu se colocaba en el fiel de la balanza para poder ser más fuerte en el sitio y momentos precisos […] para poder contrarrestar […] la nueva iniciativa y la superioridad numérica del contrincante que él había tenido el talento de diluir en el gigantesco escenario de las operaciones.
Vergara Vicuña (1944, p. 686 v. 5)

El 12 de agosto de 1934, el piloto paraguayo Peralta, cuando volvía a su base después de explorar esa zona, fue atacado por un avión boliviano que terminó siendo derribado. El piloto fallecido resultó ser el mayor Pabón, que había destruido un avión paraguayo en diciembre de 1932.
El coronel Franco recibió la misión de ocupar el fortín 27 de Noviembre y aislar logísticamente al fortín Ingavi, punto de partida del futuro avance boliviano hacia el alto río Paraguay. El 13 de agosto de 1934 salió de Garrapatal y dos días después capturó el fortín Picuiba tomando 450 prisioneros y un lote importante de armas al costo de muy pocas bajas y heridos. El día 17 se apoderó del fortín 27 de Noviembre dando por terminada su misión luego de avanzar 120 km en solo cinco días.

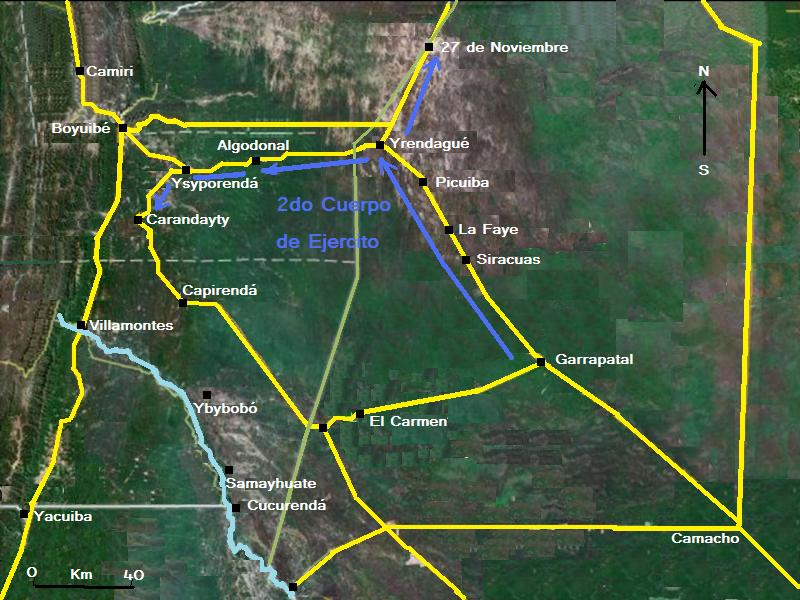
Blitzkrieg 2.º CE paraguayo (17 de agosto al 6 de septiembre de 1934).

Dándose cuenta de que había sorprendido al comando boliviano, Estigarribia permitió que la fuerza motorizada de Franco girara hacia el oeste rumbo a Carandaitý, teniendo ahora como objetivo el río Parapetí y la zona petrolífera boliviana.
A gran velocidad y riesgo, el día 20, el regimiento paraguayo RI-14 Cerro Corá, después de recorrer 100 km desde el fortín 27 de Noviembre, llegó cerca del cruce de Huirapitindí, a 45 km del río Parapetí. Por su parte, más al sur y en forma paralela, la 6.ª División paraguaya avanzó 160 km en 13 días, a través de un desierto con colinas de arena y malezales, dejando en la retaguardia su propia artillería y a fuerzas enemigas en retirada. El 22 de agosto aniquiló en Algodonal a un destacamento boliviano al mando del experimentado teniente Hugo René Pol lo que produjo muchas bajas bolivianas y la captura de un depósito de armas sin usar.

Este récord de un avance célere con acción táctica sucesiva [...] resulta [en el] movimiento de la 6.ª División paraguaya [un] precedente de las divisiones panzer de Guderian especialmente por la escasez de agua en el trayecto.
Militar e historiador boliviano Antezana Villagrán,
enAntezana Villagrán (1982, p. 354 v. 2)

El 27 de agosto de 1934, la 6.ª División paraguaya llegó a 5 km de Carandaitý, a más de 50 km al norte de Villamontes, en la retaguardia de todo el ejército boliviano en el Chaco. En ese punto tuvo que detenerse por el agotamiento de los soldados y problemas logísticos debido a que el agua debía traerse desde Garrapatal, a 250 km de distancia al sureste. La falta de este vital elemento fue una constante preocupación para el coronel Franco que dispuso perforar pozos en distintos puntos.
El alarmado presidente Salamanca viajó con urgencia al Chaco para solucionar este inesperado y vertiginoso avance paraguayo.

### Avance boliviano en el desierto
Después de la urgente reunión en la sede del comando del ejército boliviano en Samayhuate donde estuvieron presentes Salamanca, varios ministros y todos los altos jefes del ejército (Peñaranda, Toro, Sanjinéz, Bilbao y Rivera) en la cual algunos propusieron «tramitar la paz en cualquier condición» e incluso la capitulación, se acordó conformar el llamado Cuerpo de Caballería, integrado por los mejores regimientos bolivianos, cuyo comando, por razones políticas, se entregó al coronel David Toro.
Frente a esta nueva situación, el general Estigarribia cambió la misión estratégica del coronel Franco. Ahora este debía retirarse lentamente para ir alejando progresivamente a esta poderosa fuerza boliviana de las operaciones que se estaban planeando en Cañada El Carmen, zona central del dispositivo boliviano. Así David Toro se enfrentó al oficial más hábil e impredecible del ejército paraguayo, Rafael Franco, el mismo que, por propia iniciativa, había cerrado sorpresivamente la ruta de escape de dos divisiones bolivianas en Campo Vía.
La distribución estratégica del ejército boliviano en el Chaco, cuyo masa principal seguía estando en el fortín Ballivián, se modificó lentamente por el traslado de fuerzas hacia el noreste para formar el Cuerpo de Caballería de Toro y el nuevo Cuerpo de Ejército al mando del coronel Bilbao Rioja en la zona del Parapetí:

Era [un] conjunto [de] 20 000 hombres de magnífica tropa y dotada de gran potencia de fuego: vale añadir, la flor y nata del ejército.
Vergara Vicuña (1944, p. 19 v. 6)

Se comenzó a cumplir así lo que había planeado Estigarribia con la maniobra de Franco hacia Carandaitý: que la zona central (Cañada El Carmen) se debilitara posibilitándo la fractura en dos del ejército boliviano y el aislamiento de las fuerzas ubicadas en el fortín Ballivián, en el extremo sur.
Desde principios de septiembre de 1934, el Cuerpo de Caballería comenzó la persecución de las dos divisiones del Segundo Cuerpo paraguayo. Según el coronel Toro, una vez destruida esa unidad, se estaría «en situación de copar el grueso del ejército paraguayo que operaba contra Ballivián-Villamontes al oeste, aislarlo de sus principales bases y obligarlo, por lo menos, a una desordenada retirada hacia el sudeste».
Sin embargo, el avance boliviano por el desierto, en pleno verano, contra un enemigo que, según el plan de Estigarribia, se debía dejar «mordisquear» y huir, iba estirando su línea de aprovisionamiento, debilitaba su seguridad e iba agotando física y moralmente a los soldados. Desde el lado paraguayo, los oficiales eran conscientes de que sus soldados eran excelentes en la ofensiva pero que no se adaptaban tan fácilmente a las maniobras de permanente retirada.

#### Cerco en Puesto Burro
A principios de septiembre de 1934, el coronel Toro dispuso la ejecución, a través de órdenes muy detalladas, de un amplio cerco lineal de 50 km de radio, en una zona de montes muy densos y difíciles de atravesar. Los dos brazos debían unirse en Puesto Burro, en la retaguardia de la 6.ª División paraguaya, al mando del teniente coronel Paulino Antola. Esta maniobra adoleció de diversas deficiencias tácticas: la amplitud del cerco; la desigual dosificación de las fuerzas envolventes donde el brazo norte, que era el más fuerte, debía recorrer la mayor distancia; y la apreciación despectiva que tenía el coronel Toro sobre la capacidad física y de maniobra que tenían las escasas fuerzas paraguayas.

El 5 de septiembre, Toro ordenó a sus hombres que cercaran a la 6.ª División, lo que se hizo recién el día 8. [...] Sin ningún rastro de modestia en su personalidad, el día 9, Toro anunció que su victoria le hacía recordar el triunfo del ejército alemán en Tannenberg, en la Primera Guerra Mundial. Pero precisamente ese día, mientras se autofelicitaba por el triunfo, los paraguayos de la 6.ª División arruinaron la celebración escapando silenciosamente por una brecha.
De la Pedraja Tomán (2006, p. 371-374)

La aviación boliviana lanzó panfletos instando a los paraguayos a rendirse cuando estos ya se habían escurrido del cerco. Toro acusó a la aviación por la falta de cooperación y su poca capacidad para detectar, desde el aire, el movimiento y la ubicación del enemigo.
El día 10, el mayor Ichazo informó al coronel Ángel Rodríguez, del Estado Mayor General, que el cerco había fracasado. Este aprovechó para advertirle que las fuerzas bolivianas, teniendo en cuenta los problemas logísticos que planteaba el desierto, no deberían ir más allá de Algodonal y solo con pequeñas fuerzas mientras que el grueso debería concentrarse en Santa Fe, sobre el río Parapetí, y desde allí emprender una acción ofensiva contra el fortín 27 de Noviembre. Toro rechazó de mala manera estas sugerencias porque lo dejaban en un papel secundario:

Pensamos con Ichazo que sus medidas para futuras operaciones son prematuras. No encontramos explicación enorme acumulación fuerzas en el norte, ya que con las que tengo, reforzadas tal vez con [el regimiento] Ingavi, podemos tomar La Faye, operación rápida pues efectivo total enemigo [que] opera [en] este sector es solo 2461 hombres.
Mensaje del coronel Toro al coronel Rodríguez,
en (Tabera, 1979, p. 246)

Los siguientes tres meses de combates para llegar a La Faye mostraron la certera visión estratégica del coronel Rodríguez de no caer en la trampa diseñada por Estigarribia que ni Peñaranda ni Toro tuvieron en cuenta.
El presidente Salamanca, el 17 de septiembre de 1934, hizo un resumen crítico de todas estas acciones:

Con angustia veo que el enemigo nos empuja rápidamente y que luego nos detiene donde quiere. De un golpe nos lleva a Carandaitý y ahora nos ataja en Algodonal y 27 de Noviembre. Lo peor es que nos cierra el paso [al fortín] Ingavi, desbaratando los proyectos tardíamente acogidos por ese comando.
Mensaje del presidente Salamanca al general Peñaranda,
en (Querejazu Calvo, 1981, p. 336)

#### Cerco en Algodonal-La Rosa
El 22 de septiembre nuevamente Toro rodeó a la 6.ª División paraguaya en Algodonal, maniobra que consideró como «la operación mejor ejecutada» de toda la campaña.
Este rodeo lineal también fue imperfecto porque:
a) El ala sur, por donde era de esperar que el enemigo intentara escapar, era el más débil. 
b) No existió coordinación en tiempo y lugar entre ambas alas. 
c) No se fijó un punto de encuentro de las mismas.
El coronel Franco dispuso, como método de seguridad, rodear exteriormente sus fuerzas con gran cantidad de retenes compuestos por 3 o 4 hombres diseminados en el desierto, unidos por picadas de enlace que eran recorridas por un soldado 2 o 3 veces por día. Esta tenue y sensible telaraña le permitía descubrir con anticipación el movimiento del enemigo sin que este se diera cuenta de que había sido detectado.
El teniente coronel paraguayo Paulino Antola, antes de que las fuerzas bolivianas consoliden sus posiciones, concentró todas sus fuerzas en un punto. El regimiento paraguayo RC-1 Valois Rivarola rompió las líneas del RC-3 Chuquisaca y abrió el cerco a toda la División hacia La Rosa de donde también logró zafarse sin problemas. El ejército boliviano realizó estas maniobras de envolvimiento y búsqueda con mucho sacrificio y bajas.

La segunda reunión fue al día siguiente con la presencia de Salamanca, Peñaranda, Tejada Sorzano y Rivera. Como si las relaciones entre Salamanca y los mandos militares necesitaran ser peores, Salamanca tenía en las manos una carta de Toro en la que reclamaba que su «victoria» de Algodonal no había tenido suficiente cobertura en la prensa. Toro manifestaba que 7000 bolivianos habían vencido a 8000 paraguayos que, sin poder escapar a través de ninguna brecha, se vieron obligados a un ataque masivo para salir del cerco por arriba de los cuerpos de los defensores bolivianos. Toro parecía pasar por alto que pese a las dificultades del enemigo para escapar esto no lo transformaba en una victoria. Incluso duplicaba el tamaño de las fuerzas paraguayas encerradas y subestimaba las propias fuerzas.
Bruce W. Farcau, historiador estadounidense,
enFarcau (1996, p. 188)

El coronel Franco preparó la defensa de Yrendagüé y para su sorpresa Toro detuvo su avance para concentrar mayor cantidad de unidades.
Para prever un ataque desde la zona de Ravelo, al norte, Estigarribia ordenó la captura del fortín Ingavi. Franco envió un batallón de 150 hombres apoyados por 5 camiones que estaban estacionados en la laguna Pitiantuta desde julio de 1932. Esa unidad, luego de una marcha de 220 km a través de un monte impenetrable, capturó el fortín el 5 de octubre de 1934.
- Cerco en Yrendagüé

El 9 de noviembre, el coronel Toro, con tres divisiones más dos regimientos que logró sacarle al Segundo Cuerpo, volvió a cercar en Yrendagüé a la 6.ª División y a la DRG (División de Reserva General). Toro esperaba lograr una gran victoria que lo llevaría políticamente a la presidencia de Bolivia. Invitó a los generales Peñaranda y Rivera y los ministros Alvéstegui y Sanjinez a su puesto de mando para presenciar el curso de la batalla.
Una vez más el lento aferramiento boliviano permitió que las fuerzas paraguayas tuvieran plena libertad para reagruparse. El 11 de noviembre de 1934, el coronel Franco concentró todas sus fuerzas sobre el Regimiento boliviano Cochabamba, rompió el cerco y se retiró hacia Picuiba. El historiador boliviano Luis F. Guachalla definió como «torista» a estas maniobras del coronel Toro, que se caracterizaron por ser:

Rodeos lineales con reducido radio y con una fuerza equivalente en ambas alas de maniobra, la cual anulaba en la práctica la eficacia de un centro de gravedad (...). El Comando paraguayo, conocedor de esta modalidad estereotipada, disponía siempre, con acierto y oportunidad, lo que procedía hacer para burlar estos ganchos destinados a cerrarse detrás de sus efectivos, vale decir: escurría sus tropas por el espacio todavía abierto, o rompía la línea cercadora necesariamente débil, o accionaba enérgicamente contra una de las dos alas del rodeo impidiendo o retrasando el cumplimiento de su cometido.
Luis F. Guachalla, historiador boliviano,
enGuachalla (1978, p. 202)

Toro atribuyó el fracaso al coronel Ayoroa e indirectamente a su eterno rival, el coronel Bilbao Rioja, por no haberlo ayudado con sus fuerzas. Se burló además de la captura del fortín 27 de Noviembre realizada por este último:

No faltó la nota teatral en esta memorable jornada. Las fuerzas del Segundo Cuerpo que avanzaron sobre el fortín 27 de Noviembre, anunciaron por orden del comando [Bilbao Rioja] que habían cercado a un regimiento enemigo. El parte dirigido a los ministros Alvéstegui y Sanjinés fue prontamente rectificado. Se trataba solo de un batallón enemigo, resultando luego que no había ni una sombra dentro del cerco, acabando los cercadores por hacerse fuego entre ellos.
Coronel David Toro,
en (Querejazu Calvo, 1981, p. 345)

A fines de noviembre las fuerzas paraguayas tuvieron que abandonar el fortín Picuíba a donde habían retrocedido. Así, lo que el coronel Franco logró en 16 días (de Picuíba a Carandaitý), el coronel Toro lo revirtió en agotadores y costosos tres meses de lucha (septiembre a fines de noviembre de 1934). Años después de terminada la guerra, el coronel Toro escribió en su libro que «esas acciones constituyeron las páginas más brillantes de nuestra historia».
En 1944, el coronel Ángel Rodríguez criticó estos comentarios de Toro diciendo que si él se había adjudicado como una «victoria» la retirada de Conchitas con más razón los paraguayos debían adjudicarse como victorias las retiradas de Carandaitý, Algodonal, La Rosa, etc., donde además de burlar las tenazas se llevaron prisioneros y armamentos bolivianos.

### Batalla de El Carmen

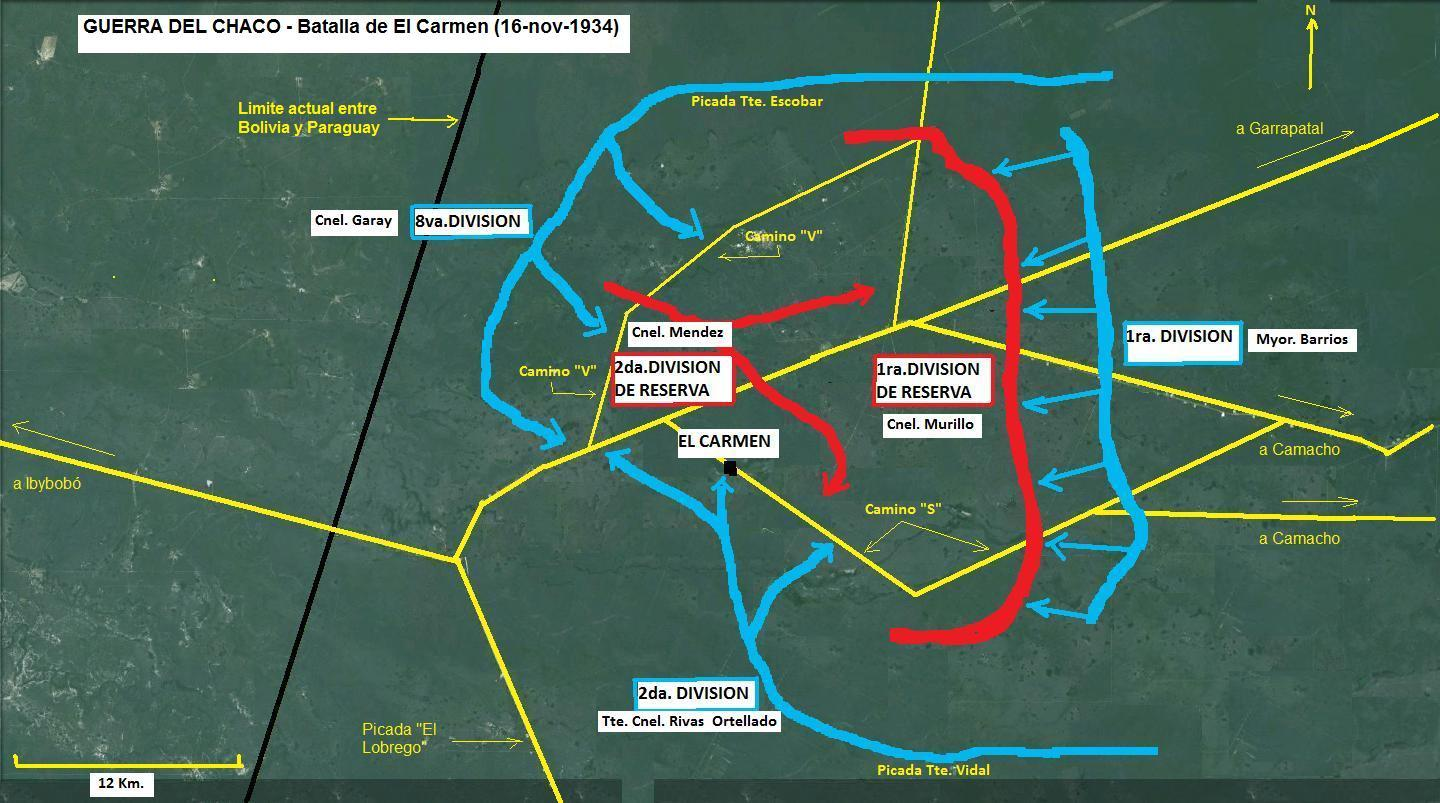
Batalla El Carmen. Situación al 16 de noviembre de 1934.
Rojo: fuerzas bolivianas.
Azul: fuerzas paraguayas.

El presidente Salamanca, como si intuyera lo que iba a suceder, intentó hacer algunos cambios en el comando del ejército boliviano. Pidió que, en el cargo de jefe de Estado Mayor, el coronel Bilbao Rioja reemplazara al coronel Rivera. Peñaranda y Toro se opusieron, el primero porque prefería que su pariente siguiera en ese cargo y el segundo porque temía que Bilbao Rioja lo opacara totalmente.
Poco después Salamanca acordó con Peñaranda que el teniente coronel Moscoso reemplazaría al coronel Ángel Rodríguez en el cargo de jefe de operaciones militares pero Moscoso terminó haciéndose cargo del Cuerpo de Reserva cuyas dos divisiones, bien equipadas y con 10 000 hombres operaban en la zona de El Carmen.
El 10 de noviembre, mientras el coronel Toro intentaba cercar a las fuerzas del coronel Franco en Yrendagüé, el general Estigarribia inició la maniobra militar mejor ejecutada en todo el conflicto chaqueño.
Tres divisiones paraguayas avanzaron sorpresivamente sobre la 1.ª División de Reserva boliviana al mando del coronel Zacarías Murillo ubicada delante de Cañada El Carmen, en el sector central, el más débil de la línea boliviana. La 1.ª División paraguaya la atacó frontalmente para fijarla a su posición mientras la 8.ª y la 2.ª División se infiltraron por sus flancos norte y sur utilizando picadas previamente relevadas a través de patrullajes lejanos.
Pese a la detección de patrullas enemigas en su flanco norte y a la emboscada paraguaya en la que murió el mayor boliviano Celso Camacho del Estado Mayor y que tenía en su poder importante documentación, Murillo no hizo ningún cambio ni intentó retirarse pues hubiera dejado aislados a los 18 000 hombres del Primer Cuerpo de Ejército boliviano que defendían el fortín Ballivian al sur de El Carmen.

El 11 de noviembre fui invitado a celebrar copiosamente [sic] el cumpleaños del coronel Murillo con la acostumbrada serenata de la víspera en la que aparte de la música se hizo nutrido fuego con toda clase de armas que disponía la división. Edmundo Ariñez Zapata, médico cirujano del RC-20 boliviano. (Ariñez Zapata, 1996)

Dos días después, el 13 de noviembre de 1934, fuerzas de la 2.ª División paraguaya aparecieron sorpresivamente en el fortín El Carmen apoderándose del parque de municiones de la División y casi capturaron al coronel Murillo en su propio puesto de mando. El 16 de noviembre, toda su división quedó cercada cuando la 8.ª División, al mando del coronel Garay, y la 2.ª División, al mando del teniente coronel Rivas Ortellado, se unieron en su retaguardia. También ingresó a la trampa otra división boliviana, la 2.ª División de Reserva al mando del coronel boliviano Walter Méndez que acudió en socorro de la primera sin conocer la magnitud ni la intención del enemigo.
Al igual que en el cerco de Campo Vía, un año antes, el 16 de noviembre de 1934, las dos divisiones del Cuerpo de Reserva boliviano al mando del coronel Óscar Moscoso, con más de 7000 hombres, acosados por la presión enemiga, el calor y la sed, mezclados y apretujados, ya sin disciplina alguna, comenzaron a rendirse. Se capturó un parque importante de armamentos y equipos porque estas divisiones se estaban preparando para atacar por el oeste a las fuerzas del coronel Rafael Franco en la zona de Picuiba.

El teatro del cerco [...] no podía ser más desolado y triste. Bosques en formación, con arbustos raquíticos [...] con hojas chicas y espinosas [...]. En este panorama triste y hostil estaban agrupados los cercados. Reinaba la desesperación. Todos tenían el semblante desencajado, la mirada ausente, las pupilas dilatadas, los ojos hundidos, los labios resecos y agrietados, la gran mayoría sufría de alucinaciones. Algunos se desnudaban, cavaban con las manos hoyos profundos donde penetraban, otros gateaban yendo de un lugar al otro [...]. Informe del director general de la Sanidad Paraguaya. (Querejazu Calvo, 1981, p. 379)

El ejército paraguayo tuvo que proveer de agua y alimentos, en forma perentoria, a esa gran cantidad de prisioneros que duplicaba su capacidad logística.

Muchos prisioneros bolivianos estaban tan debilitados que por el zarandeo de los camiones que los llevaban a nuestra retaguardia perdían el equilibrio y caían al camino, donde nadie los recogía. Así se llenó la ruta de un tendal de cadáveres, algunos muertos por la sed, otros atropellados por los camiones que, debido a la oscuridad o la polvareda, no los podían esquivar. General Estigarribia. (Estigarribia, 1950, p. 323-326)

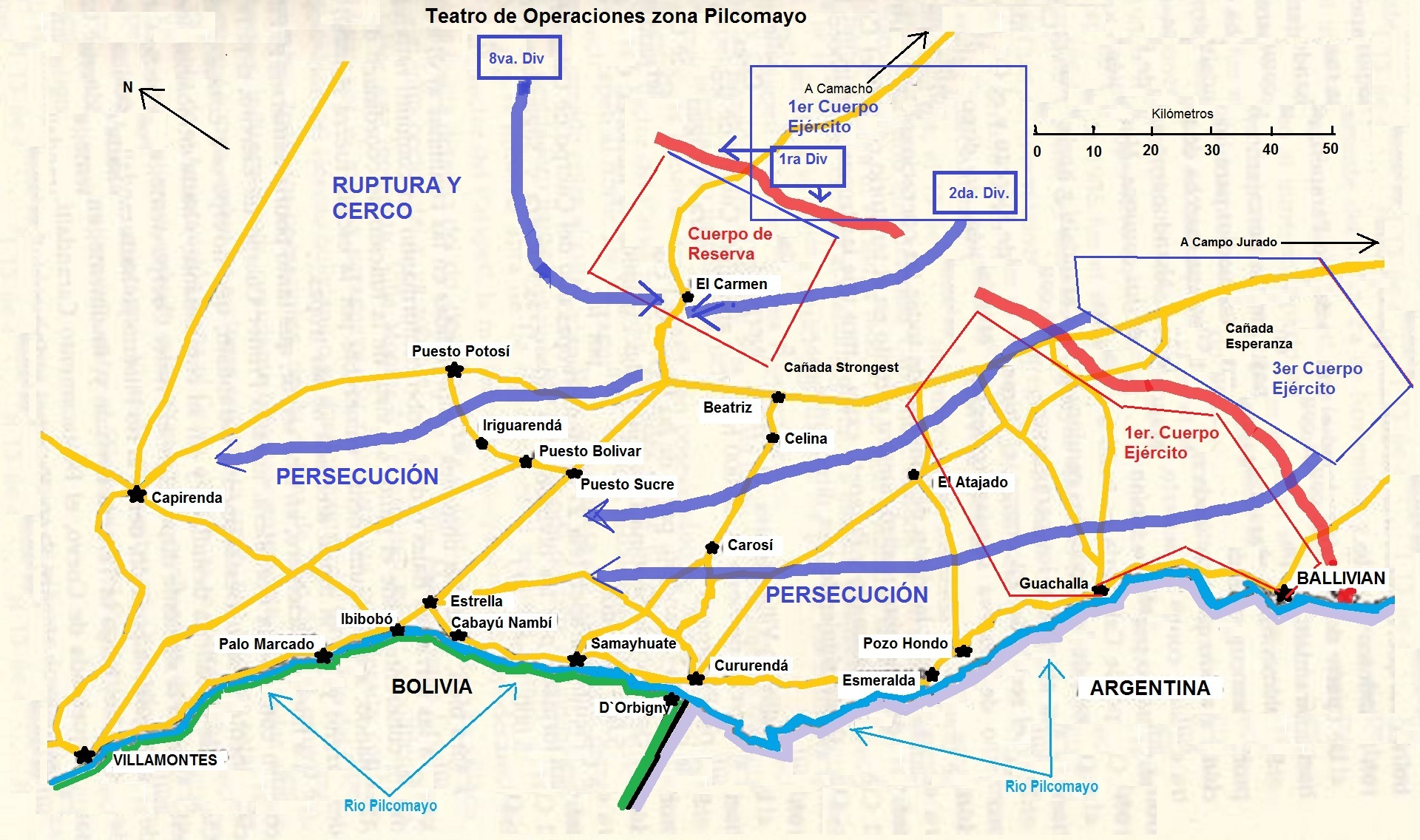
Plan estratégico del general Estigarribia: cerco y persecución.
Rojo: fuerzas bolivianas.
Azul: fuerzas paraguayas.

Como consecuencia de esta ruptura en dos del ejército boliviano, el general Peñaranda ordenó el inmediato abandono del fortín Ballivián al sur y la rápida retirada hacia Villamontes antes que otros 18 000 hombres pudieran quedar aislados por el enemigo. Cayó así, sin combatir, el poderoso fortín Ballivián, que era todo un símbolo de la presencia de Bolivia en el Chaco. Esta retirada fue considerada como la mejor maniobra realizada por el ejército boliviano durante la guerra siendo favorecida por la debilidad, problemas logísticos y el desconocimiento del terreno que acuciaban al ejército paraguayo.
El 5 de diciembre, las instalaciones de Samayhuate, sede del comando de Peñaranda desde antes de la batalla de Strongest, después de ser abandonadas por soldados, personal hospitalario y civiles, fueron demolidas e incendiadas.
Al pasar por allí, los desmoralizados y sedientos soldados bolivianos que se retiraban desde Ballivián pudieron observar un montículo de casi 300 metros de largo de botellas de cerveza vacías, consumidas por los oficiales del alto mando boliviano durante su permanencia en el lugar. Esto confirmó que era cierto el abuso en el consumo de alcohol que había denunciado Salamanca a Peñaranda en septiembre de 1934 y el nombre de «alto tomando» con llamaban los soldados al alto mando boliviano.
En un telegrama, del 17 de noviembre, dirigido al presidente Salamanca, el general Peñaranda intentó justificar la derrota de El Carmen:

Conclusión, falla material hombre que el enemigo posee en primera calidad. No tenemos oficiales ni clases suficientes [nuestra fuerza] es un cuerpo sin alma […]. El adversario, además de contar con iniciativa, […] tiene en abundancia oficiales y clases […] que reúnen sus tropas y guían sus hombres. Estos hechos […] que fueron explicados a V. E. verbalmente, se han confirmado en últimas acciones. General Peñaranda. (Arze Quiroga, 1974, p. 225 v. 4)

El presidente Salamanca comentó:

Sobrevino la derrota del Carmen, que en mi concepto era responsabilidad inexcusable del comando. El más grosero descuido o, poco más o menos, a sabiendas del peligro, ocasionó este funesto desastre. Imaginé que el comando estaría humillado y que era ocasión de renovarlo para salvar a Bolivia. Presidente Salamanca. (Arze Quiroga, 1974, p. 19 v. 4)

En su larga lucha contra lo que consideraba como una ineptitud crónica de los comandantes bolivianos, el presidente Salamanca comenzó a buscar un reemplazante de Peñaranda, convencido cada vez más de que este carecía de los conocimientos y el carácter para dirigir al ejército boliviano.

### «Corralito de Villamontes»
Con las fuerzas enemigas acercándose a Villamontes, el presidente Salamanca decidió viajar en persona a esa localidad para destituir al general Peñaranda y reemplazarlo por el general José L. Lanza. La relación de Salamanca con Peñaranda fue siempre áspera, lindante casi con la insubordinación. En un radiograma a Peñaranda, luego de la derrota de El Carmen y de la retirada de Ballivián, Salamanca le manifestó:

Hago saber a ustedes que el pueblo ya no tiene confianza en la pericia del comando. Presidente Salamanca al general Peñaranda. (Querejazu Calvo, 1981, p. 363)

La respuesta de Peñaranda no fue menos violenta:

Aquí en la línea se piensa lo mismo de su Gobierno y no por ello nos alarmamos. General Peñaranda al presidente Salamanca. (Querejazu Calvo, 1981, p. 363)

Fue un error de Salamanca abandonar La Paz y mucho más sin la custodia adecuada. El 27 de noviembre de 1934, sectores politizados de las fuerzas bolivianas leales al general Peñaranda y al coronel Toro, se resistieron a la orden presidencial.

Tropas al mando del mayor Germán Bush cercaron el chalet de la casa Staudt donde se había alojado el presidente Salamanca. En medio del mayor aparato de fuerza se apresó al presidente y capitán general del Ejército [...] quien no tenía siquiera una pequeña escolta. (Urioste, 1940, p. 137)

De todas las revoluciones o golpes de Estado en Bolivia, esta fue una de las más grotescas. Se extrajeron tropas de las trincheras y en plena zona de operaciones, a doce km del enemigo, los principales jefes hicieron apuntar cañones a la residencia donde se alojaba el envejecido jefe del Gobierno, la rodearon de soldados armados con fusiles y ametralladoras, y con actitudes valentonas, incitadas en algunos de ellos por el alcohol libado durante la noche de vigilia, aprisionaron a su víctima y más tarde le exigieron su renuncia. Salamanca firmó el documento casi gozoso de que los militares, a quienes nunca había estimado y a quienes culpaba de los desastres de la guerra, quitasen de sus espaldas una cruz que se le había hecho demasiado pesada y se condenasen a sí mismos ante el juicio de la historia, con un acto que por el lugar y las circunstancias en que se producía tenía las características de una traición a la Patria. Historiador boliviano Querejazu Calvo. (Querejazu Calvo, 1977, p. 185)

Luego los insurrectos acordaron con el vicepresidente Tejada Sorzano para que asumiera la primera magistratura. Fue el mejor cerco que lograron realizar los comandantes bolivianos en toda la guerra y Salamanca no se privó de decírselos.
Daniel Salamanca retornó por vía aérea a Cochabamba. Once días después hubiera tenido que soportar el desastre de Yrendagüé. Se liberó así de la responsabilidad pero no del temor que acrecentaba su enfermedad desde un año atrás: la de que Bolivia tuviera que firmar la paz en condiciones de inferioridad, con el ejército paraguayo pisando territorio históricamente boliviano por culpa de los errores de los comandantes insurrectos. Ahora esa tarea era responsabilidad de Tejada Sorzano, de Elio y sus correligionarios liberales, o del ejército que iniciaba de nuevo su marcha para apoderarse del Gobierno de Bolivia.

### Maniobra de Yrendagüé

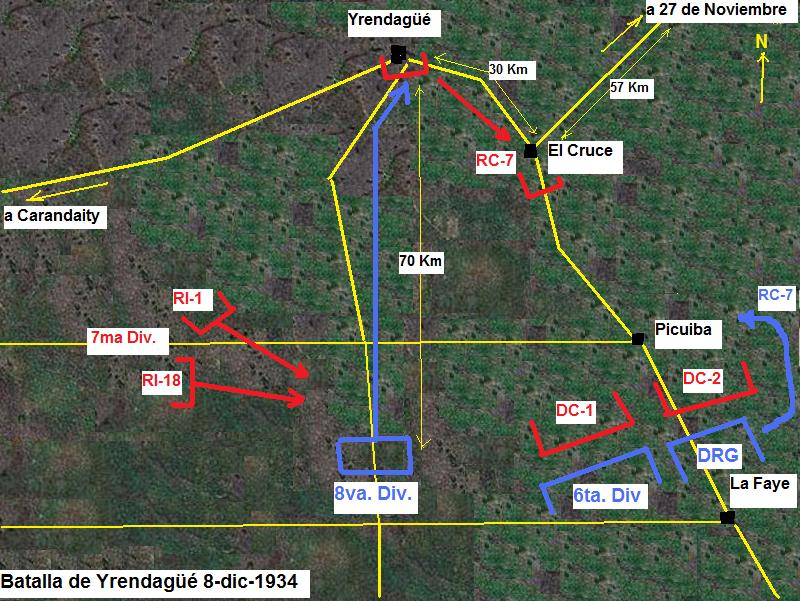
Batalla de Yrendagüé. Situación al 8 de diciembre de 1934.
Rojo: fuerzas bolivianas.
Azul: fuerzas paraguayas.

Pese a la derrota boliviana en El Carmen (16 de noviembre de 1934) y la creciente sospecha de muchos oficiales bolivianos sobre las inexplicables retiradas del Segundo Cuerpo paraguayo desde posiciones favorables, el coronel Toro, después de ocupar Picuiba, siguió avanzando para desalojarlo de La Faye:

[…] las tropas del Cuerpo de Caballería, […] agotadas en su estúpido avance hacia el desierto de Picuiba, donde era sobradamente conocido por todos, llegaron piel y huesos, fueron obligadas a trabajar día y noche en los forzados servicios de exploración y seguridad en el caprichoso y disparatado dispositivo «ofensivo-defensivo» ideado por Toro. Teniente coronel boliviano Félix Tabera. (Tabera, 1979, p. 408)

Luego de equiparla a nuevo con las armas capturadas a los bolivianos en El Carmen y un breve descanso dado a los soldados, el general Estigarribia devolvió la 8.ª División al Segundo Cuerpo paraguayo por lo que a principio de diciembre de 1934 este tenía 5500 hombres. Aun así su situación era difícil.
Antes que Toro concentrara más de 12 000 hombres sobre La Faye, el coronel Franco, fiel a su estilo de conducción, planeó la maniobra más audaz y sorpresiva de la guerra por lo casi imposible de su realización. La recién llegada 8.ª División debía infiltrarse entre dos divisiones bolivianas con rumbo a los pozos de agua del fortín Yrendagüé. Para ello debía recorrer 70 km de desierto, en pleno verano, con más de 45 grados de calor a la sombra, atravesar los montes sin abrir una picada para no ser detectada por las patrullas y la aviación enemiga y tomar el fortín para dejar sin agua a todo el Cuerpo de Caballería boliviano desplegado en el desierto, entre Picuiba y La Faye.
La 8.ª División paraguaya, al mando del coronel Eugenio A. Garay, inició la marcha el 5 de diciembre de 1934 y con gran esfuerzo y con sus hombres al borde de la deshidratación llegó a Yrendagüé tres días después, tomó el fortín y los pozos, cortando así el suministro de agua y las comunicaciones enemigas.
El sorprendido coronel Toro, su jefe de Estado mayor y los comandantes de las dos divisiones quedaron aislados en la placentera Carandaitý a 160 km de distancia de sus fuerzas que combatían en el desierto frente a La Faye. El teniente coronel Félix Tabera, circunstancialmente a cargo de esas unidades, ordenó la inmediata retirada hacia el fortín 27 de Noviembre asumiendo la responsabilidad de esa decisión y en contra de las órdenes que sin conexión con la realidad enviaba Toro por avión desde Carandaitý. Sin agua, las fuerzas bolivianas comenzaron a desintegrarse. Muchos soldados salvaron sus vidas entregándose. El 9 y 10 de diciembre, miles de soldados bolivianos, que habían abandonado armas y equipos, murieron de sed o se suicidaron desperdigados por el desierto.
Fue una de las batallas más crueles de la guerra y produjo una profunda impresión en el pueblo boliviano cuando conoció el padecimiento sufrido por los soldados. El coronel boliviano Díaz Arguedas evaluó en varios miles los muertos por falta de agua, en 3000 los prisioneros, y la pérdida de gran cantidad de armas abandonadas en el desierto: 60 morteros Stokes Brandt, 79 ametralladoras pesadas, 498 livianas, 590 pistolas-ametralladoras, 11 200 fusiles y 200 camiones que fueron a parar al ejército paraguayo. En los depósitos de Yrendagüé los soldados paraguayos lograron rescatar de las llamas cajas con botellas de champagne, vinos finos del Rhin y una enorme cantidad de botellas de cerveza.
Significativamente, entre los 3000 prisioneros capturados no figuró ningún oficial boliviano debido a que estos habían abandonado a sus tropas en el desierto.
Toro ―que por ese tiempo gustaba hacerse llamar el «Mussolini boliviano»― acusó a sus subordinados.

Uno no debe tener finalmente ninguna consideración con la fatiga de los soldados a quienes es de vital importancia exigir el máximo esfuerzo. Uno o dos días de sacrificio…pueden ser suficientes para lograr el total aniquilamiento del enemigo que nos ha dado más de un ejemplo sobre este tema, mostrando que es posible vivir incluso meses careciendo de la mayoría de recursos (...) Le exijo mayor decisión y energía en el comando. Mensaje de Toro a Tabera. (Farcau, 1996, p. 215)

El coronel Ángel Rodríguez justificó corporativamente el desastre atribuyéndolo a la falta de oficiales, a la «mala suerte» y al «optimismo» de Toro.
Ante la falta de un castigo ejemplar por parte de Peñaranda, oficiales de la 8.ª División boliviana intentaron hacer justicia por mano propia, eligieron por sorteo al teniente Gualberto Villarroel para que liquidara al coronel Toro por ser el principal responsable del desastre de Picuiba, intento que no pudo llevarse a cabo.
El historiador estadounidense Bruce W. Farcau equiparó la conducción del coronel Franco con la del general estadounidense George Patton en la Segunda Guerra Mundial: «La movilidad depende más de la personalidad del comandante y su estado mental que de la velocidad de los vehículos que puedan tener a su disposición».

### Batalla de Ybibobó
Después de la derrota en El Carmen y el abandono de Ballivián, el Primer Cuerpo boliviano (Divisiones 4.ª y 9.ª ) al mando del coronel Enrique Frías, estableció una nueva línea defensiva en Ybibobó, a 70 km al noroeste de El Carmen, donde comienzan las primeras estribaciones andinas. Los 2500 hombres de la 9.ª División (al mando del coronel Jenaro Blacutt), protegían un frente de 18 km.
Pese a que la aviación boliviana descubrió partes de una picada que construían los paraguayos hacia ese lugar, el comando boliviano desestimó toda posibilidad de ataque en ese sector. El 28 de diciembre de 1934, aprovechando una tormenta, una división paraguaya al mando del mayor Alfredo Ramos se infiltró entre la 9.ª y 8.ª División boliviana y cortó el camino de retirada de la 9.ª División.

Una noche de lluvia, mientras nuestras tropas, a causa de la fatiga ocasionada por el repliegue, descansaban y dormían tapadas con sus carpas, el enemigo pasa por nuestras líneas sin disparar un solo tiro, cerrando a los regimientos Sucre y Aroma, [...] Los comandos no pueden hacer nada si la tropa no duerme [...] y si existe falta de oficiales que deben vigilar a la tropa. Militar e historiador boliviano Lechín Suárez. (Lechín Suárez, 1988, p. 395)

Todas las líneas de mando colapsaron produciéndose una gran confusión. La artillería divisionaria abandonó sus posiciones al iniciarse el ataque, muchos soldados huyeron hacia el río Pilcomayo, otros rompieron el cerco por iniciativa propia y el resto se rindió. En los primeros días de enero, 1200 soldados bolivianos fueron hechos prisioneros y unos 200 se ahogaron en el cruce del Pilcomayo. La 9.ª División se desintegró, pero se salvaron los coroneles Frías y Blacutt y otros oficiales.
Ybybobó era uno de los tres pasos para acceder a las primeras serranías andinas y un importante punto estratégico para atacar Villamontes desde el sureste.

## Creación del tercer ejército boliviano y batallas finales

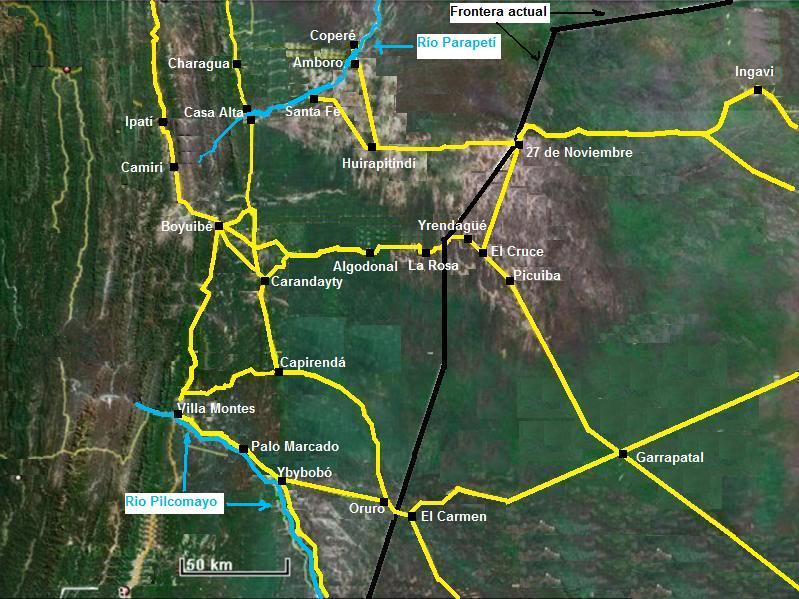
Teatro de operaciones desde enero a junio de 1935.

### Batalla de Villamontes

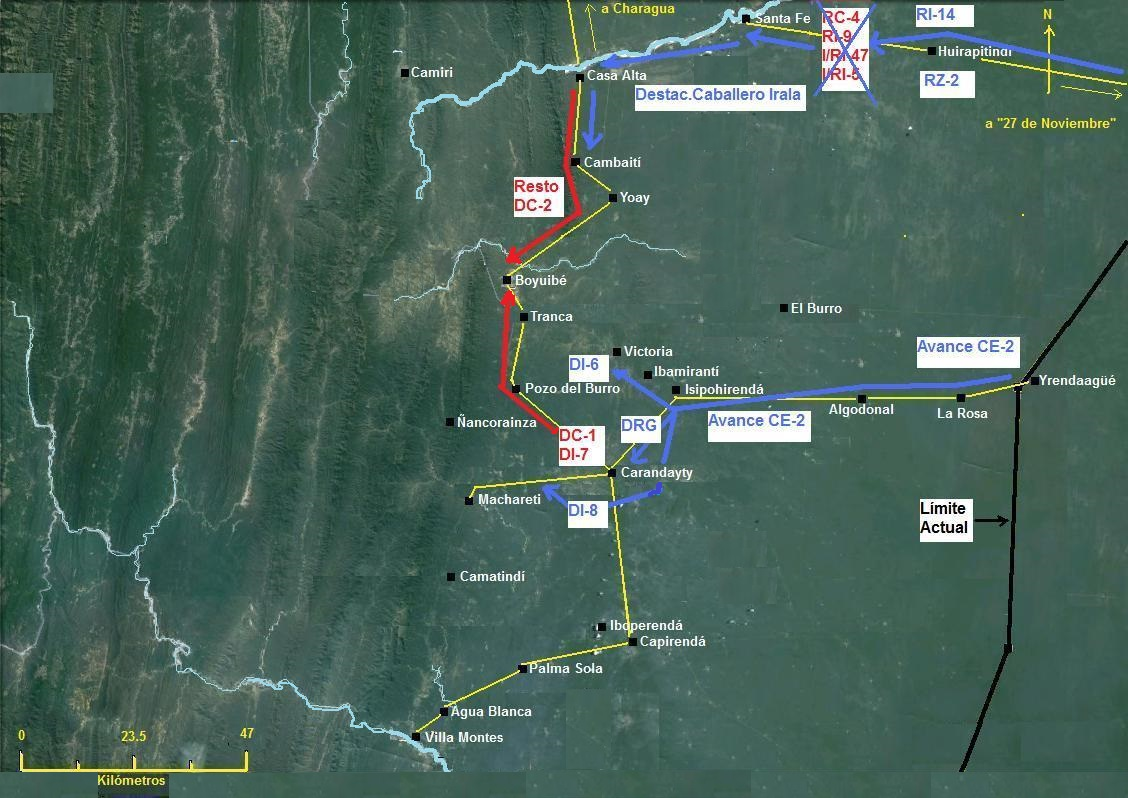
Avance directo e indirecto del CE-2 paraguayo hacia Carandaitý y retirada boliviana hacia Boyuibé en enero de 1935.
Rojo=Fuerzas bolivianas.
Azul=Fuerzas paraguayas.

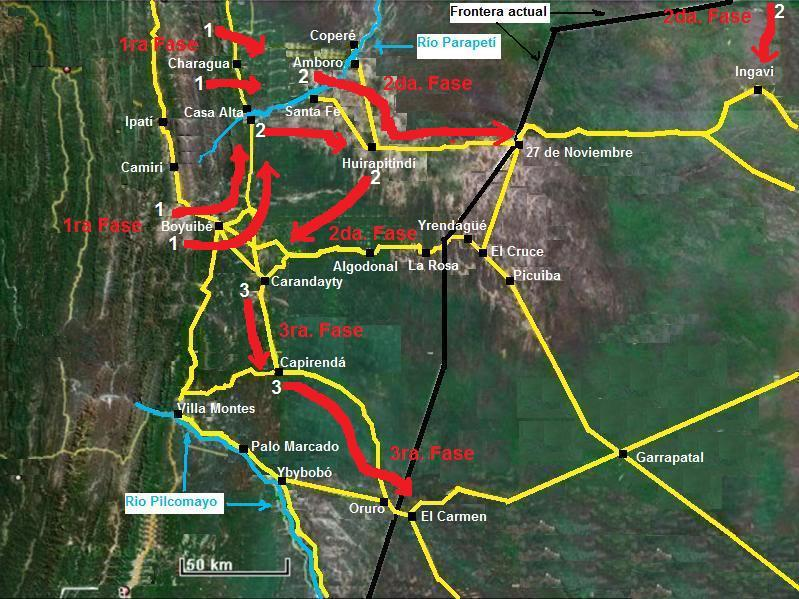
Etapas (1-2-3) en que se dividía el plan de la ofensiva boliviana lanzada en abril de 1935

Luego de la derrota de Ybibobó, el comando boliviano estableció una nueva línea de defensas en Villamontes. Con sus arsenales, depósitos y líneas de comunicación, este pueblo era el último punto de apoyo de Bolivia en el Chaco. Su pérdida hubiera abierto el camino a Tarija, y teniendo en cuenta las precarias líneas de comunicaciones bolivianas, hubiera dejado toda esa zona en manos de los paraguayos.
La tarea de defender Villamontes fue encomendada a los coroneles Bernardino Bilbao Rioja y Óscar Moscoso. Apoyada por la gran concentración de artillería y bajo la protección de extensas fortificaciones, la moral del ejército boliviano experimentó un repunte. En el sector sur del sistema defensivo, el río Pilcomayo sirvió de defensa natural a la 4.ª División boliviana que se atrincheró a lo largo de la ribera sur de ese río que a esa altura ya no sirve de límite con Argentina.
Por su parte, el presidente Tejada Sorzano decretó, en diciembre de 1934, la movilización de todos los bolivianos en edad de prestar el servicio militar.

La guerra del Chaco se había hecho para los indios y los obreros. Los parias, que nunca gozaron de derecho alguno, ahora se ven abrumados por obligaciones; la patria, que nunca les dio nada, les obliga ahora a ofrendar sus vidas en defensa de la soberanía nacional. Una vez que son diezmados, los adolescentes y los ancianos, aquellos que por su temprana o avanzada edad no pertenecen a aquel anfiteatro macabro, son Ilevados al frente, a seguir rindiendo su vida para una causa que desconocen y no entienden. Mientras que los burgueses, que antes vendían salud, ahora forman legiones de hombres aquejados por las más diversas enfermedades.
Willy O. Muñoz,
enMuñoz (1986, p. 225 a 241)

Este nuevo ejército boliviano, con sus 36 regimientos, duplicó al anterior y, por tercera vez desde el inicio de la guerra, Bolivia tuvo una superioridad significativa de efectivos y medios sobre Paraguay. Pero los problemas siguieron siendo los mismos: los soldados reclutados masivamente, aunque estaban bien armados, carecían de preparación y experiencia para el combate, a lo que se sumaba defectos muy ostensibles en la conducción. Por esa razón, y en contra de todo lo esperable, el ejército paraguayo, pese a su inferioridad numérica, escasos recursos y extensa línea logística, mantuvo la iniciativa.
El 11 de enero de 1935, dos regimientos de la 3.ª División boliviana fueron rodeados en Capirendá sufriendo 330 muertos y 200 prisioneros y el resto fue obligado a retirarse hacia Villamontes.
Un destacamento paraguayo de 1100 hombres, sin apoyo de artillería y reservas, al mando del mayor Caballero Irala, avanzó casi 100 km desde 27 de Noviembre hacia el río Parapetí y luego de aniquilar a los regimientos Ingavi y Junín y batallones auxiliares capturó Amboró y Santa Fe los días 16 y 18 de enero y avanzó hacia Casa Alta y Cambeití.
El día 23 de enero cayó Carandaitý en poder de la DRG (División de Reserva General) paraguaya. Desde allí las fuerzas paraguayas avanzaron sobre Boyuibé y el día 28 desalojaron de esa posición a las divisiones bolivianas DC-1, DC-2 y DI-7 cortando el camino que unía Villamontes con Santa Cruz de la Sierra.
Diez días después, en febrero de 1935, las mismas fuerzas envolvieron el flanco derecho del regimiento boliviano RI-12 Manchego en Ñancorainza, en plena sierra, pero este, al recibir ayuda de los regimientos de la 1.ª División de Caballería (DC-1), pudo salvarse y las fuerzas paraguayas tuvieran que retirarse nuevamente hacia Boyuibé.
En un último esfuerzo por terminar la guerra, el general paraguayo Estigarribia decidió tomar Villamontes el 13 de febrero de 1935 con solo 15 000 hombres y casi sin apoyo de artillería.
El coronel Bilbao Rioja con 21 000 hombres, sin contar los cuadros de oficiales y suboficiales, superioridad aérea, excelentes fortificaciones y abundante artillería, pudo contener los sucesivos intentos paraguayos de ensanchar la ruptura inicial de 3 km que se produjo en la línea defensiva boliviana.
El ataque fracasó con importantes bajas para los atacantes paraguayos.
El 5 de abril de 1935, un destacamento paraguayo de 2600 hombres bajo las órdenes del coronel Garay, a pesar de su inferioridad numérica y de medios, cruzó el río Parapetí, desalojó de la ribera occidental a 5000 soldados pertenecientes a dos divisiones bolivianas al mando del coronel Anze y luego de empujarlas más de 50 km hacia el oeste capturó, el 16 de abril y por unos pocos días, el poblado guaraní de Charagua.
El impacto político que produjo la caída de Charagua y la amenaza que implicaba a las instalaciones petrolíferas de la Standard Oil en Camiri y a la ciudad de Santa Cruz de la Sierra obligó al comando boliviano a lanzar prematuramente su planeada ofensiva para recuperar todo el terreno perdido desde enero de 1935. Del 14 al 16 de abril, el ejército boliviano arrolló las líneas paraguayas en el sector central a lo largo del camino a Camatindý. En el sur, el 19 de abril de 1935, los bolivianos retomaron Tarari, obligando al coronel Fernández y sus fuerzas a retirarse. Entre el 24 y el 27 de abril dos divisiones reforzadas cercaron firmemente a la 8.ª División paraguaya en Cambeiti:

Naturalmente que el futuro de las operaciones bolivianas [...] y el ritmo a imprimir al avance, dependía [inicialmente] de infligirle al ejército paraguayo un golpe recio que lo hubiera paralizado traumaticamente [...]. Y el pensamiento militar boliviano y las ansias del país todo, se afincaron en el cerco de Cambeiti, en el cual, durante cuatro días, se mantuvo en suspenso una febril incógnita. Grande debió ser el desencanto cuando el Comando Superior boliviano [...] en un comunicado de fecha 28 de abril de 1935 concluía con las esperanzas, muy factibles por cierto, que se habían forjado en torno al, hasta hacia poco, bien anillado cerco del sector central norte.
Teniente coronel Vergara Vicuña,
enVergara Vicuña (1944, p. 328 v. 7)

La 8.ª División paraguaya rompió el cerco en el punto más fuerte y escapó por las laberínticas quebradas de la sierra de Aguaragüe.
En el norte, las fuerzas del coronel boliviano Anze empujaron lentamente al Destacamento Garay hacia el río Parapetí. La contraofensiva boliviana recuperó las márgenes de ese río pero no pudo tomar el estratégico cruce de Huirapitindí desde donde las fuerzas de Garay podían recuperar fácilmente el río.
La ofensiva boliviana, pese a la amplia superioridad en hombres y recursos utilizados, fue limitada en sus resultados y se realizó al costo de elevadas bajas que llegaron al 20 % de las fuerzas empleadas.

Dos días habían transcurrido desde el instante en que se había desencadenado la sorpresiva contraofensiva boliviana [del 14 de abril de 1935] y ya se podía afirmar que había fracasado en sus objetivos fundamentales [...] lo que se había visto en Carandaitý, Algodonal, Villazón y Picuiba durante la contraofensiva del Cuerpo de Caballería Toro, septiembre a noviembre de 1934, se había repetido con matemática exactitud en esta nueva contraofensiva del Parapetí [...] desgraciadamente para las armas bolivianas, el imperio de la rutina operativa y el pródromo [sic] de debilidades de comandos afectados por el recuerdo de otros reveses en las personas de algunos de sus componentes [...] siguió pautando con sometimiento a un exceso de seguridad reñidos con los principios [...] de la economía de fuerzas y de la sorpresa.
Teniente coronel Vergara Vicuña,
en (Guachalla, 1978, p. 201-202)

La ofensiva boliviana se detuvo el 16 de mayo de 1935, cuando el coronel paraguayo Rafael Franco retomó la iniciativa con un sorpresivo ataque sobre el regimiento boliviano Castrillo que vigilaba el estratégico sector de Quebrada de Cuevo y recuperó Mandeyapecuá, localidad donde se presumía que existían grandes reservas de petróleo. Días después, el regimiento paraguayo Valois Rivarola intentó cercar a dos regimientos bolivianos y unidades menores, que escaparon apresuradamente hacia Yohay.
Nuevamente el general Estigarribia pensó en tomar Villamontes pero esta vez desatando previamente sobre sus defensores un verdadero ataque de artillería. Para ese fin solicitó a la marina paraguaya el desmantelamiento de los cañones binarios delanteros de 6 metros de largo y 120 milímetros de diámetro cada uno de la cañonera Humaitá para transportarlos a 15 km de Villamontes y desde esa distancia destruir sus defensas.
Se prepararon los puentes del ferrocarril, se diseñó un medio de transporte que soportara los 5500 kilos de peso, se planeó la construcción de un soporte de cemento para sostener el retroceso y se transportó al Chaco un tractor de gran capacidad para llevarlo hasta la zona de operaciones. La finalización de la guerra impidió que los cañones del Humaitá pudieran actuar sobre Villamontes.

### Batalla de Pozo del Tigre-Ingavi
A fines de abril de 1935, la 6.ª División boliviana, comandada por el coronel Ángel Ayoroa, integrada por los regimientos RI-14 Florida (al mando del teniente coronel Julio Bretel), y el RC-2 Ballivián (al mando del teniente coronel René Pantoja). con un total de 3000 hombres inició su aproximación al fortín Ingavi ocupado por los 370 hombres de la fracción López.
El plan consistía en tomar Ingavi primero y desde allí avanzar hacia el fortín Aroma (al este) o hacia el fortín 27 de Noviembre (al suroeste). Estigarribia envió al teniente coronel Cazal Rivarola con la orden de impedir que Ingavi cayera en manos enemigas debido a las conversaciones diplomáticas en curso y al objetivo estratégico de mantener a Bolivia lo más lejos posible del alto río Paraguay. Cazal Rivarola organizó su fuerza en tres raleados regimientos integrados por veteranos con años de combate.

Bombardeo, incendio y destrucción por parte de las tropas del Ejército Paraguayo contra la iglesia boliviana de Tarairí durante su retirada general en abril de 1935 luego de la ofensiva lanzada por las tropas del Ejército de Bolivia. En la imagen, se visualiza al Cristo de Tarairí completamente destruido y soldados paraguayos saliendo de la iglesia.

Los bolivianos capturaron Pozo del Tigre (Kilómetro Catorce), una posición adelantada a 14 km del fortín Ingavi y a fines de mayo atacaron sin éxito el fortín sufriendo unas 100 bajas. Mientras el coronel Arrieta reemplazaba al coronel Ayoroa, Cazal Rivarola, con no más de 850 hombres, comenzó a rodear al regimiento RI-14 Florida en Pozo del Tigre. El 5 de junio de 1935, las fuerzas paraguayas cortaron el camino Ingavi-Ravelo, en la retaguardia del RI-14. El regimiento RC-2 Ballivián acudió en su ayuda e intentó abrir una brecha sin éxito. Tampoco sirvió el apoyo de la 5.ª División boliviana.
Entre el 7 y el 8 de junio de 1935, la batalla de Ingavi terminó con la captura del teniente coronel Bretel ―en ese momento comandante de la 6.ª División boliviana cercada―, de los mayores Marcial Menacho Páez y Humberto Berndt Vivanco, mercenario chileno que fuera contratado por el ejército boliviano en enero de 1935, y que al caer prisionero comandaba el regimiento Ballivián.
Se capturaron 2 jefes, 7 oficiales y 361 soldados. Los días siguientes, las fuerzas paraguayas aceleraron su avance hacia Ravelo persiguiendo a fuerzas bolivianas dispersas. La velocidad del avance impidió que estas pudieran sostenerse en Kilómetro Veinticinco ni en Kilómetro Treinta y Cinco (o Pozo del Bárbaro) donde existía una importante fortificación. En el avance se capturaron prisioneros y sobre todo camiones, armas y provisiones que facilitaron el avance de Cazal Rivarola.
El coronel Toro culpó del resultado al comando del Tercer Cuerpo «por la mala interpretación» dada a sus terminantes directivas. Nueve años después, el coronel Ángel Rodríguez no solo criticó esta actitud de Toro de descargar culpas sobre los subordinados sino que lo acusó de querer implementar «tenazas» en el Chaco y sostener ideas «hinderburguianas» de cortar las comunicaciones enemigas lejos y con bastante tropas.
En ese mismo momento, en Buenos Aires (Argentina), las partes acordaron firmar, el 12 de junio de 1935, un protocolo de paz. Ese día, las tropas de Cazal Rivarola, que ya habían avanzado 32 km desde Ingavi, estaban a solo 15 km de su nuevo objetivo: Ravelo y las instalaciones petrolíferas bolivianas. Estos hechos influyeron en la delegación boliviana para firmar el protocolo de paz.

Prácticamente hemos perdido el Chaco. Hoy el problema de la guerra está vinculado a la desintegración de los departamentos de Santa Cruz y Tarija y a la pérdida de nuestras riquezas petrolíferas. Frente a esta situación no podemos cruzarnos de brazos y espectar el drama, cuya prolongación puede causar la ruina definitiva del país.
Tomás Manuel Elío (jefe de la delegación boliviana en Buenos Aires): Actas. Buenos Aires (Argentina), 5 de junio de 1935;
en (Guachalla, 1978, p. 207)

## Fin de la guerra

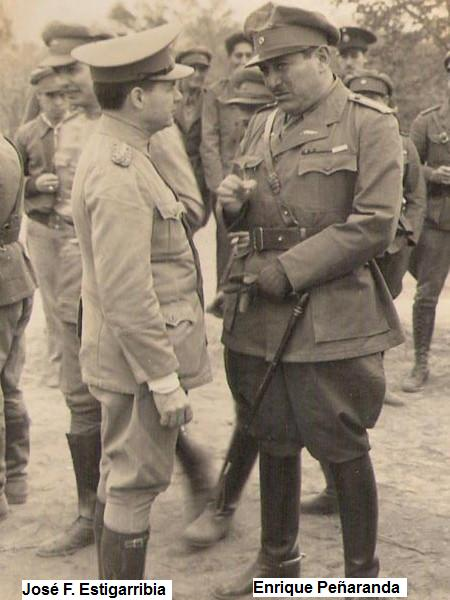
Reunión en Puesto Merino de los comandantes en jefe de ambos ejércitos después del armisticio, 18 de julio de 1935.

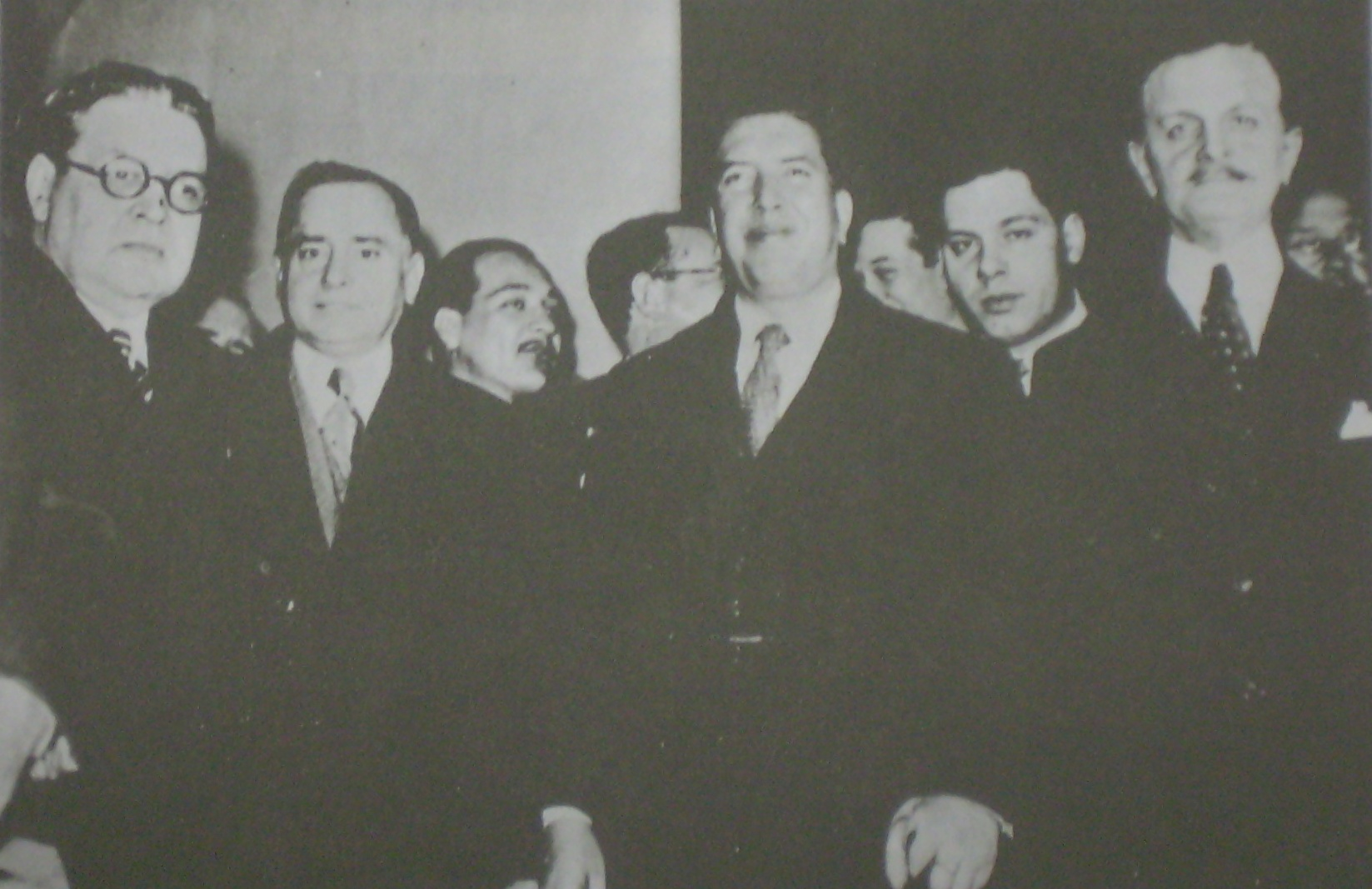
Eugenio Martínez Thedy (Uruguay), Luis Alberto Riart (Paraguay), Tomás M. Elío (Bolivia) y Carlos Saavedra Lamas (Argentina) negocian la Paz del Chaco.

La duración, los malos resultados y la lista de bajas acrecentaron el descontento del pueblo boliviano ante la guerra. Solo los militares sostenían que con tiempo y recursos todavía se podía alcanzar la victoria. Pero esta actitud era solo para salvar las apariencias. En mayo de 1935, en plena ofensiva boliviana sobre el río Parapetí, el coronel Ángel Rodríguez expuso que para alcanzarla se necesitaban 50 000 hombres, 500 camiones, gran cantidad de municiones y recursos monetarios suficientes para sostener el aprovisionamiento del ejército por largo tiempo.

Si no disponemos de estos elementos, que son indispensables, la paz debería ser aceptada ahora que ambos ejércitos están equilibrados.
Coronel boliviano Ángel Rodríguez,
en (Querejazu Calvo, 1981, p. 464)

El 5 de junio de 1935, en Buenos Aires (Argentina), miembros de la delegación boliviana que analizaban el cese de las hostilidades consideraron que debía pedirse la opinión del comando del ejército, general Peñaranda y coronel Toro. Ante este requerimiento, el representante del ejército boliviano en la delegación, coronel Ángel Rodríguez, afirmó: «El comando soy yo». Años más tarde explicaría los motivos de aquella afirmación:

Tenía en mi conciencia que esta afirmación podía hacerla con más derecho que cualesquiera de los dos que habían quedado en Villamontes, planeando disparates [se refiere a Peñaranda y Toro] […] enseguida pregunté al ministro de Hacienda, señor Carlos Víctor Aramayo si se contaba con dinero para continuar la guerra. El señor ministro contestó que no había dinero. Inmediatamente repuse, en mi calidad de asesor militar y personero del comando: «Es mi opinión que se acepte la cesación de hostilidades PORQUE TAMPOCO HAY COMANDO». Como me mirasen asombrados por esta afirmación pase inmediatamente a explicar las actuaciones desacertadas del coronel Toro [...] y terminé con esta frase: «Tengo el convencimiento de que al paso que vamos, acabaremos por entregar nuestras petroleras».
Coronel Ángel Rodríguez, jefe de Operaciones EMG boliviano;
en (Vergara Vicuña, 1944, p. 672, v. 7) y (Querejazu Calvo, 1981, p. 463)

El 12 de junio de 1935, en Buenos Aires (Argentina), se firmó el Protocolo de paz donde se acordó el cese definitivo de las hostilidades sobre la base de las posiciones alcanzadas hasta ese momento por los beligerantes.
El 18 de julio de 1935, en Puesto Merino, ubicado en la tierra de nadie camino a Villamontes, se produjo el primer encuentro entre los comandantes de ambos ejércitos. La sencillez del general paraguayo Estigarribia contrastó con las condecoraciones, correaje y fusta que portaba el general boliviano Peñaranda.

Al hacerse las presentaciones el momento es emocionante y solemne [...] La oportuna ejecución de la banda, disimuló las lágrimas que brillaron en los ojos de muchos de los presentes. Peñaranda, hombre recio, tiembla de emoción. Estigarribia tiene la mirada dulce y tranquila.
General uruguayo Alfredo R. Campos,
en (Querejazu Calvo, 1990, p. 176)

## Acuerdo limítrofe

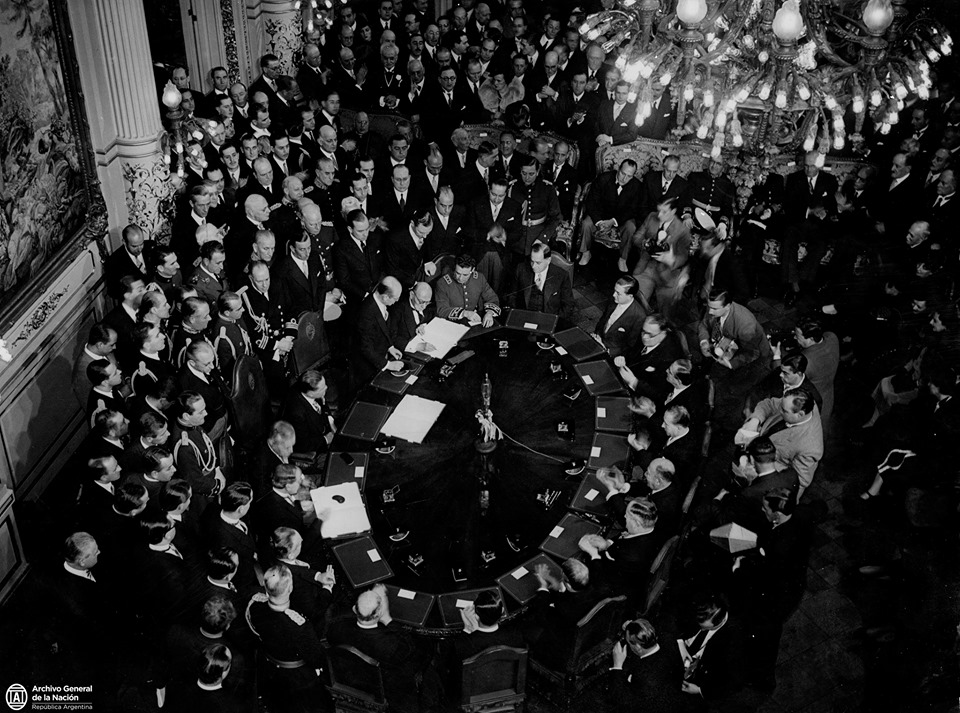
Firma en Argentina el Tratado de Paz, Amistad y Límites.

Después de largas negociaciones, el tratado para terminar la guerra fue firmado en Buenos Aires (Argentina) el 21 de julio de 1938. El canciller argentino Carlos Saavedra Lamas, que había convocado la Conferencia de Paz en Buenos Aires, obtuvo más tarde el premio Nobel de la Paz en 1936 por su labor en pro de la paz y en particular por haber inspirado el Pacto antibélico Saavedra Lamas, firmado por 21 naciones y convertido en un instrumento jurídico internacional. Desempeñó un importante papel como mediador para dar por terminada la guerra del Chaco.
El Tratado de Paz, Amistad y Límites, firmado el 21 de julio de 1938 en Buenos Aires, puso fin a la guerra, otorgándole a Paraguay la soberanía de cerca del 75 % de la zona en litigio, y quedando para Bolivia el otro 25% del territorio disputado que finalmente incluyó el acceso de Bolivia al río Paraguay con el denominado Triángulo Foianini, que había sido uno de los principales objetivos iniciales de Bolivia antes de comenzar la guerra.
El 27 de abril de 2009, 74 años después de finalizado el enfrentamiento bélico, los presidentes Evo Morales (de Bolivia) y Fernando Lugo (de Paraguay) firmaron en Buenos Aires el acuerdo definitivo de límites territoriales del Chaco Boreal. El acto se realizó en presencia de la presidenta Cristina Fernández de Kirchner (de Argentina), previa aceptación por parte de sus respectivos cancilleres del Acta de cumplimiento y ejecución del Tratado de paz, amistad y límites entre Bolivia y Paraguay de 1938. Aunque cabe mencionar que este último acuerdo firmado en 2009 fue duramente criticado por ambas poblaciones por ser solamente un simple acuerdo político con fines e interereses políticos solo para estos tres mandatarios (de ideología izquierdista) pues los verdaderos límites fronterizos entre Bolivia y Paraguay fueron ya establecidos oficialmente y de manera definitiva en el Tratado de Paz, Amistad y Límites firmado el año 1938.

## Bibliografía citada

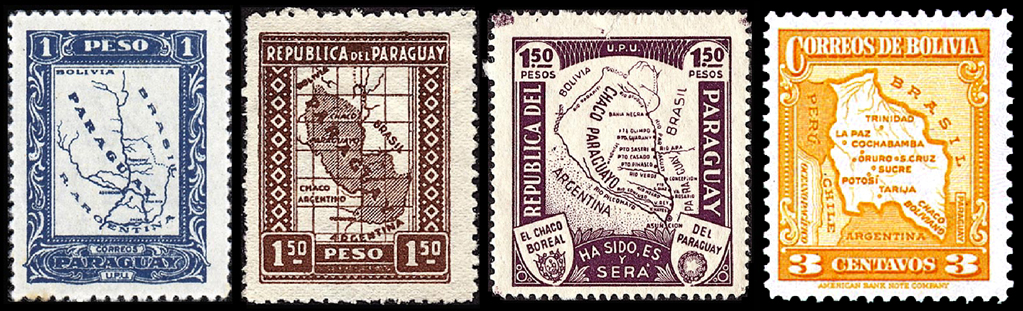
Sellos de ambos países reclamando el Chaco.